# Tyrannosaurus
Tyrannosaurus rex (Osborn, 1905; il cui nome significa "re lucertola tiranna"), la cui specie più famosa è spesso abbreviata in T. rex (diminutivo scientifico) o erroneamente T-Rex, è un genere estinto di dinosauro teropode tirannosauride vissuto nel Cretaceo superiore, circa 72,7-66 milioni di anni fa, nell'area che oggi corrisponde alla parte occidentale del Nord America. A quell'epoca questa regione era un continente separato chiamato Laramidia. Tyrannosaurus è noto per essere stato uno degli ultimi dinosauri non aviani prima dell'estinzione di massa del Cretaceo-Paleogene.
Come gli altri tirannosauridi, Tyrannosaurus era un carnivoro bipede con un cranio enorme e massiccio, bilanciato da una lunga coda. Aveva zampe posteriori robuste e braccia anteriori corte ma forti, con due dita artigliate. Era il più grande tra i tirannosauridi ed il predatore terrestre più imponente, massiccio e pesante mai esistito, superando anche giganti come Carcharodontosaurus, Giganotosaurus e Spinosaurus.
L'esemplare più famoso e completo, chiamato "Sue", misura circa 12,4 metri di lunghezza, 4 metri di altezza ai fianchi e pesava fino a 8,4 tonnellate. Tuttavia, un altro esemplare, "Scotty", scoperto nel 1991 e studiato di recente, risulterebbe ancora più grande, con una lunghezza di oltre 13 metri e un peso stimato di 8,8 tonnellate. Esistono anche fossili frammentari, come quello soprannominato "C. Rex", che suggeriscono una lunghezza potenziale di 14 metri per alcuni esemplari.
Sul comportamento alimentare di Tyrannosaurus esiste ancora dibattito: alcuni paleontologi lo considerano un predatore al vertice della catena alimentare, capace di cacciare adrosauri, ceratopsidi, anchilosauri e forse anche sauropodi. Altri lo immaginano come un necrofago. L'ipotesi più accettata oggi è che fosse un carnivoro opportunista, in grado di nutrirsi sia di prede vive sia di carcasse.
Tyrannosaurus rex è anche famoso per aver avuto una delle mandibole più potenti mai registrate nel regno animale, con una struttura del cranio rigida come quella dei coccodrilli. Studi recenti hanno stimato una forza di morso di circa 64.000 Newton (6,5 tonnellate), sufficiente a frantumare ossa e carrozzerie d'auto. Con un solo morso avrebbe potuto infliggere ferite profonde fino a 30 cm a grandi erbivori come Triceratops.
Sono stati ritrovati oltre 50 esemplari fossili di Tyrannosaurus, alcuni dei quali conservano persino tracce di tessuti molli. Grazie a questa abbondanza di reperti, è stato possibile studiarne in dettaglio anatomia, crescita e biomeccanica. Restano invece aperte le discussioni su aspetti come il comportamento, la velocità di corsa e l'intelligenza. Anche la classificazione è dibattuta: alcuni considerano Tarbosaurus bataar, scoperto in Asia, una seconda specie di Tyrannosaurus; altri lo classificano come un genere distinto, così come la specie T. mcraeensis, scoperta nel 2024.

## Etimologia
(Andrea Cau (2012))
Il nome scientifico del tirannosauro si deve a Henry Fairfield Osborn e richiama, in entrambe le sue componenti, un'idea di dominio: Tyrannosaurus è la sintesi del greco τύραννος (týrannos, "tiranno") e σαῦρος (sâuros, "lucertola"); rex è il latino per "re". Dunque, il suo nome scientifico completo significa "Re Lucertola Tiranna".

## Descrizione

### Dimensioni

Diagramma che mostra Tyrannosaurus (evidenziato in blu) e altri quattro teropodi giganti (Spinosaurus in rosso, Carcharodontosaurus in arancione, Giganotosaurus in verde e Mapusaurus in rosa) in confronto a un essere umano. Ogni sezione della griglia rappresenta un metro quadrato.

Il Tyrannosaurus rex fu uno dei carnivori terrestri più grandi di tutti i tempi. L'esemplare più completo, e fino a poco tempo fa considerato il più grande scoperto (inventariato come FMNH PR2081 e noto con il nomignolo di "Sue"), ha uno scheletro lungo 12,3 metri e alto 4 metri ai fianchi. Le stime del suo peso in vita variano da 4,5 tonnellate fino a oltre 7,2, anche se le stime più recenti lo collocano tra 5,4 e 6,8 tonnellate. Uno studio del 2011 ha determinato che il peso massimo di "Sue" potrebbe variare tra 9,5 e 18,5 tonnellate. Tuttavia, gli autori dello studio hanno precisato che tali stime presentano margini d'errore significativi e che i modelli utilizzati potevano risultare "smilzi", "grassi" o "sproporzionati". Packard et al. (2009), applicando agli elefanti i metodi usati per stimare il peso dei dinosauri, rilevò che tali approcci tendevano a sovrastimare il peso, suggerendo quindi che il peso reale di Tyrannosaurus rex potrebbe essere stato inferiore rispetto alle stime precedenti. Altri studi hanno indicato che gli esemplari più grandi potessero raggiungere o superare le 9 tonnellate.
Nel marzo 2019, un team di paleontologi guidati da Scott Pearson ha stabilito che il reperto denominato "Scotty" (RSM P2523.8), scoperto nel 1991 e completamente recuperato solo recentemente a causa di difficoltà nello scavo, rappresenta il tirannosauro più grande mai rinvenuto. Il fossile è considerato completo per circa il 70%, e dallo studio delle zampe posteriori e del femore il gruppo di ricerca ha determinato che "Scotty" misurava oltre 13 metri di lunghezza e pesava circa 8,845 tonnellate, superando così il record stabilito da "Sue". Particolarmente sorprendente è la robustezza dell'animale, che lo rende il predatore terrestre più massiccio mai scoperto. Inoltre, "Scotty" risulta essere anche il più anziano tirannosauro conosciuto, avendo vissuto per circa trent'anni.
Altri tirannosauri di taglia "extra large" , seppur molto incompleti, includono l'esemplare "MOR 008", il cui peso è stato stimato in 7 tonnellate per una lunghezza di 14 metri, e il reperto soprannominato "C-REX" , le cui stime – eseguite da Jack Horner – attribuirebbero al T. rex un peso compreso tra 9,6 e 11 tonnellate e una lunghezza superiore ai 14 metri. Si tratta, comunque, di stime basate su reperti parziali, dedotte in particolare dalle dimensioni degli arti inferiori.
Come negli altri teropodi, il collo di Tyrannosaurus era curvato a forma di "S", ma si distingueva per la sua limitata lunghezza e per la muscolatura potente necessaria a sostenere la testa massiccia. Gli arti anteriori erano dotati di sole due dita, con un metacarpo ridotto che rappresenta un terzo dito vestigiale. Al contrario, gli arti posteriori erano tra i più lunghi, in proporzione al corpo, rispetto a qualsiasi altro teropode. La coda era lunga, robusta e pesante (fino a mezza tonnellata), composta a volte da oltre 40 vertebre, e serviva a bilanciare il peso della testa e del torace massiccio. Molte delle ossa erano cave, un adattamento che alleggeriva l'animale senza compromettere la robustezza strutturale.

### Cranio

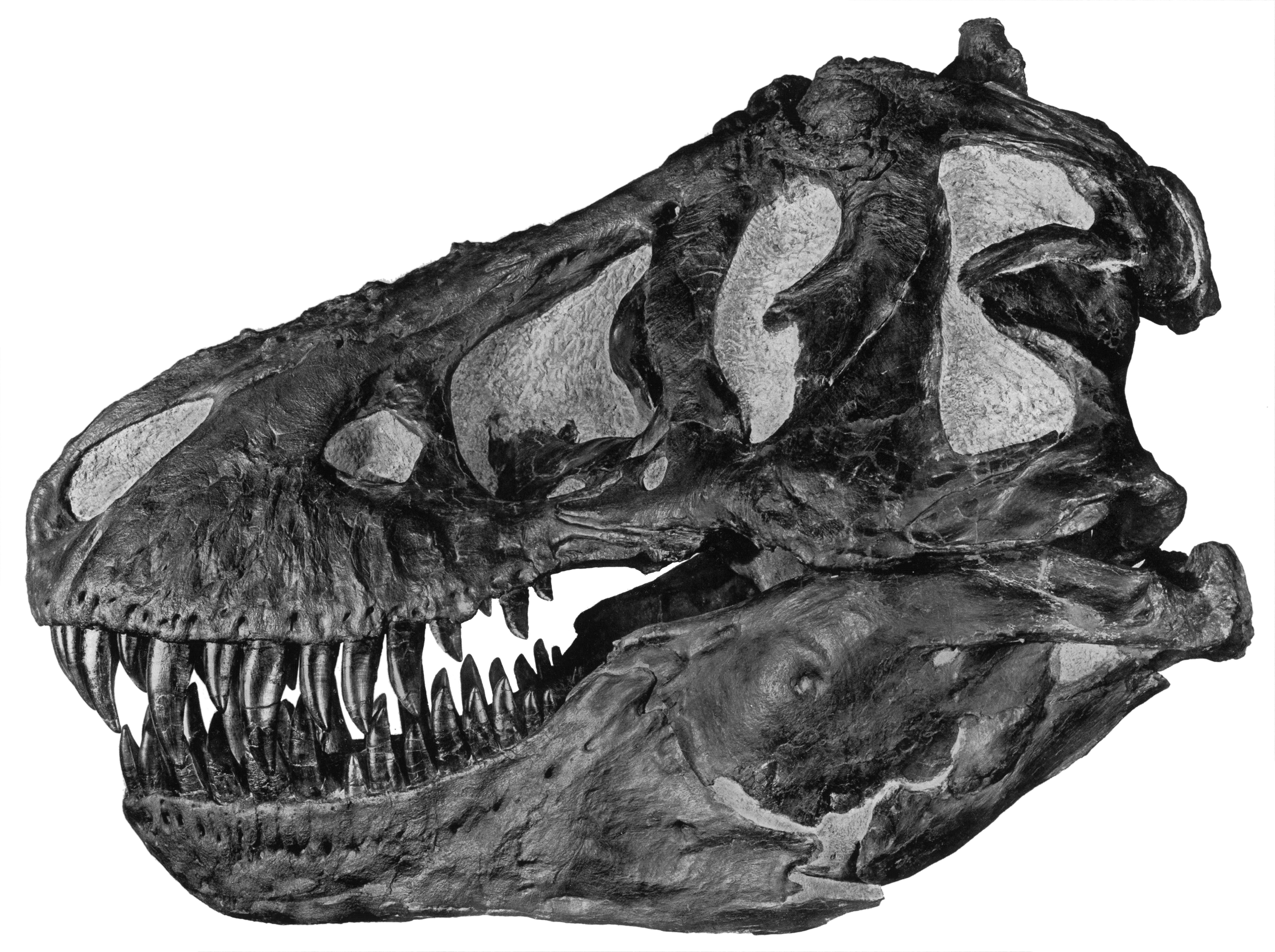
Profilo del cranio (AMNH 5027)

La testa, in quanto tale, era eccezionalmente massiccia, lunga oltre 1 metro e mezzo, e, rispetto a quella di altri teropodi precedenti e contemporanei, fortemente modificata nella forma. Ad oggi, l'esemplare con il cranio più grande risulta essere "Scotty", con una lunghezza compresa tra 159 e 161 cm. L'area posteriore del cranio era molto allargata, mentre il muso si restringeva in corrispondenza delle narici. Di conseguenza, gli occhi godevano di un eccellente campo visivo nella regione anteriore e anteriore/inferiore, fornendo all'animale una visione stereoscopica ritenuta superiore a quella delle altre specie contemporanee.
Le ossa nasali, fuse tra loro, conferivano al cranio una struttura particolarmente robusta e resistente. Molte ossa erano pneumatiche, come negli uccelli, consentendo così una riduzione del peso senza compromettere la solidità, e migliorando al contempo la flessibilità. Queste caratteristiche indicano una notevole potenza del morso, considerata di gran lunga superiore rispetto a quella di tutti gli altri non tirannosauridi.
La bocca del T. rex presentava circa trenta denti nell'arcata superiore e ventotto in quella inferiore, caratterizzati da un'elevata eterodonzia (ossia, differenze nella forma). La loro lunghezza variava dai 10 ai 30 cm. In generale, avevano una sezione trasversale ovale e bordi finemente seghettati. I premascellari superiori, invece, erano più ravvicinati e presentavano una sezione a D. I denti rimanenti erano robusti, più distanziati e dotati di nervature di rinforzo; piegati all'indietro con una forma complessiva a "banana", erano strutturati per evitare fratture durante il morso e lo strappo della carne. Le dimensioni dei denti potevano raggiungere fino i 30 cm (inclusa la radice), rendendoli i più grandi tra quelli conosciuti nei dinosauri carnivori.
Il morso del Tyrannosaurus rex era poderoso, paragonabile per potenza a quello dell'attuale coccodrillo marino, tuttavia, non era in grado di eguagliare la potenza assoluta dei grandi coccodrilli preistorici. Ciò nonostante, la sua forza era sufficiente a perforare e frantumare le ossa di grandi prede, come dimostrano i segni dei denti ritrovati su numerosi resti fossili. Secondo una simulazione condotta da Gregory Erickson (Florida State University) e Paul Gignac (Oklahoma State University) e pubblicata su Scientific Reports, la mandibola del T. rex poteva esercitare una forza di circa 36.000 N, successivamente rivalutata fino a 53.000 N. La pressione raggiunta era dell'ordine di 700 kg/cm². Nonostante queste cifre impressionanti, esse risultano inferiori a quelle attribuite a grandi coccodrilli come Purussaurus o Rhamposuchus. Come afferma Gignac, grazie a questa capacità ''il T. rex è riuscito a sfruttare maggiormente le carcasse dei grandi dinosauri cornuti e dei dinosauri dal becco d'anatra, le cui ossa erano ricche di sali minerali e di midollo''.
Nel 2019 sono stati condotti nuovi studi sul cranio e sul morso del T. rex. Ian N. Cost, del Dipartimento di Patologia e Scienze Anatomiche dell'Università della Columbia, a capo di un'équipe multidisciplinare, ha ricostruito una complessa mappa 3D del cranio dell'animale e ne ha analizzato le dinamiche anche con metodi ingegneristici. Dallo studio è emerso che il morso del Tyrannosaurus rex poteva raggiungere una forza di 64.000 N, pari a circa 6,5 tonnellate, cioè quattro volte superiore a quella del coccodrillo marino. Alcuni studi arrivano addirittura a ipotizzare cifre più elevate, con stime che triplicherebbero i valori sopra indicati, suggerendo una potenza massima teorica del morso pari a 195.000 N.

### Pelle

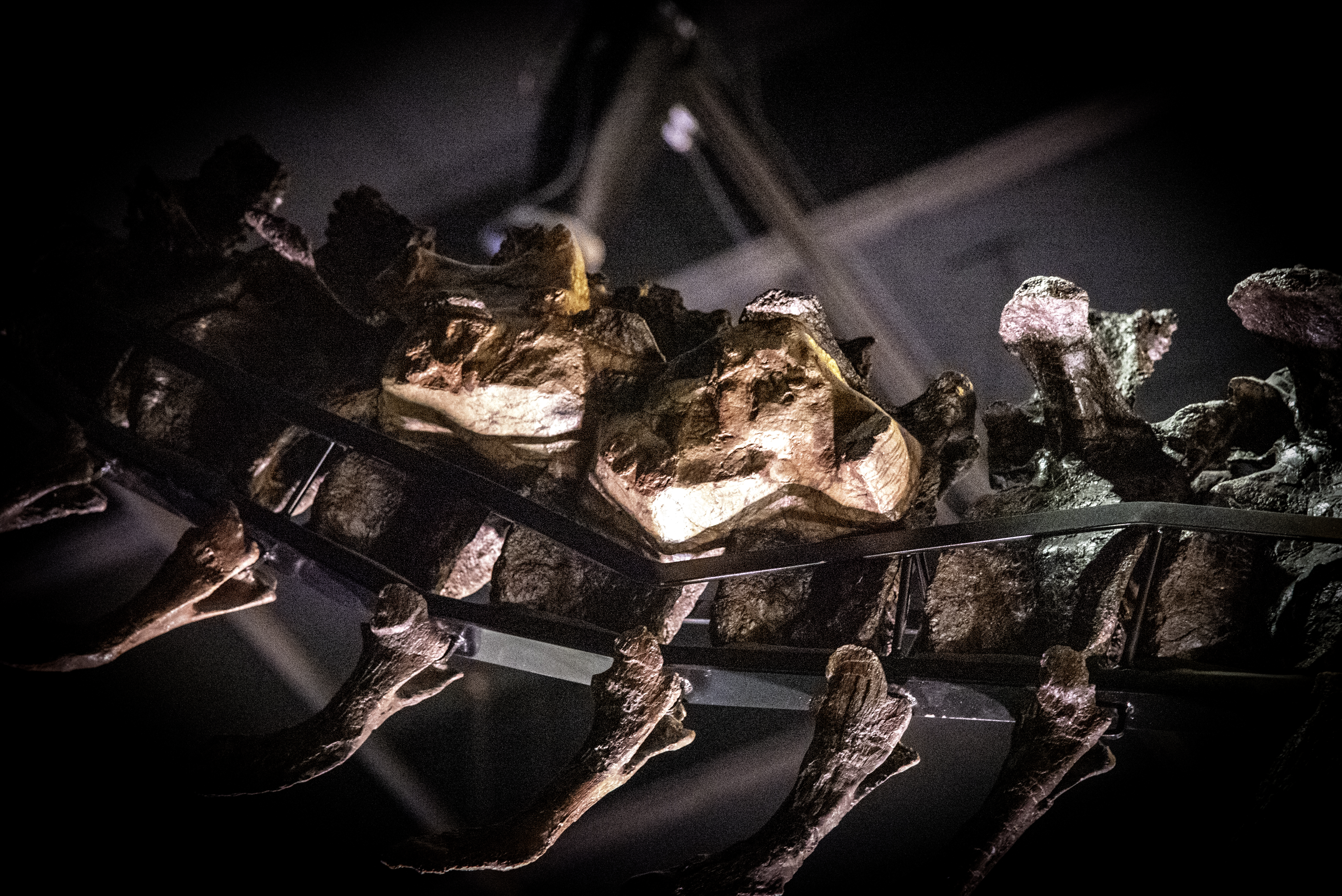
Impronte di pelle fossilizzata dalla regione della coda di un Tyrannosaurus rex, Houston Museum of Natural Science

Benché non esistano prove dirette della presenza di piumaggio in Tyrannosaurus, molti paleontologi, all'inizio del secondo decennio del XXI secolo, ipotizzavano, basandosi sulla presenza di piume in specie affini di taglia simile, che l'animale potesse avere il corpo almeno parzialmente ricoperto di piume. Mark Norell, dell'American Museum of Natural History, dichiarò che, malgrado l'assenza di prove dirette, la motivazione per ritenere che T. rex fosse piumato, almeno in una fase della sua vita, era paragonabile a quella per supporre che l'australopiteco Lucy avesse una pelliccia.
Le prime indicazioni a favore della presenza di piumaggio nei tirannosauroidi risalgono alla scoperta della specie Dilong paradoxus, nella Formazione Yixian (Cina, 2004). Il suo scheletro fossilizzato conserva strutture filamentose comunemente interpretate come precursori delle piume. Poiché fino a quel momento tutte le impronte cutanee dei tirannosauroidi giganti mostravano solo squame, i ricercatori ipotizzarono che le piume fossero presenti negli esemplari giovani di specie di grandi dimensioni e negli adulti di specie più piccole, per poi scomparire con la crescita nei taxa più grandi. Tuttavia, scoperte successive hanno dimostrato che anche alcuni tirannosauridi adulti e di grande taglia, come Yutyrannus huali, presentavano un'estesa copertura piumata, mettendo in discussione l'ipotesi della correlazione inversa tra taglia e piumaggio.
La scoperta di Yutyrannus huali (circa 9 metri di lunghezza), avvenuta nel 2012, ha rivelato la presenza di piume su diverse parti del corpo, suggerendo che l'intero animale potesse esserne ricoperto. Ciò ha riacceso il dibattito sulla possibilità che anche tirannosauridi più grandi, come T. rex, fossero almeno in parte piumati.
Nel 2017, tuttavia, alcuni studi – pubblicati anche su Biology Letters e su National Geographic) – condotti dai paleontologi Peter Larson e Jack Persons, hanno fornito nuove prove a favore dell'assenza di piumaggio in Tyrannosaurus rex. L'analisi delle impronte cutanee di un esemplare soprannominato "Wyrex", relative a porzioni del bacino, della coda e del collo, ha mostrato strutture chiaramente squamose, prive di piume o setole.
Alla luce di questi riscontri, la correlazione tra T. rex (nordamericano) e Yutyrannus huali (asiatico), per quanto riguarda il piumaggio, appare sempre più incerta. Le impronte cutanee rinvenute su vari generi di tirannosauridi del tardo Cretaceo – come Gorgosaurus, Tarbosaurus e lo stesso T. rex – mostrano una certa discrepanza con le evidenze rinvenute su Yutyrannus. Questo ha portato a ipotizzare che i tirannosauridi di grandi dimensioni abbiano intrapreso percorsi evolutivi distinti, perdendo progressivamente le piume per motivi legati alla taglia, alla termoregolazione e all'habitat.
Pertanto, dopo oltre un decennio di dibattito, molti paleontologi – tra cui Philip J. Currie e Robert T. Bakker – concordano nel ritenere che, in assenza di prove dirette, l'aspetto più probabile del T. rex fosse quello più tradizionale, con una pelle ricoperta da squame e priva di protopiume.
Inoltre, la scoperta di tegumento facciale squamoso in un esemplare di Daspletosaurus suggerisce che molti tirannosauridi, incluso Tyrannosaurus, possedessero avanzati organi sensoriali facciali. Questi potevano servire per il contatto sociale, la modulazione dei movimenti mascellari, la percezione della temperatura e l'individuazione delle prede. Le grandi scaglie piatte presenti sul muso, simili a quelle dei coccodrilli, fornivano inoltre una protezione supplementare durante la predazione o i combattimenti intraspecifici.

### Dimorfismo sessuale

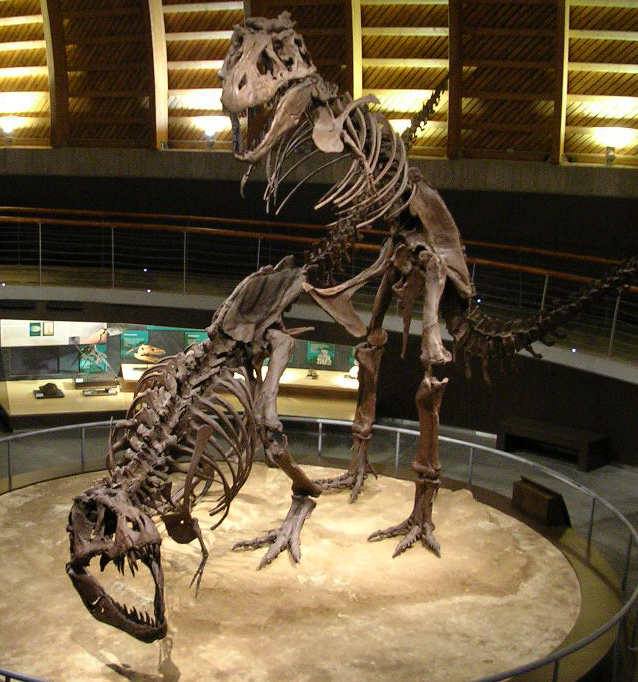
Ricostruzione scheletrica nell'atto d'accoppiamento, Museo del Jurásico de Asturias

Tra gli anni Ottanta e Novanta, quando si cominciò ad avere un numero sufficientemente ampio di evidenze fossili da permettere analisi su basi statistiche, venne proposta l'ipotesi di un dimorfismo sessuale nei tirannosauri basato sulle dimensioni. Si identificarono infatti due "tipi" distinti di scheletri adulti: uno più massiccio e di grandi dimensioni, e l'altro più gracile e di taglia inferiore. L'esempio più rappresentativo del primo tipo è lo scheletro denominato "Sue" (in onore della scopritrice Sue Hendrickson), il più completo – e per lungo tempo ritenuto il più grande – esemplare di Tyrannosaurus rex mai ritrovato, lungo circa 13 metri.
Diversi paleontologi proposero che, come accade oggi negli uccelli rapaci, gli esemplari più grandi e robusti fossero femmine, mentre quelli più piccoli e leggeri fossero maschi. A sostegno di questa ipotesi fu citata una differenza osservata nel chevron della prima vertebra caudale: in alcuni esemplari, l'osso risultava meno sviluppato, il che fu interpretato come un possibile adattamento per agevolare il passaggio delle uova attraverso il tratto riproduttivo. A rafforzare la teoria fu richiamato anche un vecchio studio condotto da Alfred Romer sui coccodrilli, che sembrava supportare un'analoga differenziazione. Tuttavia, tale studio si rivelò successivamente erroneo.
La scoperta di questo errore metodologico, unita al fatto che nello scheletro di "Sue" era presente un chevron ben sviluppato, ha portato a una revisione radicale dell'ipotesi. Attualmente, l'unico individuo di Tyrannosaurus di cui sia stato determinato con certezza il sesso è il reperto MOR 1125, soprannominato "B-rex", rinvenuto nel Montana orientale. Scoperto da Jack Horner e Mary Schweitzer nel 2000, l'esemplare non era né particolarmente grande né particolarmente completo. Tuttavia, nel 2007 un'analisi di uno dei femori rivelò la presenza di tessuti molli, inclusi vasi sanguigni simili a quelli osservati negli struzzi, ulteriore conferma della stretta parentela tra dinosauri e uccelli. L'indagine rivelò la presenza di un tessuto midollare specializzato, noto come "osso midollare", che si forma esclusivamente nelle femmine di uccelli durante l'ovulazione per fornire calcio alla formazione dei gusci delle uova. Questo permise di identificare con certezza l'individuo come una femmina, morta probabilmente a circa 16 anni d'età, circa 68 milioni di anni fa.
Ad oggi, dunque, non esistono prove definitive dell'esistenza di un dimorfismo sessuale in Tyrannosaurus rex. Considerata l'ampia distribuzione geografica della specie, è possibile che le differenze nelle dimensioni siano dovute a variabili ambientali, come temperatura locale o disponibilità di cibo. Un'altra possibilità è che gli esemplari più grandi fossero semplicemente individui più anziani.

### Postura

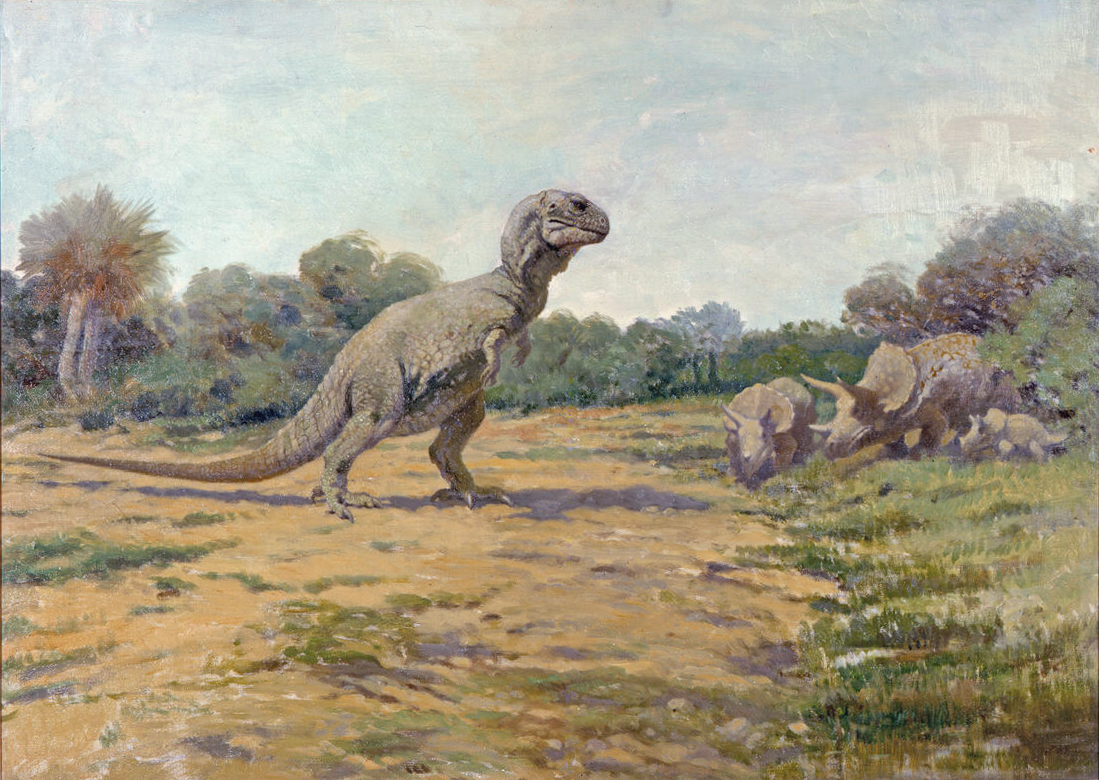
Ricostruzione obsoleta da parte di Charles R. Knight, che mostra la postura "tripode"

I ritratti moderni di Tyrannosaurus rex nei musei, nell'arte e nel cinema lo mostrano con il corpo disposto orizzontalmente, parallelo al suolo, e con la coda estesa all'indietro per bilanciare il peso della testa.

Le vecchie ricostruzioni, in uso fino agli anni Ottanta, rappresentavano invece l'animale come una sorta di “tripode vivente”, con una postura quasi eretta sulle zampe posteriori e la coda strisciata a terra come terzo punto d'appoggio. Questo tipo di rappresentazione, per certi versi "antropomorfizzata", si deve indirettamente a Joseph Leidy, che nel 1865 ricostruì così il suo Hadrosaurus foulkii – il primo dinosauro descritto come bipede. Convinto che T. rex adottasse una postura simile, Henry Fairfield Osborn rafforzò questa concezione, presentando nel 1915 il primo scheletro completo di tirannosauro, montato in quella posizione al Museo di Storia Naturale di New York.

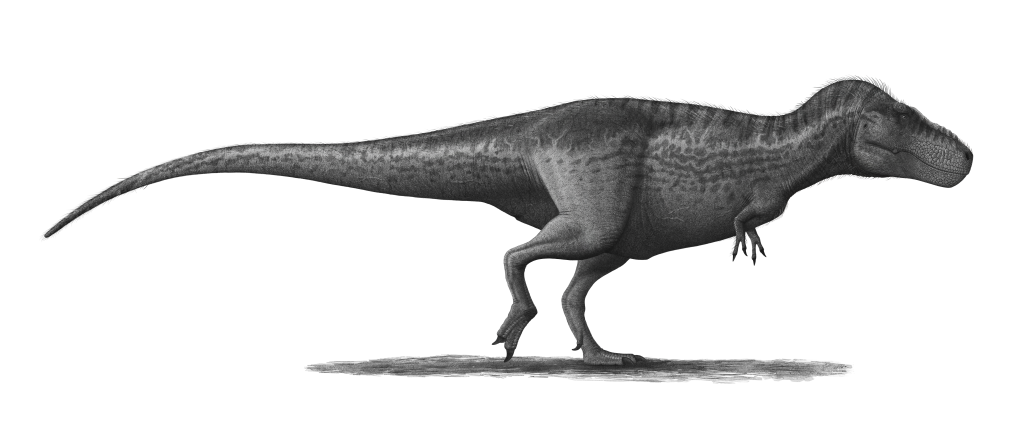
Ricostruzione che mostra la postura del Tyrannosaurus rex

A partire dagli anni Settanta, tuttavia, si è compreso che tale postura era del tutto irrealistica, in quanto avrebbe causato l'indebolimento o la dislocazione di numerose articolazioni, in particolare quelle del collo e del bacino. Le precedenti ricostruzioni, divenute estremamente popolari e fonte d'ispirazione per molti film e opere artistiche, furono così progressivamente abbandonate a favore di raffigurazioni più accurate, che mostrano il Tyrannosaurus rex con il corpo pressoché orizzontale e la coda sollevata e allineata per controbilanciare la testa.
Nel corso degli anni sono state rinvenute relativamente poche orme fossilizzate attribuibili con certezza al Tyrannosaurus. Le impronte finora conosciute variano in lunghezza da circa 42 cm fino a 87-107 cm, con un'impressionante eccezione: un'enorme impronta lunga circa 123 cm, ritrovata al confine tra la Columbia Britannica e l'Alberta, accompagnata da quelle di almeno altri due esemplari. Questo ritrovamento ha alimentato l'ipotesi che questi grandi predatori potessero, almeno occasionalmente, cacciare in gruppo.

### Arti anteriori

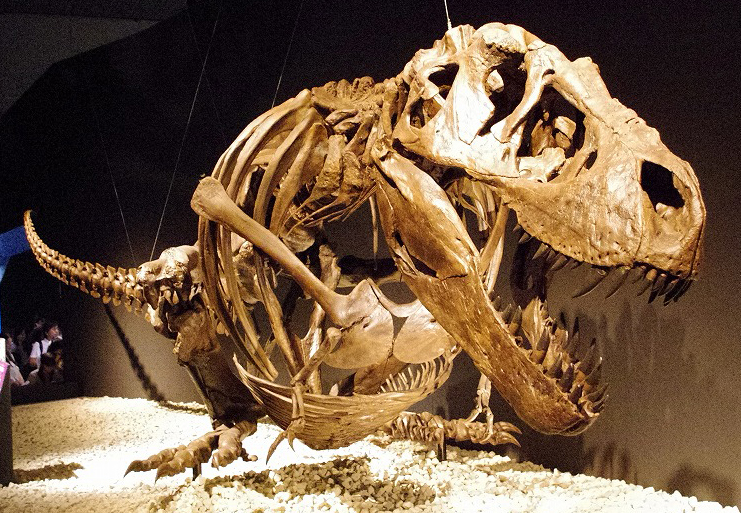
Le braccia potrebbero essere state utili al Tirannosauro nell'alzarsi, come mostrato nell'esemplare soprannominato "Bucky"

Quando fu ritrovato il primo scheletro di Tyrannosaurus rex, l'omero era l'unico elemento noto degli arti anteriori. Nel 1915, Henry Fairfield Osborn ricostruì il dinosauro utilizzando arti anteriori prelevati da un Allosaurus, più lunghi e dotati di tre dita, dando quindi una rappresentazione errata.

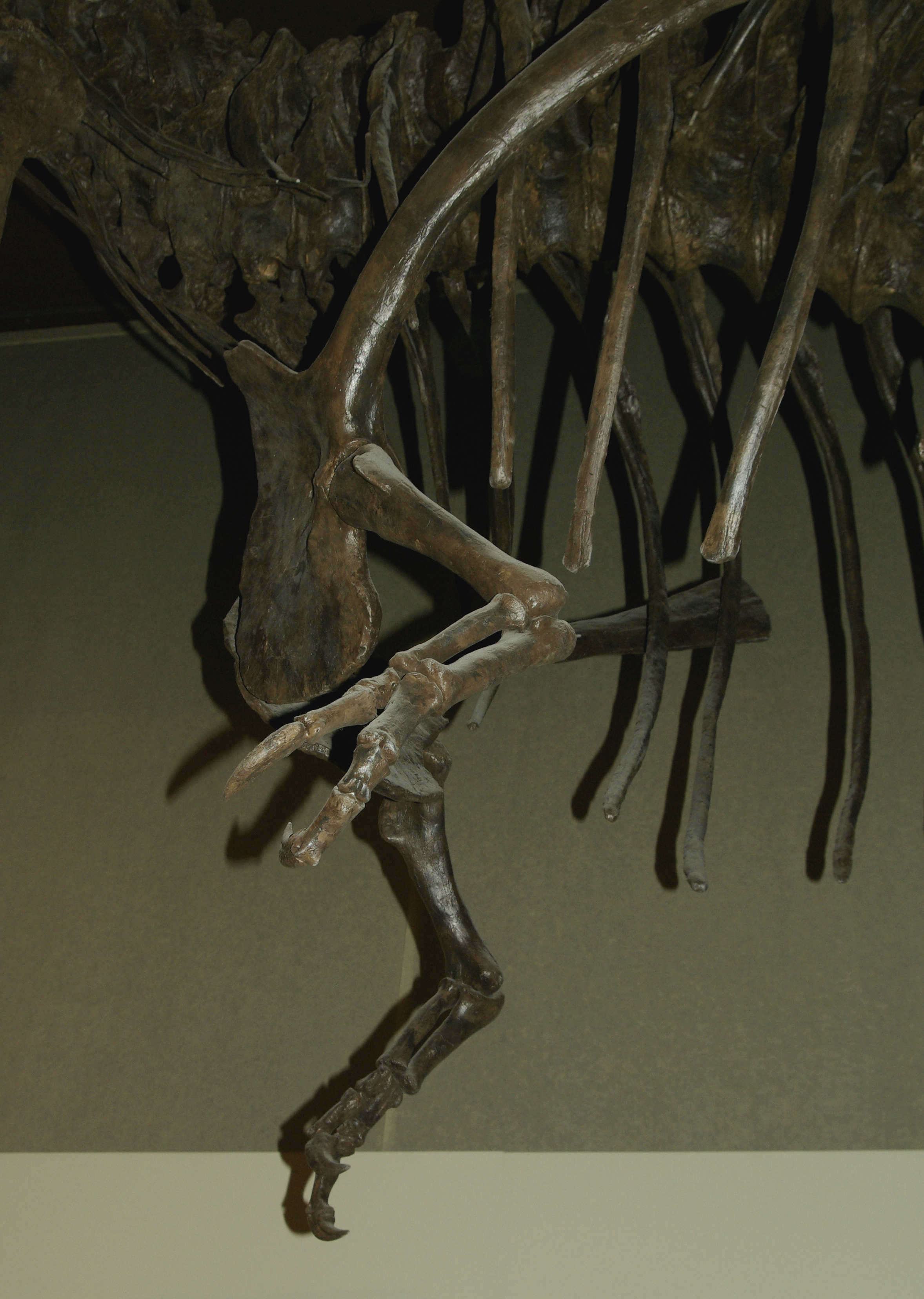
Arti anteriori osservabili nella copia dello scheletro di T. rex esposto nel Museo di Scienze Naturali di Milano

Già nel 1914 però, Lawrence Lambe aveva suggerito che fosse più appropriato dotare il tirannosauro di arti simili a quelli di Gorgosaurus, specie considerata filogeneticamente più vicina. L'aspetto reale degli arti anteriori rimase un mistero fino al 1989, quando venne scoperto il cosiddetto "Wankel rex" (esemplare MOR 555), dotato di arti anteriori completi. La scoperta confermò l'intuizione di Lambe.
L'analisi scheletrica dell'apparato brachiale ha evidenziato che questi arti non possono essere considerati semplicemente vestigiali, contrariamente a quanto ipotizzato da Gregory S. Paul nel 1988. Le ossa mostrano infatti ampie aree di inserzione muscolare, indicanti una muscolatura ben sviluppata.
Rimane aperto il dibattito sulla loro funzione. Alcuni paleontologi hanno ipotizzato che il T. rex li usasse per portare alla bocca pezzi di carne, ma questa possibilità appare poco probabile: le articolazioni del gomito e della spalla consentivano infatti un movimento limitato, con un'ampiezza compresa tra 40 e 45 gradi, insufficiente per tale compito. Tra le ipotesi più accreditate vi è quella secondo cui gli arti servissero a trattenere il partner durante l'accoppiamento, oppure a bloccare le prede durante l'attacco, limitandone i movimenti. Un'altra ipotesi recente suggerisce che potessero servire come supporto per rialzarsi da terra: l'animale, poggiando i palmi al suolo, avrebbe potuto esercitare una spinta utile a sollevarsi.

## Classificazione

### Filogenesi

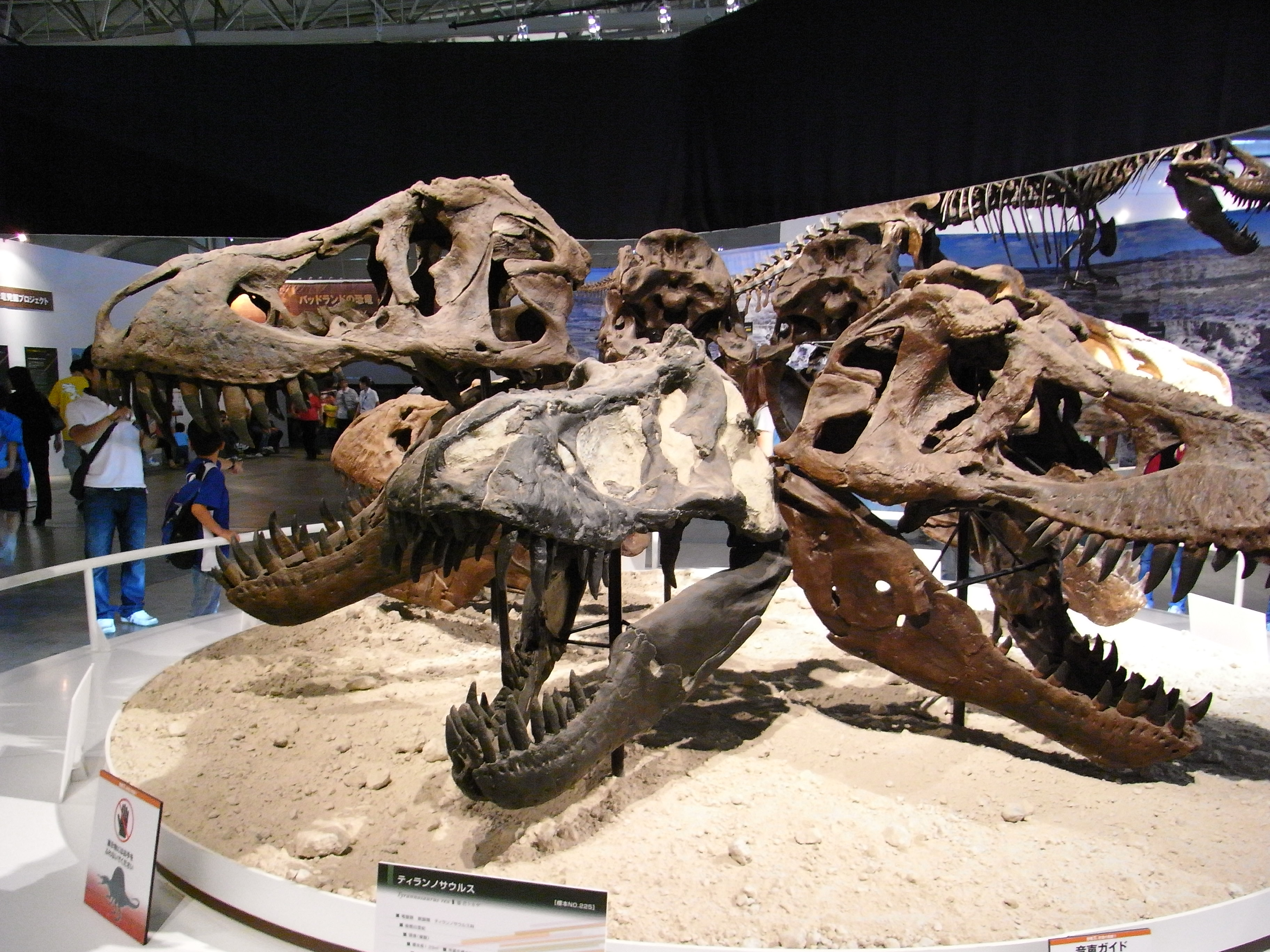
Calchi di crani di diversi esemplari di Tyrannosaurus

Tyrannosaurus è il genere tipo della superfamiglia Tyrannosauroidea, della famiglia Tyrannosauridae e della sottofamiglia Tyrannosaurinae; in altre parole, rappresenta il riferimento standard secondo cui i paleontologi decidono l'inclusione di altre specie all'interno di questi gruppi. Altri membri della sottofamiglia Tyrannosaurinae includono il nordamericano Daspletosaurus e l'asiatico Tarbosaurus, entrambi occasionalmente sinonimizzati con Tyrannosaurus.
In passato si riteneva che i tirannosauridi fossero discendenti di grandi teropodi primitivi come i megalosauroidi o i carnosauri. Tuttavia, ricerche più recenti hanno dimostrato che questi animali derivavano da piccoli coelurosauri, e che solo in un secondo momento svilupparono le loro imponenti dimensioni.
Numerose analisi filogenetiche hanno confermato che Tarbosaurus bataar è il taxon gemello di T. rex. Inoltre, la scoperta di Lythronax argestes ha rafforzato la parentela tra Tarbosaurus e Tyrannosaurus, evidenziando un legame anche con un altro tirannosauride asiatico, Zhuchengtyrannus magnus. Questi tre generi formano il clade Tyrannosaurini, considerato il gruppo fratello di Lythronax. Un ulteriore studio del 2016, condotto da Steve Brusatte, Thomas Carr e colleghi, ha suggerito che Tyrannosaurus potrebbe essersi originato in Asia, e forse derivare da una linea evolutiva vicina a Tarbosaurus.
Il seguente cladogramma è tratto dall'analisi filogenetica di Loewen et al. (2013):
|  | Gorgosaurus libratus      |
|  |                           |
|  | Albertosaurus sarcophagus |
|  |                           |

|  | Tyrannosaurus rex                                                              |
|  |                                                                                |
|  | \| \| Tarbosaurus bataar \| \| \| \| \| \| Zhuchengtyrannus magnus \| \| \| \| |
|  |                                                                                |
|  | Tarbosaurus bataar                                                             |
|  |                                                                                |
|  | Zhuchengtyrannus magnus                                                        |
|  |                                                                                |

|  | Tarbosaurus bataar      |
|  |                         |
|  | Zhuchengtyrannus magnus |
|  |                         |

|  | Tyrannosaurus rex                                                              |
|  |                                                                                |
|  | \| \| Tarbosaurus bataar \| \| \| \| \| \| Zhuchengtyrannus magnus \| \| \| \| |
|  |                                                                                |
|  | Tarbosaurus bataar                                                             |
|  |                                                                                |
|  | Zhuchengtyrannus magnus                                                        |
|  |                                                                                |

|  | Tarbosaurus bataar      |
|  |                         |
|  | Zhuchengtyrannus magnus |
|  |                         |

|  | Tyrannosaurus rex                                                              |
|  |                                                                                |
|  | \| \| Tarbosaurus bataar \| \| \| \| \| \| Zhuchengtyrannus magnus \| \| \| \| |
|  |                                                                                |
|  | Tarbosaurus bataar                                                             |
|  |                                                                                |
|  | Zhuchengtyrannus magnus                                                        |
|  |                                                                                |

|  | Tarbosaurus bataar      |
|  |                         |
|  | Zhuchengtyrannus magnus |
|  |                         |

|  | Tyrannosaurus rex                                                              |
|  |                                                                                |
|  | \| \| Tarbosaurus bataar \| \| \| \| \| \| Zhuchengtyrannus magnus \| \| \| \| |
|  |                                                                                |
|  | Tarbosaurus bataar                                                             |
|  |                                                                                |
|  | Zhuchengtyrannus magnus                                                        |
|  |                                                                                |

|  | Tarbosaurus bataar      |
|  |                         |
|  | Zhuchengtyrannus magnus |
|  |                         |

|  | Tyrannosaurus rex                                                              |
|  |                                                                                |
|  | \| \| Tarbosaurus bataar \| \| \| \| \| \| Zhuchengtyrannus magnus \| \| \| \| |
|  |                                                                                |
|  | Tarbosaurus bataar                                                             |
|  |                                                                                |
|  | Zhuchengtyrannus magnus                                                        |
|  |                                                                                |

|  | Tarbosaurus bataar      |
|  |                         |
|  | Zhuchengtyrannus magnus |
|  |                         |

|  | Tyrannosaurus rex                                                              |
|  |                                                                                |
|  | \| \| Tarbosaurus bataar \| \| \| \| \| \| Zhuchengtyrannus magnus \| \| \| \| |
|  |                                                                                |
|  | Tarbosaurus bataar                                                             |
|  |                                                                                |
|  | Zhuchengtyrannus magnus                                                        |
|  |                                                                                |

|  | Tarbosaurus bataar      |
|  |                         |
|  | Zhuchengtyrannus magnus |
|  |                         |

|  | Tyrannosaurus rex                                                              |
|  |                                                                                |
|  | \| \| Tarbosaurus bataar \| \| \| \| \| \| Zhuchengtyrannus magnus \| \| \| \| |
|  |                                                                                |
|  | Tarbosaurus bataar                                                             |
|  |                                                                                |
|  | Zhuchengtyrannus magnus                                                        |
|  |                                                                                |

|  | Tarbosaurus bataar      |
|  |                         |
|  | Zhuchengtyrannus magnus |
|  |                         |

|  | Tyrannosaurus rex                                                              |
|  |                                                                                |
|  | \| \| Tarbosaurus bataar \| \| \| \| \| \| Zhuchengtyrannus magnus \| \| \| \| |
|  |                                                                                |
|  | Tarbosaurus bataar                                                             |
|  |                                                                                |
|  | Zhuchengtyrannus magnus                                                        |
|  |                                                                                |

|  | Tarbosaurus bataar      |
|  |                         |
|  | Zhuchengtyrannus magnus |
|  |                         |

|  | Tyrannosaurus rex                                                              |
|  |                                                                                |
|  | \| \| Tarbosaurus bataar \| \| \| \| \| \| Zhuchengtyrannus magnus \| \| \| \| |
|  |                                                                                |
|  | Tarbosaurus bataar                                                             |
|  |                                                                                |
|  | Zhuchengtyrannus magnus                                                        |
|  |                                                                                |

|  | Tarbosaurus bataar      |
|  |                         |
|  | Zhuchengtyrannus magnus |
|  |                         |

|  | Tyrannosaurus rex                                                              |
|  |                                                                                |
|  | \| \| Tarbosaurus bataar \| \| \| \| \| \| Zhuchengtyrannus magnus \| \| \| \| |
|  |                                                                                |
|  | Tarbosaurus bataar                                                             |
|  |                                                                                |
|  | Zhuchengtyrannus magnus                                                        |
|  |                                                                                |

|  | Tarbosaurus bataar      |
|  |                         |
|  | Zhuchengtyrannus magnus |
|  |                         |

|  | Tyrannosaurus rex                                                              |
|  |                                                                                |
|  | \| \| Tarbosaurus bataar \| \| \| \| \| \| Zhuchengtyrannus magnus \| \| \| \| |
|  |                                                                                |
|  | Tarbosaurus bataar                                                             |
|  |                                                                                |
|  | Zhuchengtyrannus magnus                                                        |
|  |                                                                                |

|  | Tarbosaurus bataar      |
|  |                         |
|  | Zhuchengtyrannus magnus |
|  |                         |

|  | Tyrannosaurus rex                                                              |
|  |                                                                                |
|  | \| \| Tarbosaurus bataar \| \| \| \| \| \| Zhuchengtyrannus magnus \| \| \| \| |
|  |                                                                                |
|  | Tarbosaurus bataar                                                             |
|  |                                                                                |
|  | Zhuchengtyrannus magnus                                                        |
|  |                                                                                |

|  | Tarbosaurus bataar      |
|  |                         |
|  | Zhuchengtyrannus magnus |
|  |                         |

|  | Tyrannosaurus rex                                                              |
|  |                                                                                |
|  | \| \| Tarbosaurus bataar \| \| \| \| \| \| Zhuchengtyrannus magnus \| \| \| \| |
|  |                                                                                |
|  | Tarbosaurus bataar                                                             |
|  |                                                                                |
|  | Zhuchengtyrannus magnus                                                        |
|  |                                                                                |

|  | Tarbosaurus bataar      |
|  |                         |
|  | Zhuchengtyrannus magnus |
|  |                         |

|  | Tyrannosaurus rex                                                              |
|  |                                                                                |
|  | \| \| Tarbosaurus bataar \| \| \| \| \| \| Zhuchengtyrannus magnus \| \| \| \| |
|  |                                                                                |
|  | Tarbosaurus bataar                                                             |
|  |                                                                                |
|  | Zhuchengtyrannus magnus                                                        |
|  |                                                                                |

|  | Tarbosaurus bataar      |
|  |                         |
|  | Zhuchengtyrannus magnus |
|  |                         |

|  | Tyrannosaurus rex                                                              |
|  |                                                                                |
|  | \| \| Tarbosaurus bataar \| \| \| \| \| \| Zhuchengtyrannus magnus \| \| \| \| |
|  |                                                                                |
|  | Tarbosaurus bataar                                                             |
|  |                                                                                |
|  | Zhuchengtyrannus magnus                                                        |
|  |                                                                                |

|  | Tarbosaurus bataar      |
|  |                         |
|  | Zhuchengtyrannus magnus |
|  |                         |

|  | Tyrannosaurus rex                                                              |
|  |                                                                                |
|  | \| \| Tarbosaurus bataar \| \| \| \| \| \| Zhuchengtyrannus magnus \| \| \| \| |
|  |                                                                                |
|  | Tarbosaurus bataar                                                             |
|  |                                                                                |
|  | Zhuchengtyrannus magnus                                                        |
|  |                                                                                |

|  | Tarbosaurus bataar      |
|  |                         |
|  | Zhuchengtyrannus magnus |
|  |                         |

|  | Tyrannosaurus rex                                                              |
|  |                                                                                |
|  | \| \| Tarbosaurus bataar \| \| \| \| \| \| Zhuchengtyrannus magnus \| \| \| \| |
|  |                                                                                |
|  | Tarbosaurus bataar                                                             |
|  |                                                                                |
|  | Zhuchengtyrannus magnus                                                        |
|  |                                                                                |

|  | Tarbosaurus bataar      |
|  |                         |
|  | Zhuchengtyrannus magnus |
|  |                         |

|  | Tyrannosaurus rex                                                              |
|  |                                                                                |
|  | \| \| Tarbosaurus bataar \| \| \| \| \| \| Zhuchengtyrannus magnus \| \| \| \| |
|  |                                                                                |
|  | Tarbosaurus bataar                                                             |
|  |                                                                                |
|  | Zhuchengtyrannus magnus                                                        |
|  |                                                                                |

|  | Tarbosaurus bataar      |
|  |                         |
|  | Zhuchengtyrannus magnus |
|  |                         |

|  | Tyrannosaurus rex                                                              |
|  |                                                                                |
|  | \| \| Tarbosaurus bataar \| \| \| \| \| \| Zhuchengtyrannus magnus \| \| \| \| |
|  |                                                                                |
|  | Tarbosaurus bataar                                                             |
|  |                                                                                |
|  | Zhuchengtyrannus magnus                                                        |
|  |                                                                                |

|  | Tarbosaurus bataar      |
|  |                         |
|  | Zhuchengtyrannus magnus |
|  |                         |

|  | Tyrannosaurus rex                                                              |
|  |                                                                                |
|  | \| \| Tarbosaurus bataar \| \| \| \| \| \| Zhuchengtyrannus magnus \| \| \| \| |
|  |                                                                                |
|  | Tarbosaurus bataar                                                             |
|  |                                                                                |
|  | Zhuchengtyrannus magnus                                                        |
|  |                                                                                |

|  | Tarbosaurus bataar      |
|  |                         |
|  | Zhuchengtyrannus magnus |
|  |                         |

|  | Tyrannosaurus rex                                                              |
|  |                                                                                |
|  | \| \| Tarbosaurus bataar \| \| \| \| \| \| Zhuchengtyrannus magnus \| \| \| \| |
|  |                                                                                |
|  | Tarbosaurus bataar                                                             |
|  |                                                                                |
|  | Zhuchengtyrannus magnus                                                        |
|  |                                                                                |

|  | Tarbosaurus bataar      |
|  |                         |
|  | Zhuchengtyrannus magnus |
|  |                         |

|  | Tyrannosaurus rex                                                              |
|  |                                                                                |
|  | \| \| Tarbosaurus bataar \| \| \| \| \| \| Zhuchengtyrannus magnus \| \| \| \| |
|  |                                                                                |
|  | Tarbosaurus bataar                                                             |
|  |                                                                                |
|  | Zhuchengtyrannus magnus                                                        |
|  |                                                                                |

|  | Tarbosaurus bataar      |
|  |                         |
|  | Zhuchengtyrannus magnus |
|  |                         |

|  | Tyrannosaurus rex                                                              |
|  |                                                                                |
|  | \| \| Tarbosaurus bataar \| \| \| \| \| \| Zhuchengtyrannus magnus \| \| \| \| |
|  |                                                                                |
|  | Tarbosaurus bataar                                                             |
|  |                                                                                |
|  | Zhuchengtyrannus magnus                                                        |
|  |                                                                                |

|  | Tarbosaurus bataar      |
|  |                         |
|  | Zhuchengtyrannus magnus |
|  |                         |

|  | Tyrannosaurus rex                                                              |
|  |                                                                                |
|  | \| \| Tarbosaurus bataar \| \| \| \| \| \| Zhuchengtyrannus magnus \| \| \| \| |
|  |                                                                                |
|  | Tarbosaurus bataar                                                             |
|  |                                                                                |
|  | Zhuchengtyrannus magnus                                                        |
|  |                                                                                |

|  | Tarbosaurus bataar      |
|  |                         |
|  | Zhuchengtyrannus magnus |
|  |                         |

|  | Tyrannosaurus rex                                                              |
|  |                                                                                |
|  | \| \| Tarbosaurus bataar \| \| \| \| \| \| Zhuchengtyrannus magnus \| \| \| \| |
|  |                                                                                |
|  | Tarbosaurus bataar                                                             |
|  |                                                                                |
|  | Zhuchengtyrannus magnus                                                        |
|  |                                                                                |

|  | Tarbosaurus bataar      |
|  |                         |
|  | Zhuchengtyrannus magnus |
|  |                         |

|  | Tyrannosaurus rex                                                              |
|  |                                                                                |
|  | \| \| Tarbosaurus bataar \| \| \| \| \| \| Zhuchengtyrannus magnus \| \| \| \| |
|  |                                                                                |
|  | Tarbosaurus bataar                                                             |
|  |                                                                                |
|  | Zhuchengtyrannus magnus                                                        |
|  |                                                                                |

|  | Tarbosaurus bataar      |
|  |                         |
|  | Zhuchengtyrannus magnus |
|  |                         |

|  | Tyrannosaurus rex                                                              |
|  |                                                                                |
|  | \| \| Tarbosaurus bataar \| \| \| \| \| \| Zhuchengtyrannus magnus \| \| \| \| |
|  |                                                                                |
|  | Tarbosaurus bataar                                                             |
|  |                                                                                |
|  | Zhuchengtyrannus magnus                                                        |
|  |                                                                                |

|  | Tarbosaurus bataar      |
|  |                         |
|  | Zhuchengtyrannus magnus |
|  |                         |

|  | Tyrannosaurus rex                                                              |
|  |                                                                                |
|  | \| \| Tarbosaurus bataar \| \| \| \| \| \| Zhuchengtyrannus magnus \| \| \| \| |
|  |                                                                                |
|  | Tarbosaurus bataar                                                             |
|  |                                                                                |
|  | Zhuchengtyrannus magnus                                                        |
|  |                                                                                |

|  | Tarbosaurus bataar      |
|  |                         |
|  | Zhuchengtyrannus magnus |
|  |                         |

|  | Tyrannosaurus rex                                                              |
|  |                                                                                |
|  | \| \| Tarbosaurus bataar \| \| \| \| \| \| Zhuchengtyrannus magnus \| \| \| \| |
|  |                                                                                |
|  | Tarbosaurus bataar                                                             |
|  |                                                                                |
|  | Zhuchengtyrannus magnus                                                        |
|  |                                                                                |

|  | Tarbosaurus bataar      |
|  |                         |
|  | Zhuchengtyrannus magnus |
|  |                         |

|  | Tyrannosaurus rex                                                              |
|  |                                                                                |
|  | \| \| Tarbosaurus bataar \| \| \| \| \| \| Zhuchengtyrannus magnus \| \| \| \| |
|  |                                                                                |
|  | Tarbosaurus bataar                                                             |
|  |                                                                                |
|  | Zhuchengtyrannus magnus                                                        |
|  |                                                                                |

|  | Tarbosaurus bataar      |
|  |                         |
|  | Zhuchengtyrannus magnus |
|  |                         |

|  | Tyrannosaurus rex                                                              |
|  |                                                                                |
|  | \| \| Tarbosaurus bataar \| \| \| \| \| \| Zhuchengtyrannus magnus \| \| \| \| |
|  |                                                                                |
|  | Tarbosaurus bataar                                                             |
|  |                                                                                |
|  | Zhuchengtyrannus magnus                                                        |
|  |                                                                                |

|  | Tarbosaurus bataar      |
|  |                         |
|  | Zhuchengtyrannus magnus |
|  |                         |

|  | Tyrannosaurus rex                                                              |
|  |                                                                                |
|  | \| \| Tarbosaurus bataar \| \| \| \| \| \| Zhuchengtyrannus magnus \| \| \| \| |
|  |                                                                                |
|  | Tarbosaurus bataar                                                             |
|  |                                                                                |
|  | Zhuchengtyrannus magnus                                                        |
|  |                                                                                |

|  | Tarbosaurus bataar      |
|  |                         |
|  | Zhuchengtyrannus magnus |
|  |                         |

|  | Tyrannosaurus rex                                                              |
|  |                                                                                |
|  | \| \| Tarbosaurus bataar \| \| \| \| \| \| Zhuchengtyrannus magnus \| \| \| \| |
|  |                                                                                |
|  | Tarbosaurus bataar                                                             |
|  |                                                                                |
|  | Zhuchengtyrannus magnus                                                        |
|  |                                                                                |

|  | Tarbosaurus bataar      |
|  |                         |
|  | Zhuchengtyrannus magnus |
|  |                         |

|  | Tyrannosaurus rex                                                              |
|  |                                                                                |
|  | \| \| Tarbosaurus bataar \| \| \| \| \| \| Zhuchengtyrannus magnus \| \| \| \| |
|  |                                                                                |
|  | Tarbosaurus bataar                                                             |
|  |                                                                                |
|  | Zhuchengtyrannus magnus                                                        |
|  |                                                                                |

|  | Tarbosaurus bataar      |
|  |                         |
|  | Zhuchengtyrannus magnus |
|  |                         |

|  | Tyrannosaurus rex                                                              |
|  |                                                                                |
|  | \| \| Tarbosaurus bataar \| \| \| \| \| \| Zhuchengtyrannus magnus \| \| \| \| |
|  |                                                                                |
|  | Tarbosaurus bataar                                                             |
|  |                                                                                |
|  | Zhuchengtyrannus magnus                                                        |
|  |                                                                                |

|  | Tarbosaurus bataar      |
|  |                         |
|  | Zhuchengtyrannus magnus |
|  |                         |

|  | Tyrannosaurus rex                                                              |
|  |                                                                                |
|  | \| \| Tarbosaurus bataar \| \| \| \| \| \| Zhuchengtyrannus magnus \| \| \| \| |
|  |                                                                                |
|  | Tarbosaurus bataar                                                             |
|  |                                                                                |
|  | Zhuchengtyrannus magnus                                                        |
|  |                                                                                |

|  | Tarbosaurus bataar      |
|  |                         |
|  | Zhuchengtyrannus magnus |
|  |                         |

|  | Tyrannosaurus rex                                                              |
|  |                                                                                |
|  | \| \| Tarbosaurus bataar \| \| \| \| \| \| Zhuchengtyrannus magnus \| \| \| \| |
|  |                                                                                |
|  | Tarbosaurus bataar                                                             |
|  |                                                                                |
|  | Zhuchengtyrannus magnus                                                        |
|  |                                                                                |

|  | Tarbosaurus bataar      |
|  |                         |
|  | Zhuchengtyrannus magnus |
|  |                         |

|  | Tyrannosaurus rex                                                              |
|  |                                                                                |
|  | \| \| Tarbosaurus bataar \| \| \| \| \| \| Zhuchengtyrannus magnus \| \| \| \| |
|  |                                                                                |
|  | Tarbosaurus bataar                                                             |
|  |                                                                                |
|  | Zhuchengtyrannus magnus                                                        |
|  |                                                                                |

|  | Tarbosaurus bataar      |
|  |                         |
|  | Zhuchengtyrannus magnus |
|  |                         |

|  | Tyrannosaurus rex                                                              |
|  |                                                                                |
|  | \| \| Tarbosaurus bataar \| \| \| \| \| \| Zhuchengtyrannus magnus \| \| \| \| |
|  |                                                                                |
|  | Tarbosaurus bataar                                                             |
|  |                                                                                |
|  | Zhuchengtyrannus magnus                                                        |
|  |                                                                                |

|  | Tarbosaurus bataar      |
|  |                         |
|  | Zhuchengtyrannus magnus |
|  |                         |

|  | Tyrannosaurus rex                                                              |
|  |                                                                                |
|  | \| \| Tarbosaurus bataar \| \| \| \| \| \| Zhuchengtyrannus magnus \| \| \| \| |
|  |                                                                                |
|  | Tarbosaurus bataar                                                             |
|  |                                                                                |
|  | Zhuchengtyrannus magnus                                                        |
|  |                                                                                |

|  | Tarbosaurus bataar      |
|  |                         |
|  | Zhuchengtyrannus magnus |
|  |                         |

|  | Tyrannosaurus rex                                                              |
|  |                                                                                |
|  | \| \| Tarbosaurus bataar \| \| \| \| \| \| Zhuchengtyrannus magnus \| \| \| \| |
|  |                                                                                |
|  | Tarbosaurus bataar                                                             |
|  |                                                                                |
|  | Zhuchengtyrannus magnus                                                        |
|  |                                                                                |

|  | Tarbosaurus bataar      |
|  |                         |
|  | Zhuchengtyrannus magnus |
|  |                         |

|  | Tyrannosaurus rex                                                              |
|  |                                                                                |
|  | \| \| Tarbosaurus bataar \| \| \| \| \| \| Zhuchengtyrannus magnus \| \| \| \| |
|  |                                                                                |
|  | Tarbosaurus bataar                                                             |
|  |                                                                                |
|  | Zhuchengtyrannus magnus                                                        |
|  |                                                                                |

|  | Tarbosaurus bataar      |
|  |                         |
|  | Zhuchengtyrannus magnus |
|  |                         |

|  | Tyrannosaurus rex                                                              |
|  |                                                                                |
|  | \| \| Tarbosaurus bataar \| \| \| \| \| \| Zhuchengtyrannus magnus \| \| \| \| |
|  |                                                                                |
|  | Tarbosaurus bataar                                                             |
|  |                                                                                |
|  | Zhuchengtyrannus magnus                                                        |
|  |                                                                                |

|  | Tarbosaurus bataar      |
|  |                         |
|  | Zhuchengtyrannus magnus |
|  |                         |

|  | Tyrannosaurus rex                                                              |
|  |                                                                                |
|  | \| \| Tarbosaurus bataar \| \| \| \| \| \| Zhuchengtyrannus magnus \| \| \| \| |
|  |                                                                                |
|  | Tarbosaurus bataar                                                             |
|  |                                                                                |
|  | Zhuchengtyrannus magnus                                                        |
|  |                                                                                |

|  | Tarbosaurus bataar      |
|  |                         |
|  | Zhuchengtyrannus magnus |
|  |                         |

|  | Tyrannosaurus rex                                                              |
|  |                                                                                |
|  | \| \| Tarbosaurus bataar \| \| \| \| \| \| Zhuchengtyrannus magnus \| \| \| \| |
|  |                                                                                |
|  | Tarbosaurus bataar                                                             |
|  |                                                                                |
|  | Zhuchengtyrannus magnus                                                        |
|  |                                                                                |

|  | Tarbosaurus bataar      |
|  |                         |
|  | Zhuchengtyrannus magnus |
|  |                         |

|  | Tyrannosaurus rex                                                              |
|  |                                                                                |
|  | \| \| Tarbosaurus bataar \| \| \| \| \| \| Zhuchengtyrannus magnus \| \| \| \| |
|  |                                                                                |
|  | Tarbosaurus bataar                                                             |
|  |                                                                                |
|  | Zhuchengtyrannus magnus                                                        |
|  |                                                                                |

|  | Tarbosaurus bataar      |
|  |                         |
|  | Zhuchengtyrannus magnus |
|  |                         |

|  | Tyrannosaurus rex                                                              |
|  |                                                                                |
|  | \| \| Tarbosaurus bataar \| \| \| \| \| \| Zhuchengtyrannus magnus \| \| \| \| |
|  |                                                                                |
|  | Tarbosaurus bataar                                                             |
|  |                                                                                |
|  | Zhuchengtyrannus magnus                                                        |
|  |                                                                                |

|  | Tarbosaurus bataar      |
|  |                         |
|  | Zhuchengtyrannus magnus |
|  |                         |

|  | Tyrannosaurus rex                                                              |
|  |                                                                                |
|  | \| \| Tarbosaurus bataar \| \| \| \| \| \| Zhuchengtyrannus magnus \| \| \| \| |
|  |                                                                                |
|  | Tarbosaurus bataar                                                             |
|  |                                                                                |
|  | Zhuchengtyrannus magnus                                                        |
|  |                                                                                |

|  | Tarbosaurus bataar      |
|  |                         |
|  | Zhuchengtyrannus magnus |
|  |                         |

|  | Tyrannosaurus rex                                                              |
|  |                                                                                |
|  | \| \| Tarbosaurus bataar \| \| \| \| \| \| Zhuchengtyrannus magnus \| \| \| \| |
|  |                                                                                |
|  | Tarbosaurus bataar                                                             |
|  |                                                                                |
|  | Zhuchengtyrannus magnus                                                        |
|  |                                                                                |

|  | Tarbosaurus bataar      |
|  |                         |
|  | Zhuchengtyrannus magnus |
|  |                         |

|  | Tyrannosaurus rex                                                              |
|  |                                                                                |
|  | \| \| Tarbosaurus bataar \| \| \| \| \| \| Zhuchengtyrannus magnus \| \| \| \| |
|  |                                                                                |
|  | Tarbosaurus bataar                                                             |
|  |                                                                                |
|  | Zhuchengtyrannus magnus                                                        |
|  |                                                                                |

|  | Tarbosaurus bataar      |
|  |                         |
|  | Zhuchengtyrannus magnus |
|  |                         |

|  | Tyrannosaurus rex                                                              |
|  |                                                                                |
|  | \| \| Tarbosaurus bataar \| \| \| \| \| \| Zhuchengtyrannus magnus \| \| \| \| |
|  |                                                                                |
|  | Tarbosaurus bataar                                                             |
|  |                                                                                |
|  | Zhuchengtyrannus magnus                                                        |
|  |                                                                                |

|  | Tarbosaurus bataar      |
|  |                         |
|  | Zhuchengtyrannus magnus |
|  |                         |

|  | Tyrannosaurus rex                                                              |
|  |                                                                                |
|  | \| \| Tarbosaurus bataar \| \| \| \| \| \| Zhuchengtyrannus magnus \| \| \| \| |
|  |                                                                                |
|  | Tarbosaurus bataar                                                             |
|  |                                                                                |
|  | Zhuchengtyrannus magnus                                                        |
|  |                                                                                |

|  | Tarbosaurus bataar      |
|  |                         |
|  | Zhuchengtyrannus magnus |
|  |                         |

|  | Tyrannosaurus rex                                                              |
|  |                                                                                |
|  | \| \| Tarbosaurus bataar \| \| \| \| \| \| Zhuchengtyrannus magnus \| \| \| \| |
|  |                                                                                |
|  | Tarbosaurus bataar                                                             |
|  |                                                                                |
|  | Zhuchengtyrannus magnus                                                        |
|  |                                                                                |

|  | Tarbosaurus bataar      |
|  |                         |
|  | Zhuchengtyrannus magnus |
|  |                         |

|  | Tyrannosaurus rex                                                              |
|  |                                                                                |
|  | \| \| Tarbosaurus bataar \| \| \| \| \| \| Zhuchengtyrannus magnus \| \| \| \| |
|  |                                                                                |
|  | Tarbosaurus bataar                                                             |
|  |                                                                                |
|  | Zhuchengtyrannus magnus                                                        |
|  |                                                                                |

|  | Tarbosaurus bataar      |
|  |                         |
|  | Zhuchengtyrannus magnus |
|  |                         |

|  | Tyrannosaurus rex                                                              |
|  |                                                                                |
|  | \| \| Tarbosaurus bataar \| \| \| \| \| \| Zhuchengtyrannus magnus \| \| \| \| |
|  |                                                                                |
|  | Tarbosaurus bataar                                                             |
|  |                                                                                |
|  | Zhuchengtyrannus magnus                                                        |
|  |                                                                                |

|  | Tarbosaurus bataar      |
|  |                         |
|  | Zhuchengtyrannus magnus |
|  |                         |

|  | Tyrannosaurus rex                                                              |
|  |                                                                                |
|  | \| \| Tarbosaurus bataar \| \| \| \| \| \| Zhuchengtyrannus magnus \| \| \| \| |
|  |                                                                                |
|  | Tarbosaurus bataar                                                             |
|  |                                                                                |
|  | Zhuchengtyrannus magnus                                                        |
|  |                                                                                |

|  | Tarbosaurus bataar      |
|  |                         |
|  | Zhuchengtyrannus magnus |
|  |                         |

|  | Tyrannosaurus rex                                                              |
|  |                                                                                |
|  | \| \| Tarbosaurus bataar \| \| \| \| \| \| Zhuchengtyrannus magnus \| \| \| \| |
|  |                                                                                |
|  | Tarbosaurus bataar                                                             |
|  |                                                                                |
|  | Zhuchengtyrannus magnus                                                        |
|  |                                                                                |

|  | Tarbosaurus bataar      |
|  |                         |
|  | Zhuchengtyrannus magnus |
|  |                         |

|  | Tyrannosaurus rex                                                              |
|  |                                                                                |
|  | \| \| Tarbosaurus bataar \| \| \| \| \| \| Zhuchengtyrannus magnus \| \| \| \| |
|  |                                                                                |
|  | Tarbosaurus bataar                                                             |
|  |                                                                                |
|  | Zhuchengtyrannus magnus                                                        |
|  |                                                                                |

|  | Tarbosaurus bataar      |
|  |                         |
|  | Zhuchengtyrannus magnus |
|  |                         |

|  | Tyrannosaurus rex                                                              |
|  |                                                                                |
|  | \| \| Tarbosaurus bataar \| \| \| \| \| \| Zhuchengtyrannus magnus \| \| \| \| |
|  |                                                                                |
|  | Tarbosaurus bataar                                                             |
|  |                                                                                |
|  | Zhuchengtyrannus magnus                                                        |
|  |                                                                                |

|  | Tarbosaurus bataar      |
|  |                         |
|  | Zhuchengtyrannus magnus |
|  |                         |

|  | Tyrannosaurus rex                                                              |
|  |                                                                                |
|  | \| \| Tarbosaurus bataar \| \| \| \| \| \| Zhuchengtyrannus magnus \| \| \| \| |
|  |                                                                                |
|  | Tarbosaurus bataar                                                             |
|  |                                                                                |
|  | Zhuchengtyrannus magnus                                                        |
|  |                                                                                |

|  | Tarbosaurus bataar      |
|  |                         |
|  | Zhuchengtyrannus magnus |
|  |                         |

|  | Tyrannosaurus rex                                                              |
|  |                                                                                |
|  | \| \| Tarbosaurus bataar \| \| \| \| \| \| Zhuchengtyrannus magnus \| \| \| \| |
|  |                                                                                |
|  | Tarbosaurus bataar                                                             |
|  |                                                                                |
|  | Zhuchengtyrannus magnus                                                        |
|  |                                                                                |

|  | Tarbosaurus bataar      |
|  |                         |
|  | Zhuchengtyrannus magnus |
|  |                         |

|  | Tyrannosaurus rex                                                              |
|  |                                                                                |
|  | \| \| Tarbosaurus bataar \| \| \| \| \| \| Zhuchengtyrannus magnus \| \| \| \| |
|  |                                                                                |
|  | Tarbosaurus bataar                                                             |
|  |                                                                                |
|  | Zhuchengtyrannus magnus                                                        |
|  |                                                                                |

|  | Tarbosaurus bataar      |
|  |                         |
|  | Zhuchengtyrannus magnus |
|  |                         |

|  | Tyrannosaurus rex                                                              |
|  |                                                                                |
|  | \| \| Tarbosaurus bataar \| \| \| \| \| \| Zhuchengtyrannus magnus \| \| \| \| |
|  |                                                                                |
|  | Tarbosaurus bataar                                                             |
|  |                                                                                |
|  | Zhuchengtyrannus magnus                                                        |
|  |                                                                                |

|  | Tarbosaurus bataar      |
|  |                         |
|  | Zhuchengtyrannus magnus |
|  |                         |

|  | Tyrannosaurus rex                                                              |
|  |                                                                                |
|  | \| \| Tarbosaurus bataar \| \| \| \| \| \| Zhuchengtyrannus magnus \| \| \| \| |
|  |                                                                                |
|  | Tarbosaurus bataar                                                             |
|  |                                                                                |
|  | Zhuchengtyrannus magnus                                                        |
|  |                                                                                |

|  | Tarbosaurus bataar      |
|  |                         |
|  | Zhuchengtyrannus magnus |
|  |                         |

|  | Gorgosaurus libratus      |
|  |                           |
|  | Albertosaurus sarcophagus |
|  |                           |

|  | Tyrannosaurus rex                                                              |
|  |                                                                                |
|  | \| \| Tarbosaurus bataar \| \| \| \| \| \| Zhuchengtyrannus magnus \| \| \| \| |
|  |                                                                                |
|  | Tarbosaurus bataar                                                             |
|  |                                                                                |
|  | Zhuchengtyrannus magnus                                                        |
|  |                                                                                |

|  | Tarbosaurus bataar      |
|  |                         |
|  | Zhuchengtyrannus magnus |
|  |                         |

|  | Tyrannosaurus rex                                                              |
|  |                                                                                |
|  | \| \| Tarbosaurus bataar \| \| \| \| \| \| Zhuchengtyrannus magnus \| \| \| \| |
|  |                                                                                |
|  | Tarbosaurus bataar                                                             |
|  |                                                                                |
|  | Zhuchengtyrannus magnus                                                        |
|  |                                                                                |

|  | Tarbosaurus bataar      |
|  |                         |
|  | Zhuchengtyrannus magnus |
|  |                         |

|  | Tyrannosaurus rex                                                              |
|  |                                                                                |
|  | \| \| Tarbosaurus bataar \| \| \| \| \| \| Zhuchengtyrannus magnus \| \| \| \| |
|  |                                                                                |
|  | Tarbosaurus bataar                                                             |
|  |                                                                                |
|  | Zhuchengtyrannus magnus                                                        |
|  |                                                                                |

|  | Tarbosaurus bataar      |
|  |                         |
|  | Zhuchengtyrannus magnus |
|  |                         |

|  | Tyrannosaurus rex                                                              |
|  |                                                                                |
|  | \| \| Tarbosaurus bataar \| \| \| \| \| \| Zhuchengtyrannus magnus \| \| \| \| |
|  |                                                                                |
|  | Tarbosaurus bataar                                                             |
|  |                                                                                |
|  | Zhuchengtyrannus magnus                                                        |
|  |                                                                                |

|  | Tarbosaurus bataar      |
|  |                         |
|  | Zhuchengtyrannus magnus |
|  |                         |

|  | Tyrannosaurus rex                                                              |
|  |                                                                                |
|  | \| \| Tarbosaurus bataar \| \| \| \| \| \| Zhuchengtyrannus magnus \| \| \| \| |
|  |                                                                                |
|  | Tarbosaurus bataar                                                             |
|  |                                                                                |
|  | Zhuchengtyrannus magnus                                                        |
|  |                                                                                |

|  | Tarbosaurus bataar      |
|  |                         |
|  | Zhuchengtyrannus magnus |
|  |                         |

|  | Tyrannosaurus rex                                                              |
|  |                                                                                |
|  | \| \| Tarbosaurus bataar \| \| \| \| \| \| Zhuchengtyrannus magnus \| \| \| \| |
|  |                                                                                |
|  | Tarbosaurus bataar                                                             |
|  |                                                                                |
|  | Zhuchengtyrannus magnus                                                        |
|  |                                                                                |

|  | Tarbosaurus bataar      |
|  |                         |
|  | Zhuchengtyrannus magnus |
|  |                         |

|  | Tyrannosaurus rex                                                              |
|  |                                                                                |
|  | \| \| Tarbosaurus bataar \| \| \| \| \| \| Zhuchengtyrannus magnus \| \| \| \| |
|  |                                                                                |
|  | Tarbosaurus bataar                                                             |
|  |                                                                                |
|  | Zhuchengtyrannus magnus                                                        |
|  |                                                                                |

|  | Tarbosaurus bataar      |
|  |                         |
|  | Zhuchengtyrannus magnus |
|  |                         |

|  | Tyrannosaurus rex                                                              |
|  |                                                                                |
|  | \| \| Tarbosaurus bataar \| \| \| \| \| \| Zhuchengtyrannus magnus \| \| \| \| |
|  |                                                                                |
|  | Tarbosaurus bataar                                                             |
|  |                                                                                |
|  | Zhuchengtyrannus magnus                                                        |
|  |                                                                                |

|  | Tarbosaurus bataar      |
|  |                         |
|  | Zhuchengtyrannus magnus |
|  |                         |

|  | Tyrannosaurus rex                                                              |
|  |                                                                                |
|  | \| \| Tarbosaurus bataar \| \| \| \| \| \| Zhuchengtyrannus magnus \| \| \| \| |
|  |                                                                                |
|  | Tarbosaurus bataar                                                             |
|  |                                                                                |
|  | Zhuchengtyrannus magnus                                                        |
|  |                                                                                |

|  | Tarbosaurus bataar      |
|  |                         |
|  | Zhuchengtyrannus magnus |
|  |                         |

|  | Tyrannosaurus rex                                                              |
|  |                                                                                |
|  | \| \| Tarbosaurus bataar \| \| \| \| \| \| Zhuchengtyrannus magnus \| \| \| \| |
|  |                                                                                |
|  | Tarbosaurus bataar                                                             |
|  |                                                                                |
|  | Zhuchengtyrannus magnus                                                        |
|  |                                                                                |

|  | Tarbosaurus bataar      |
|  |                         |
|  | Zhuchengtyrannus magnus |
|  |                         |

|  | Tyrannosaurus rex                                                              |
|  |                                                                                |
|  | \| \| Tarbosaurus bataar \| \| \| \| \| \| Zhuchengtyrannus magnus \| \| \| \| |
|  |                                                                                |
|  | Tarbosaurus bataar                                                             |
|  |                                                                                |
|  | Zhuchengtyrannus magnus                                                        |
|  |                                                                                |

|  | Tarbosaurus bataar      |
|  |                         |
|  | Zhuchengtyrannus magnus |
|  |                         |

|  | Tyrannosaurus rex                                                              |
|  |                                                                                |
|  | \| \| Tarbosaurus bataar \| \| \| \| \| \| Zhuchengtyrannus magnus \| \| \| \| |
|  |                                                                                |
|  | Tarbosaurus bataar                                                             |
|  |                                                                                |
|  | Zhuchengtyrannus magnus                                                        |
|  |                                                                                |

|  | Tarbosaurus bataar      |
|  |                         |
|  | Zhuchengtyrannus magnus |
|  |                         |

|  | Tyrannosaurus rex                                                              |
|  |                                                                                |
|  | \| \| Tarbosaurus bataar \| \| \| \| \| \| Zhuchengtyrannus magnus \| \| \| \| |
|  |                                                                                |
|  | Tarbosaurus bataar                                                             |
|  |                                                                                |
|  | Zhuchengtyrannus magnus                                                        |
|  |                                                                                |

|  | Tarbosaurus bataar      |
|  |                         |
|  | Zhuchengtyrannus magnus |
|  |                         |

|  | Tyrannosaurus rex                                                              |
|  |                                                                                |
|  | \| \| Tarbosaurus bataar \| \| \| \| \| \| Zhuchengtyrannus magnus \| \| \| \| |
|  |                                                                                |
|  | Tarbosaurus bataar                                                             |
|  |                                                                                |
|  | Zhuchengtyrannus magnus                                                        |
|  |                                                                                |

|  | Tarbosaurus bataar      |
|  |                         |
|  | Zhuchengtyrannus magnus |
|  |                         |

|  | Tyrannosaurus rex                                                              |
|  |                                                                                |
|  | \| \| Tarbosaurus bataar \| \| \| \| \| \| Zhuchengtyrannus magnus \| \| \| \| |
|  |                                                                                |
|  | Tarbosaurus bataar                                                             |
|  |                                                                                |
|  | Zhuchengtyrannus magnus                                                        |
|  |                                                                                |

|  | Tarbosaurus bataar      |
|  |                         |
|  | Zhuchengtyrannus magnus |
|  |                         |

|  | Tyrannosaurus rex                                                              |
|  |                                                                                |
|  | \| \| Tarbosaurus bataar \| \| \| \| \| \| Zhuchengtyrannus magnus \| \| \| \| |
|  |                                                                                |
|  | Tarbosaurus bataar                                                             |
|  |                                                                                |
|  | Zhuchengtyrannus magnus                                                        |
|  |                                                                                |

|  | Tarbosaurus bataar      |
|  |                         |
|  | Zhuchengtyrannus magnus |
|  |                         |

|  | Tyrannosaurus rex                                                              |
|  |                                                                                |
|  | \| \| Tarbosaurus bataar \| \| \| \| \| \| Zhuchengtyrannus magnus \| \| \| \| |
|  |                                                                                |
|  | Tarbosaurus bataar                                                             |
|  |                                                                                |
|  | Zhuchengtyrannus magnus                                                        |
|  |                                                                                |

|  | Tarbosaurus bataar      |
|  |                         |
|  | Zhuchengtyrannus magnus |
|  |                         |

|  | Tyrannosaurus rex                                                              |
|  |                                                                                |
|  | \| \| Tarbosaurus bataar \| \| \| \| \| \| Zhuchengtyrannus magnus \| \| \| \| |
|  |                                                                                |
|  | Tarbosaurus bataar                                                             |
|  |                                                                                |
|  | Zhuchengtyrannus magnus                                                        |
|  |                                                                                |

|  | Tarbosaurus bataar      |
|  |                         |
|  | Zhuchengtyrannus magnus |
|  |                         |

|  | Tyrannosaurus rex                                                              |
|  |                                                                                |
|  | \| \| Tarbosaurus bataar \| \| \| \| \| \| Zhuchengtyrannus magnus \| \| \| \| |
|  |                                                                                |
|  | Tarbosaurus bataar                                                             |
|  |                                                                                |
|  | Zhuchengtyrannus magnus                                                        |
|  |                                                                                |

|  | Tarbosaurus bataar      |
|  |                         |
|  | Zhuchengtyrannus magnus |
|  |                         |

|  | Tyrannosaurus rex                                                              |
|  |                                                                                |
|  | \| \| Tarbosaurus bataar \| \| \| \| \| \| Zhuchengtyrannus magnus \| \| \| \| |
|  |                                                                                |
|  | Tarbosaurus bataar                                                             |
|  |                                                                                |
|  | Zhuchengtyrannus magnus                                                        |
|  |                                                                                |

|  | Tarbosaurus bataar      |
|  |                         |
|  | Zhuchengtyrannus magnus |
|  |                         |

|  | Tyrannosaurus rex                                                              |
|  |                                                                                |
|  | \| \| Tarbosaurus bataar \| \| \| \| \| \| Zhuchengtyrannus magnus \| \| \| \| |
|  |                                                                                |
|  | Tarbosaurus bataar                                                             |
|  |                                                                                |
|  | Zhuchengtyrannus magnus                                                        |
|  |                                                                                |

|  | Tarbosaurus bataar      |
|  |                         |
|  | Zhuchengtyrannus magnus |
|  |                         |

|  | Tyrannosaurus rex                                                              |
|  |                                                                                |
|  | \| \| Tarbosaurus bataar \| \| \| \| \| \| Zhuchengtyrannus magnus \| \| \| \| |
|  |                                                                                |
|  | Tarbosaurus bataar                                                             |
|  |                                                                                |
|  | Zhuchengtyrannus magnus                                                        |
|  |                                                                                |

|  | Tarbosaurus bataar      |
|  |                         |
|  | Zhuchengtyrannus magnus |
|  |                         |

|  | Tyrannosaurus rex                                                              |
|  |                                                                                |
|  | \| \| Tarbosaurus bataar \| \| \| \| \| \| Zhuchengtyrannus magnus \| \| \| \| |
|  |                                                                                |
|  | Tarbosaurus bataar                                                             |
|  |                                                                                |
|  | Zhuchengtyrannus magnus                                                        |
|  |                                                                                |

|  | Tarbosaurus bataar      |
|  |                         |
|  | Zhuchengtyrannus magnus |
|  |                         |

|  | Tyrannosaurus rex                                                              |
|  |                                                                                |
|  | \| \| Tarbosaurus bataar \| \| \| \| \| \| Zhuchengtyrannus magnus \| \| \| \| |
|  |                                                                                |
|  | Tarbosaurus bataar                                                             |
|  |                                                                                |
|  | Zhuchengtyrannus magnus                                                        |
|  |                                                                                |

|  | Tarbosaurus bataar      |
|  |                         |
|  | Zhuchengtyrannus magnus |
|  |                         |

|  | Tyrannosaurus rex                                                              |
|  |                                                                                |
|  | \| \| Tarbosaurus bataar \| \| \| \| \| \| Zhuchengtyrannus magnus \| \| \| \| |
|  |                                                                                |
|  | Tarbosaurus bataar                                                             |
|  |                                                                                |
|  | Zhuchengtyrannus magnus                                                        |
|  |                                                                                |

|  | Tarbosaurus bataar      |
|  |                         |
|  | Zhuchengtyrannus magnus |
|  |                         |

|  | Tyrannosaurus rex                                                              |
|  |                                                                                |
|  | \| \| Tarbosaurus bataar \| \| \| \| \| \| Zhuchengtyrannus magnus \| \| \| \| |
|  |                                                                                |
|  | Tarbosaurus bataar                                                             |
|  |                                                                                |
|  | Zhuchengtyrannus magnus                                                        |
|  |                                                                                |

|  | Tarbosaurus bataar      |
|  |                         |
|  | Zhuchengtyrannus magnus |
|  |                         |

|  | Tyrannosaurus rex                                                              |
|  |                                                                                |
|  | \| \| Tarbosaurus bataar \| \| \| \| \| \| Zhuchengtyrannus magnus \| \| \| \| |
|  |                                                                                |
|  | Tarbosaurus bataar                                                             |
|  |                                                                                |
|  | Zhuchengtyrannus magnus                                                        |
|  |                                                                                |

|  | Tarbosaurus bataar      |
|  |                         |
|  | Zhuchengtyrannus magnus |
|  |                         |

|  | Tyrannosaurus rex                                                              |
|  |                                                                                |
|  | \| \| Tarbosaurus bataar \| \| \| \| \| \| Zhuchengtyrannus magnus \| \| \| \| |
|  |                                                                                |
|  | Tarbosaurus bataar                                                             |
|  |                                                                                |
|  | Zhuchengtyrannus magnus                                                        |
|  |                                                                                |

|  | Tarbosaurus bataar      |
|  |                         |
|  | Zhuchengtyrannus magnus |
|  |                         |

|  | Tyrannosaurus rex                                                              |
|  |                                                                                |
|  | \| \| Tarbosaurus bataar \| \| \| \| \| \| Zhuchengtyrannus magnus \| \| \| \| |
|  |                                                                                |
|  | Tarbosaurus bataar                                                             |
|  |                                                                                |
|  | Zhuchengtyrannus magnus                                                        |
|  |                                                                                |

|  | Tarbosaurus bataar      |
|  |                         |
|  | Zhuchengtyrannus magnus |
|  |                         |

|  | Tyrannosaurus rex                                                              |
|  |                                                                                |
|  | \| \| Tarbosaurus bataar \| \| \| \| \| \| Zhuchengtyrannus magnus \| \| \| \| |
|  |                                                                                |
|  | Tarbosaurus bataar                                                             |
|  |                                                                                |
|  | Zhuchengtyrannus magnus                                                        |
|  |                                                                                |

|  | Tarbosaurus bataar      |
|  |                         |
|  | Zhuchengtyrannus magnus |
|  |                         |

|  | Tyrannosaurus rex                                                              |
|  |                                                                                |
|  | \| \| Tarbosaurus bataar \| \| \| \| \| \| Zhuchengtyrannus magnus \| \| \| \| |
|  |                                                                                |
|  | Tarbosaurus bataar                                                             |
|  |                                                                                |
|  | Zhuchengtyrannus magnus                                                        |
|  |                                                                                |

|  | Tarbosaurus bataar      |
|  |                         |
|  | Zhuchengtyrannus magnus |
|  |                         |

|  | Tyrannosaurus rex                                                              |
|  |                                                                                |
|  | \| \| Tarbosaurus bataar \| \| \| \| \| \| Zhuchengtyrannus magnus \| \| \| \| |
|  |                                                                                |
|  | Tarbosaurus bataar                                                             |
|  |                                                                                |
|  | Zhuchengtyrannus magnus                                                        |
|  |                                                                                |

|  | Tarbosaurus bataar      |
|  |                         |
|  | Zhuchengtyrannus magnus |
|  |                         |

|  | Tyrannosaurus rex                                                              |
|  |                                                                                |
|  | \| \| Tarbosaurus bataar \| \| \| \| \| \| Zhuchengtyrannus magnus \| \| \| \| |
|  |                                                                                |
|  | Tarbosaurus bataar                                                             |
|  |                                                                                |
|  | Zhuchengtyrannus magnus                                                        |
|  |                                                                                |

|  | Tarbosaurus bataar      |
|  |                         |
|  | Zhuchengtyrannus magnus |
|  |                         |

|  | Tyrannosaurus rex                                                              |
|  |                                                                                |
|  | \| \| Tarbosaurus bataar \| \| \| \| \| \| Zhuchengtyrannus magnus \| \| \| \| |
|  |                                                                                |
|  | Tarbosaurus bataar                                                             |
|  |                                                                                |
|  | Zhuchengtyrannus magnus                                                        |
|  |                                                                                |

|  | Tarbosaurus bataar      |
|  |                         |
|  | Zhuchengtyrannus magnus |
|  |                         |

|  | Tyrannosaurus rex                                                              |
|  |                                                                                |
|  | \| \| Tarbosaurus bataar \| \| \| \| \| \| Zhuchengtyrannus magnus \| \| \| \| |
|  |                                                                                |
|  | Tarbosaurus bataar                                                             |
|  |                                                                                |
|  | Zhuchengtyrannus magnus                                                        |
|  |                                                                                |

|  | Tarbosaurus bataar      |
|  |                         |
|  | Zhuchengtyrannus magnus |
|  |                         |

|  | Tyrannosaurus rex                                                              |
|  |                                                                                |
|  | \| \| Tarbosaurus bataar \| \| \| \| \| \| Zhuchengtyrannus magnus \| \| \| \| |
|  |                                                                                |
|  | Tarbosaurus bataar                                                             |
|  |                                                                                |
|  | Zhuchengtyrannus magnus                                                        |
|  |                                                                                |

|  | Tarbosaurus bataar      |
|  |                         |
|  | Zhuchengtyrannus magnus |
|  |                         |

|  | Tyrannosaurus rex                                                              |
|  |                                                                                |
|  | \| \| Tarbosaurus bataar \| \| \| \| \| \| Zhuchengtyrannus magnus \| \| \| \| |
|  |                                                                                |
|  | Tarbosaurus bataar                                                             |
|  |                                                                                |
|  | Zhuchengtyrannus magnus                                                        |
|  |                                                                                |

|  | Tarbosaurus bataar      |
|  |                         |
|  | Zhuchengtyrannus magnus |
|  |                         |

|  | Tyrannosaurus rex                                                              |
|  |                                                                                |
|  | \| \| Tarbosaurus bataar \| \| \| \| \| \| Zhuchengtyrannus magnus \| \| \| \| |
|  |                                                                                |
|  | Tarbosaurus bataar                                                             |
|  |                                                                                |
|  | Zhuchengtyrannus magnus                                                        |
|  |                                                                                |

|  | Tarbosaurus bataar      |
|  |                         |
|  | Zhuchengtyrannus magnus |
|  |                         |

|  | Tyrannosaurus rex                                                              |
|  |                                                                                |
|  | \| \| Tarbosaurus bataar \| \| \| \| \| \| Zhuchengtyrannus magnus \| \| \| \| |
|  |                                                                                |
|  | Tarbosaurus bataar                                                             |
|  |                                                                                |
|  | Zhuchengtyrannus magnus                                                        |
|  |                                                                                |

|  | Tarbosaurus bataar      |
|  |                         |
|  | Zhuchengtyrannus magnus |
|  |                         |

|  | Tyrannosaurus rex                                                              |
|  |                                                                                |
|  | \| \| Tarbosaurus bataar \| \| \| \| \| \| Zhuchengtyrannus magnus \| \| \| \| |
|  |                                                                                |
|  | Tarbosaurus bataar                                                             |
|  |                                                                                |
|  | Zhuchengtyrannus magnus                                                        |
|  |                                                                                |

|  | Tarbosaurus bataar      |
|  |                         |
|  | Zhuchengtyrannus magnus |
|  |                         |

|  | Tyrannosaurus rex                                                              |
|  |                                                                                |
|  | \| \| Tarbosaurus bataar \| \| \| \| \| \| Zhuchengtyrannus magnus \| \| \| \| |
|  |                                                                                |
|  | Tarbosaurus bataar                                                             |
|  |                                                                                |
|  | Zhuchengtyrannus magnus                                                        |
|  |                                                                                |

|  | Tarbosaurus bataar      |
|  |                         |
|  | Zhuchengtyrannus magnus |
|  |                         |

|  | Tyrannosaurus rex                                                              |
|  |                                                                                |
|  | \| \| Tarbosaurus bataar \| \| \| \| \| \| Zhuchengtyrannus magnus \| \| \| \| |
|  |                                                                                |
|  | Tarbosaurus bataar                                                             |
|  |                                                                                |
|  | Zhuchengtyrannus magnus                                                        |
|  |                                                                                |

|  | Tarbosaurus bataar      |
|  |                         |
|  | Zhuchengtyrannus magnus |
|  |                         |

|  | Tyrannosaurus rex                                                              |
|  |                                                                                |
|  | \| \| Tarbosaurus bataar \| \| \| \| \| \| Zhuchengtyrannus magnus \| \| \| \| |
|  |                                                                                |
|  | Tarbosaurus bataar                                                             |
|  |                                                                                |
|  | Zhuchengtyrannus magnus                                                        |
|  |                                                                                |

|  | Tarbosaurus bataar      |
|  |                         |
|  | Zhuchengtyrannus magnus |
|  |                         |

|  | Tyrannosaurus rex                                                              |
|  |                                                                                |
|  | \| \| Tarbosaurus bataar \| \| \| \| \| \| Zhuchengtyrannus magnus \| \| \| \| |
|  |                                                                                |
|  | Tarbosaurus bataar                                                             |
|  |                                                                                |
|  | Zhuchengtyrannus magnus                                                        |
|  |                                                                                |

|  | Tarbosaurus bataar      |
|  |                         |
|  | Zhuchengtyrannus magnus |
|  |                         |

|  | Tyrannosaurus rex                                                              |
|  |                                                                                |
|  | \| \| Tarbosaurus bataar \| \| \| \| \| \| Zhuchengtyrannus magnus \| \| \| \| |
|  |                                                                                |
|  | Tarbosaurus bataar                                                             |
|  |                                                                                |
|  | Zhuchengtyrannus magnus                                                        |
|  |                                                                                |

|  | Tarbosaurus bataar      |
|  |                         |
|  | Zhuchengtyrannus magnus |
|  |                         |

|  | Tyrannosaurus rex                                                              |
|  |                                                                                |
|  | \| \| Tarbosaurus bataar \| \| \| \| \| \| Zhuchengtyrannus magnus \| \| \| \| |
|  |                                                                                |
|  | Tarbosaurus bataar                                                             |
|  |                                                                                |
|  | Zhuchengtyrannus magnus                                                        |
|  |                                                                                |

|  | Tarbosaurus bataar      |
|  |                         |
|  | Zhuchengtyrannus magnus |
|  |                         |

|  | Tyrannosaurus rex                                                              |
|  |                                                                                |
|  | \| \| Tarbosaurus bataar \| \| \| \| \| \| Zhuchengtyrannus magnus \| \| \| \| |
|  |                                                                                |
|  | Tarbosaurus bataar                                                             |
|  |                                                                                |
|  | Zhuchengtyrannus magnus                                                        |
|  |                                                                                |

|  | Tarbosaurus bataar      |
|  |                         |
|  | Zhuchengtyrannus magnus |
|  |                         |

|  | Tyrannosaurus rex                                                              |
|  |                                                                                |
|  | \| \| Tarbosaurus bataar \| \| \| \| \| \| Zhuchengtyrannus magnus \| \| \| \| |
|  |                                                                                |
|  | Tarbosaurus bataar                                                             |
|  |                                                                                |
|  | Zhuchengtyrannus magnus                                                        |
|  |                                                                                |

|  | Tarbosaurus bataar      |
|  |                         |
|  | Zhuchengtyrannus magnus |
|  |                         |

|  | Tyrannosaurus rex                                                              |
|  |                                                                                |
|  | \| \| Tarbosaurus bataar \| \| \| \| \| \| Zhuchengtyrannus magnus \| \| \| \| |
|  |                                                                                |
|  | Tarbosaurus bataar                                                             |
|  |                                                                                |
|  | Zhuchengtyrannus magnus                                                        |
|  |                                                                                |

|  | Tarbosaurus bataar      |
|  |                         |
|  | Zhuchengtyrannus magnus |
|  |                         |

|  | Tyrannosaurus rex                                                              |
|  |                                                                                |
|  | \| \| Tarbosaurus bataar \| \| \| \| \| \| Zhuchengtyrannus magnus \| \| \| \| |
|  |                                                                                |
|  | Tarbosaurus bataar                                                             |
|  |                                                                                |
|  | Zhuchengtyrannus magnus                                                        |
|  |                                                                                |

|  | Tarbosaurus bataar      |
|  |                         |
|  | Zhuchengtyrannus magnus |
|  |                         |

|  | Tyrannosaurus rex                                                              |
|  |                                                                                |
|  | \| \| Tarbosaurus bataar \| \| \| \| \| \| Zhuchengtyrannus magnus \| \| \| \| |
|  |                                                                                |
|  | Tarbosaurus bataar                                                             |
|  |                                                                                |
|  | Zhuchengtyrannus magnus                                                        |
|  |                                                                                |

|  | Tarbosaurus bataar      |
|  |                         |
|  | Zhuchengtyrannus magnus |
|  |                         |

|  | Tyrannosaurus rex                                                              |
|  |                                                                                |
|  | \| \| Tarbosaurus bataar \| \| \| \| \| \| Zhuchengtyrannus magnus \| \| \| \| |
|  |                                                                                |
|  | Tarbosaurus bataar                                                             |
|  |                                                                                |
|  | Zhuchengtyrannus magnus                                                        |
|  |                                                                                |

|  | Tarbosaurus bataar      |
|  |                         |
|  | Zhuchengtyrannus magnus |
|  |                         |

|  | Tyrannosaurus rex                                                              |
|  |                                                                                |
|  | \| \| Tarbosaurus bataar \| \| \| \| \| \| Zhuchengtyrannus magnus \| \| \| \| |
|  |                                                                                |
|  | Tarbosaurus bataar                                                             |
|  |                                                                                |
|  | Zhuchengtyrannus magnus                                                        |
|  |                                                                                |

|  | Tarbosaurus bataar      |
|  |                         |
|  | Zhuchengtyrannus magnus |
|  |                         |

|  | Tyrannosaurus rex                                                              |
|  |                                                                                |
|  | \| \| Tarbosaurus bataar \| \| \| \| \| \| Zhuchengtyrannus magnus \| \| \| \| |
|  |                                                                                |
|  | Tarbosaurus bataar                                                             |
|  |                                                                                |
|  | Zhuchengtyrannus magnus                                                        |
|  |                                                                                |

|  | Tarbosaurus bataar      |
|  |                         |
|  | Zhuchengtyrannus magnus |
|  |                         |

|  | Tyrannosaurus rex                                                              |
|  |                                                                                |
|  | \| \| Tarbosaurus bataar \| \| \| \| \| \| Zhuchengtyrannus magnus \| \| \| \| |
|  |                                                                                |
|  | Tarbosaurus bataar                                                             |
|  |                                                                                |
|  | Zhuchengtyrannus magnus                                                        |
|  |                                                                                |

|  | Tarbosaurus bataar      |
|  |                         |
|  | Zhuchengtyrannus magnus |
|  |                         |

|  | Tyrannosaurus rex                                                              |
|  |                                                                                |
|  | \| \| Tarbosaurus bataar \| \| \| \| \| \| Zhuchengtyrannus magnus \| \| \| \| |
|  |                                                                                |
|  | Tarbosaurus bataar                                                             |
|  |                                                                                |
|  | Zhuchengtyrannus magnus                                                        |
|  |                                                                                |

|  | Tarbosaurus bataar      |
|  |                         |
|  | Zhuchengtyrannus magnus |
|  |                         |

|  | Tyrannosaurus rex                                                              |
|  |                                                                                |
|  | \| \| Tarbosaurus bataar \| \| \| \| \| \| Zhuchengtyrannus magnus \| \| \| \| |
|  |                                                                                |
|  | Tarbosaurus bataar                                                             |
|  |                                                                                |
|  | Zhuchengtyrannus magnus                                                        |
|  |                                                                                |

|  | Tarbosaurus bataar      |
|  |                         |
|  | Zhuchengtyrannus magnus |
|  |                         |

|  | Tyrannosaurus rex                                                              |
|  |                                                                                |
|  | \| \| Tarbosaurus bataar \| \| \| \| \| \| Zhuchengtyrannus magnus \| \| \| \| |
|  |                                                                                |
|  | Tarbosaurus bataar                                                             |
|  |                                                                                |
|  | Zhuchengtyrannus magnus                                                        |
|  |                                                                                |

|  | Tarbosaurus bataar      |
|  |                         |
|  | Zhuchengtyrannus magnus |
|  |                         |

|  | Tyrannosaurus rex                                                              |
|  |                                                                                |
|  | \| \| Tarbosaurus bataar \| \| \| \| \| \| Zhuchengtyrannus magnus \| \| \| \| |
|  |                                                                                |
|  | Tarbosaurus bataar                                                             |
|  |                                                                                |
|  | Zhuchengtyrannus magnus                                                        |
|  |                                                                                |

|  | Tarbosaurus bataar      |
|  |                         |
|  | Zhuchengtyrannus magnus |
|  |                         |

|  | Tyrannosaurus rex                                                              |
|  |                                                                                |
|  | \| \| Tarbosaurus bataar \| \| \| \| \| \| Zhuchengtyrannus magnus \| \| \| \| |
|  |                                                                                |
|  | Tarbosaurus bataar                                                             |
|  |                                                                                |
|  | Zhuchengtyrannus magnus                                                        |
|  |                                                                                |

|  | Tarbosaurus bataar      |
|  |                         |
|  | Zhuchengtyrannus magnus |
|  |                         |

|  | Tyrannosaurus rex                                                              |
|  |                                                                                |
|  | \| \| Tarbosaurus bataar \| \| \| \| \| \| Zhuchengtyrannus magnus \| \| \| \| |
|  |                                                                                |
|  | Tarbosaurus bataar                                                             |
|  |                                                                                |
|  | Zhuchengtyrannus magnus                                                        |
|  |                                                                                |

|  | Tarbosaurus bataar      |
|  |                         |
|  | Zhuchengtyrannus magnus |
|  |                         |

|  | Tyrannosaurus rex                                                              |
|  |                                                                                |
|  | \| \| Tarbosaurus bataar \| \| \| \| \| \| Zhuchengtyrannus magnus \| \| \| \| |
|  |                                                                                |
|  | Tarbosaurus bataar                                                             |
|  |                                                                                |
|  | Zhuchengtyrannus magnus                                                        |
|  |                                                                                |

|  | Tarbosaurus bataar      |
|  |                         |
|  | Zhuchengtyrannus magnus |
|  |                         |

|  | Tyrannosaurus rex                                                              |
|  |                                                                                |
|  | \| \| Tarbosaurus bataar \| \| \| \| \| \| Zhuchengtyrannus magnus \| \| \| \| |
|  |                                                                                |
|  | Tarbosaurus bataar                                                             |
|  |                                                                                |
|  | Zhuchengtyrannus magnus                                                        |
|  |                                                                                |

|  | Tarbosaurus bataar      |
|  |                         |
|  | Zhuchengtyrannus magnus |
|  |                         |

|  | Tyrannosaurus rex                                                              |
|  |                                                                                |
|  | \| \| Tarbosaurus bataar \| \| \| \| \| \| Zhuchengtyrannus magnus \| \| \| \| |
|  |                                                                                |
|  | Tarbosaurus bataar                                                             |
|  |                                                                                |
|  | Zhuchengtyrannus magnus                                                        |
|  |                                                                                |

|  | Tarbosaurus bataar      |
|  |                         |
|  | Zhuchengtyrannus magnus |
|  |                         |

Nel 2024, nella descrizione della nuova specie Tyrannosaurus mcraeensis, Dalman et al. hanno ottenuto risultati coerenti con le analisi precedenti, posizionando Tyrannosaurus come taxon gemello del clade formato da Tarbosaurus e Zhuchengtyrannus, ovvero i Tyrannosaurini. Inoltre, hanno trovato supporto per un clade monofiletico contenente Daspletosaurus e Thanatotheristes, spesso indicato come Daspletosaurini.
Una rappresentazione semplificata dei risultati è la seguente:
|  | Albertosaurus sarcophagus |
|  |                           |
|  | Gorgosaurus libratus      |
|  |                           |

|  | Daspletosaurus horneri |
|  |                        |
|  | Thanatotheristes       |
|  |                        |

|  | Daspletosaurus torosus |
|  |                        |
|  | Daspletosaurus wilsoni |
|  |                        |

|  | Daspletosaurus horneri |
|  |                        |
|  | Thanatotheristes       |
|  |                        |

|  | Daspletosaurus torosus |
|  |                        |
|  | Daspletosaurus wilsoni |
|  |                        |

|  | Tyrannosaurus mcraeensis |
|  |                          |
|  | Tyrannosaurus rex        |
|  |                          |

|  | Zhuchengtyrannus |
|  |                  |
|  | Tarbosaurus      |
|  |                  |

|  | Tyrannosaurus mcraeensis |
|  |                          |
|  | Tyrannosaurus rex        |
|  |                          |

|  | Zhuchengtyrannus |
|  |                  |
|  | Tarbosaurus      |
|  |                  |

|  | Tyrannosaurus mcraeensis |
|  |                          |
|  | Tyrannosaurus rex        |
|  |                          |

|  | Zhuchengtyrannus |
|  |                  |
|  | Tarbosaurus      |
|  |                  |

|  | Tyrannosaurus mcraeensis |
|  |                          |
|  | Tyrannosaurus rex        |
|  |                          |

|  | Zhuchengtyrannus |
|  |                  |
|  | Tarbosaurus      |
|  |                  |

|  | Tyrannosaurus mcraeensis |
|  |                          |
|  | Tyrannosaurus rex        |
|  |                          |

|  | Zhuchengtyrannus |
|  |                  |
|  | Tarbosaurus      |
|  |                  |

|  | Tyrannosaurus mcraeensis |
|  |                          |
|  | Tyrannosaurus rex        |
|  |                          |

|  | Zhuchengtyrannus |
|  |                  |
|  | Tarbosaurus      |
|  |                  |

|  | Tyrannosaurus mcraeensis |
|  |                          |
|  | Tyrannosaurus rex        |
|  |                          |

|  | Zhuchengtyrannus |
|  |                  |
|  | Tarbosaurus      |
|  |                  |

|  | Tyrannosaurus mcraeensis |
|  |                          |
|  | Tyrannosaurus rex        |
|  |                          |

|  | Zhuchengtyrannus |
|  |                  |
|  | Tarbosaurus      |
|  |                  |

|  | Tyrannosaurus mcraeensis |
|  |                          |
|  | Tyrannosaurus rex        |
|  |                          |

|  | Zhuchengtyrannus |
|  |                  |
|  | Tarbosaurus      |
|  |                  |

|  | Tyrannosaurus mcraeensis |
|  |                          |
|  | Tyrannosaurus rex        |
|  |                          |

|  | Zhuchengtyrannus |
|  |                  |
|  | Tarbosaurus      |
|  |                  |

|  | Tyrannosaurus mcraeensis |
|  |                          |
|  | Tyrannosaurus rex        |
|  |                          |

|  | Zhuchengtyrannus |
|  |                  |
|  | Tarbosaurus      |
|  |                  |

|  | Tyrannosaurus mcraeensis |
|  |                          |
|  | Tyrannosaurus rex        |
|  |                          |

|  | Zhuchengtyrannus |
|  |                  |
|  | Tarbosaurus      |
|  |                  |

|  | Tyrannosaurus mcraeensis |
|  |                          |
|  | Tyrannosaurus rex        |
|  |                          |

|  | Zhuchengtyrannus |
|  |                  |
|  | Tarbosaurus      |
|  |                  |

|  | Tyrannosaurus mcraeensis |
|  |                          |
|  | Tyrannosaurus rex        |
|  |                          |

|  | Zhuchengtyrannus |
|  |                  |
|  | Tarbosaurus      |
|  |                  |

|  | Tyrannosaurus mcraeensis |
|  |                          |
|  | Tyrannosaurus rex        |
|  |                          |

|  | Zhuchengtyrannus |
|  |                  |
|  | Tarbosaurus      |
|  |                  |

|  | Tyrannosaurus mcraeensis |
|  |                          |
|  | Tyrannosaurus rex        |
|  |                          |

|  | Zhuchengtyrannus |
|  |                  |
|  | Tarbosaurus      |
|  |                  |

|  | Tyrannosaurus mcraeensis |
|  |                          |
|  | Tyrannosaurus rex        |
|  |                          |

|  | Zhuchengtyrannus |
|  |                  |
|  | Tarbosaurus      |
|  |                  |

|  | Tyrannosaurus mcraeensis |
|  |                          |
|  | Tyrannosaurus rex        |
|  |                          |

|  | Zhuchengtyrannus |
|  |                  |
|  | Tarbosaurus      |
|  |                  |

|  | Tyrannosaurus mcraeensis |
|  |                          |
|  | Tyrannosaurus rex        |
|  |                          |

|  | Zhuchengtyrannus |
|  |                  |
|  | Tarbosaurus      |
|  |                  |

|  | Tyrannosaurus mcraeensis |
|  |                          |
|  | Tyrannosaurus rex        |
|  |                          |

|  | Zhuchengtyrannus |
|  |                  |
|  | Tarbosaurus      |
|  |                  |

|  | Tyrannosaurus mcraeensis |
|  |                          |
|  | Tyrannosaurus rex        |
|  |                          |

|  | Zhuchengtyrannus |
|  |                  |
|  | Tarbosaurus      |
|  |                  |

|  | Tyrannosaurus mcraeensis |
|  |                          |
|  | Tyrannosaurus rex        |
|  |                          |

|  | Zhuchengtyrannus |
|  |                  |
|  | Tarbosaurus      |
|  |                  |

|  | Tyrannosaurus mcraeensis |
|  |                          |
|  | Tyrannosaurus rex        |
|  |                          |

|  | Zhuchengtyrannus |
|  |                  |
|  | Tarbosaurus      |
|  |                  |

|  | Tyrannosaurus mcraeensis |
|  |                          |
|  | Tyrannosaurus rex        |
|  |                          |

|  | Zhuchengtyrannus |
|  |                  |
|  | Tarbosaurus      |
|  |                  |

|  | Tyrannosaurus mcraeensis |
|  |                          |
|  | Tyrannosaurus rex        |
|  |                          |

|  | Zhuchengtyrannus |
|  |                  |
|  | Tarbosaurus      |
|  |                  |

|  | Tyrannosaurus mcraeensis |
|  |                          |
|  | Tyrannosaurus rex        |
|  |                          |

|  | Zhuchengtyrannus |
|  |                  |
|  | Tarbosaurus      |
|  |                  |

|  | Tyrannosaurus mcraeensis |
|  |                          |
|  | Tyrannosaurus rex        |
|  |                          |

|  | Zhuchengtyrannus |
|  |                  |
|  | Tarbosaurus      |
|  |                  |

|  | Tyrannosaurus mcraeensis |
|  |                          |
|  | Tyrannosaurus rex        |
|  |                          |

|  | Zhuchengtyrannus |
|  |                  |
|  | Tarbosaurus      |
|  |                  |

|  | Tyrannosaurus mcraeensis |
|  |                          |
|  | Tyrannosaurus rex        |
|  |                          |

|  | Zhuchengtyrannus |
|  |                  |
|  | Tarbosaurus      |
|  |                  |

|  | Tyrannosaurus mcraeensis |
|  |                          |
|  | Tyrannosaurus rex        |
|  |                          |

|  | Zhuchengtyrannus |
|  |                  |
|  | Tarbosaurus      |
|  |                  |

|  | Tyrannosaurus mcraeensis |
|  |                          |
|  | Tyrannosaurus rex        |
|  |                          |

|  | Zhuchengtyrannus |
|  |                  |
|  | Tarbosaurus      |
|  |                  |

|  | Tyrannosaurus mcraeensis |
|  |                          |
|  | Tyrannosaurus rex        |
|  |                          |

|  | Zhuchengtyrannus |
|  |                  |
|  | Tarbosaurus      |
|  |                  |

|  | Daspletosaurus horneri |
|  |                        |
|  | Thanatotheristes       |
|  |                        |

|  | Daspletosaurus torosus |
|  |                        |
|  | Daspletosaurus wilsoni |
|  |                        |

|  | Daspletosaurus horneri |
|  |                        |
|  | Thanatotheristes       |
|  |                        |

|  | Daspletosaurus torosus |
|  |                        |
|  | Daspletosaurus wilsoni |
|  |                        |

|  | Tyrannosaurus mcraeensis |
|  |                          |
|  | Tyrannosaurus rex        |
|  |                          |

|  | Zhuchengtyrannus |
|  |                  |
|  | Tarbosaurus      |
|  |                  |

|  | Tyrannosaurus mcraeensis |
|  |                          |
|  | Tyrannosaurus rex        |
|  |                          |

|  | Zhuchengtyrannus |
|  |                  |
|  | Tarbosaurus      |
|  |                  |

|  | Tyrannosaurus mcraeensis |
|  |                          |
|  | Tyrannosaurus rex        |
|  |                          |

|  | Zhuchengtyrannus |
|  |                  |
|  | Tarbosaurus      |
|  |                  |

|  | Tyrannosaurus mcraeensis |
|  |                          |
|  | Tyrannosaurus rex        |
|  |                          |

|  | Zhuchengtyrannus |
|  |                  |
|  | Tarbosaurus      |
|  |                  |

|  | Tyrannosaurus mcraeensis |
|  |                          |
|  | Tyrannosaurus rex        |
|  |                          |

|  | Zhuchengtyrannus |
|  |                  |
|  | Tarbosaurus      |
|  |                  |

|  | Tyrannosaurus mcraeensis |
|  |                          |
|  | Tyrannosaurus rex        |
|  |                          |

|  | Zhuchengtyrannus |
|  |                  |
|  | Tarbosaurus      |
|  |                  |

|  | Tyrannosaurus mcraeensis |
|  |                          |
|  | Tyrannosaurus rex        |
|  |                          |

|  | Zhuchengtyrannus |
|  |                  |
|  | Tarbosaurus      |
|  |                  |

|  | Tyrannosaurus mcraeensis |
|  |                          |
|  | Tyrannosaurus rex        |
|  |                          |

|  | Zhuchengtyrannus |
|  |                  |
|  | Tarbosaurus      |
|  |                  |

|  | Tyrannosaurus mcraeensis |
|  |                          |
|  | Tyrannosaurus rex        |
|  |                          |

|  | Zhuchengtyrannus |
|  |                  |
|  | Tarbosaurus      |
|  |                  |

|  | Tyrannosaurus mcraeensis |
|  |                          |
|  | Tyrannosaurus rex        |
|  |                          |

|  | Zhuchengtyrannus |
|  |                  |
|  | Tarbosaurus      |
|  |                  |

|  | Tyrannosaurus mcraeensis |
|  |                          |
|  | Tyrannosaurus rex        |
|  |                          |

|  | Zhuchengtyrannus |
|  |                  |
|  | Tarbosaurus      |
|  |                  |

|  | Tyrannosaurus mcraeensis |
|  |                          |
|  | Tyrannosaurus rex        |
|  |                          |

|  | Zhuchengtyrannus |
|  |                  |
|  | Tarbosaurus      |
|  |                  |

|  | Tyrannosaurus mcraeensis |
|  |                          |
|  | Tyrannosaurus rex        |
|  |                          |

|  | Zhuchengtyrannus |
|  |                  |
|  | Tarbosaurus      |
|  |                  |

|  | Tyrannosaurus mcraeensis |
|  |                          |
|  | Tyrannosaurus rex        |
|  |                          |

|  | Zhuchengtyrannus |
|  |                  |
|  | Tarbosaurus      |
|  |                  |

|  | Tyrannosaurus mcraeensis |
|  |                          |
|  | Tyrannosaurus rex        |
|  |                          |

|  | Zhuchengtyrannus |
|  |                  |
|  | Tarbosaurus      |
|  |                  |

|  | Tyrannosaurus mcraeensis |
|  |                          |
|  | Tyrannosaurus rex        |
|  |                          |

|  | Zhuchengtyrannus |
|  |                  |
|  | Tarbosaurus      |
|  |                  |

|  | Tyrannosaurus mcraeensis |
|  |                          |
|  | Tyrannosaurus rex        |
|  |                          |

|  | Zhuchengtyrannus |
|  |                  |
|  | Tarbosaurus      |
|  |                  |

|  | Tyrannosaurus mcraeensis |
|  |                          |
|  | Tyrannosaurus rex        |
|  |                          |

|  | Zhuchengtyrannus |
|  |                  |
|  | Tarbosaurus      |
|  |                  |

|  | Tyrannosaurus mcraeensis |
|  |                          |
|  | Tyrannosaurus rex        |
|  |                          |

|  | Zhuchengtyrannus |
|  |                  |
|  | Tarbosaurus      |
|  |                  |

|  | Tyrannosaurus mcraeensis |
|  |                          |
|  | Tyrannosaurus rex        |
|  |                          |

|  | Zhuchengtyrannus |
|  |                  |
|  | Tarbosaurus      |
|  |                  |

|  | Tyrannosaurus mcraeensis |
|  |                          |
|  | Tyrannosaurus rex        |
|  |                          |

|  | Zhuchengtyrannus |
|  |                  |
|  | Tarbosaurus      |
|  |                  |

|  | Tyrannosaurus mcraeensis |
|  |                          |
|  | Tyrannosaurus rex        |
|  |                          |

|  | Zhuchengtyrannus |
|  |                  |
|  | Tarbosaurus      |
|  |                  |

|  | Tyrannosaurus mcraeensis |
|  |                          |
|  | Tyrannosaurus rex        |
|  |                          |

|  | Zhuchengtyrannus |
|  |                  |
|  | Tarbosaurus      |
|  |                  |

|  | Tyrannosaurus mcraeensis |
|  |                          |
|  | Tyrannosaurus rex        |
|  |                          |

|  | Zhuchengtyrannus |
|  |                  |
|  | Tarbosaurus      |
|  |                  |

|  | Tyrannosaurus mcraeensis |
|  |                          |
|  | Tyrannosaurus rex        |
|  |                          |

|  | Zhuchengtyrannus |
|  |                  |
|  | Tarbosaurus      |
|  |                  |

|  | Tyrannosaurus mcraeensis |
|  |                          |
|  | Tyrannosaurus rex        |
|  |                          |

|  | Zhuchengtyrannus |
|  |                  |
|  | Tarbosaurus      |
|  |                  |

|  | Tyrannosaurus mcraeensis |
|  |                          |
|  | Tyrannosaurus rex        |
|  |                          |

|  | Zhuchengtyrannus |
|  |                  |
|  | Tarbosaurus      |
|  |                  |

|  | Tyrannosaurus mcraeensis |
|  |                          |
|  | Tyrannosaurus rex        |
|  |                          |

|  | Zhuchengtyrannus |
|  |                  |
|  | Tarbosaurus      |
|  |                  |

|  | Tyrannosaurus mcraeensis |
|  |                          |
|  | Tyrannosaurus rex        |
|  |                          |

|  | Zhuchengtyrannus |
|  |                  |
|  | Tarbosaurus      |
|  |                  |

|  | Tyrannosaurus mcraeensis |
|  |                          |
|  | Tyrannosaurus rex        |
|  |                          |

|  | Zhuchengtyrannus |
|  |                  |
|  | Tarbosaurus      |
|  |                  |

|  | Tyrannosaurus mcraeensis |
|  |                          |
|  | Tyrannosaurus rex        |
|  |                          |

|  | Zhuchengtyrannus |
|  |                  |
|  | Tarbosaurus      |
|  |                  |

|  | Tyrannosaurus mcraeensis |
|  |                          |
|  | Tyrannosaurus rex        |
|  |                          |

|  | Zhuchengtyrannus |
|  |                  |
|  | Tarbosaurus      |
|  |                  |

|  | Albertosaurus sarcophagus |
|  |                           |
|  | Gorgosaurus libratus      |
|  |                           |

|  | Daspletosaurus horneri |
|  |                        |
|  | Thanatotheristes       |
|  |                        |

|  | Daspletosaurus torosus |
|  |                        |
|  | Daspletosaurus wilsoni |
|  |                        |

|  | Daspletosaurus horneri |
|  |                        |
|  | Thanatotheristes       |
|  |                        |

|  | Daspletosaurus torosus |
|  |                        |
|  | Daspletosaurus wilsoni |
|  |                        |

|  | Tyrannosaurus mcraeensis |
|  |                          |
|  | Tyrannosaurus rex        |
|  |                          |

|  | Zhuchengtyrannus |
|  |                  |
|  | Tarbosaurus      |
|  |                  |

|  | Tyrannosaurus mcraeensis |
|  |                          |
|  | Tyrannosaurus rex        |
|  |                          |

|  | Zhuchengtyrannus |
|  |                  |
|  | Tarbosaurus      |
|  |                  |

|  | Tyrannosaurus mcraeensis |
|  |                          |
|  | Tyrannosaurus rex        |
|  |                          |

|  | Zhuchengtyrannus |
|  |                  |
|  | Tarbosaurus      |
|  |                  |

|  | Tyrannosaurus mcraeensis |
|  |                          |
|  | Tyrannosaurus rex        |
|  |                          |

|  | Zhuchengtyrannus |
|  |                  |
|  | Tarbosaurus      |
|  |                  |

|  | Tyrannosaurus mcraeensis |
|  |                          |
|  | Tyrannosaurus rex        |
|  |                          |

|  | Zhuchengtyrannus |
|  |                  |
|  | Tarbosaurus      |
|  |                  |

|  | Tyrannosaurus mcraeensis |
|  |                          |
|  | Tyrannosaurus rex        |
|  |                          |

|  | Zhuchengtyrannus |
|  |                  |
|  | Tarbosaurus      |
|  |                  |

|  | Tyrannosaurus mcraeensis |
|  |                          |
|  | Tyrannosaurus rex        |
|  |                          |

|  | Zhuchengtyrannus |
|  |                  |
|  | Tarbosaurus      |
|  |                  |

|  | Tyrannosaurus mcraeensis |
|  |                          |
|  | Tyrannosaurus rex        |
|  |                          |

|  | Zhuchengtyrannus |
|  |                  |
|  | Tarbosaurus      |
|  |                  |

|  | Tyrannosaurus mcraeensis |
|  |                          |
|  | Tyrannosaurus rex        |
|  |                          |

|  | Zhuchengtyrannus |
|  |                  |
|  | Tarbosaurus      |
|  |                  |

|  | Tyrannosaurus mcraeensis |
|  |                          |
|  | Tyrannosaurus rex        |
|  |                          |

|  | Zhuchengtyrannus |
|  |                  |
|  | Tarbosaurus      |
|  |                  |

|  | Tyrannosaurus mcraeensis |
|  |                          |
|  | Tyrannosaurus rex        |
|  |                          |

|  | Zhuchengtyrannus |
|  |                  |
|  | Tarbosaurus      |
|  |                  |

|  | Tyrannosaurus mcraeensis |
|  |                          |
|  | Tyrannosaurus rex        |
|  |                          |

|  | Zhuchengtyrannus |
|  |                  |
|  | Tarbosaurus      |
|  |                  |

|  | Tyrannosaurus mcraeensis |
|  |                          |
|  | Tyrannosaurus rex        |
|  |                          |

|  | Zhuchengtyrannus |
|  |                  |
|  | Tarbosaurus      |
|  |                  |

|  | Tyrannosaurus mcraeensis |
|  |                          |
|  | Tyrannosaurus rex        |
|  |                          |

|  | Zhuchengtyrannus |
|  |                  |
|  | Tarbosaurus      |
|  |                  |

|  | Tyrannosaurus mcraeensis |
|  |                          |
|  | Tyrannosaurus rex        |
|  |                          |

|  | Zhuchengtyrannus |
|  |                  |
|  | Tarbosaurus      |
|  |                  |

|  | Tyrannosaurus mcraeensis |
|  |                          |
|  | Tyrannosaurus rex        |
|  |                          |

|  | Zhuchengtyrannus |
|  |                  |
|  | Tarbosaurus      |
|  |                  |

|  | Tyrannosaurus mcraeensis |
|  |                          |
|  | Tyrannosaurus rex        |
|  |                          |

|  | Zhuchengtyrannus |
|  |                  |
|  | Tarbosaurus      |
|  |                  |

|  | Tyrannosaurus mcraeensis |
|  |                          |
|  | Tyrannosaurus rex        |
|  |                          |

|  | Zhuchengtyrannus |
|  |                  |
|  | Tarbosaurus      |
|  |                  |

|  | Tyrannosaurus mcraeensis |
|  |                          |
|  | Tyrannosaurus rex        |
|  |                          |

|  | Zhuchengtyrannus |
|  |                  |
|  | Tarbosaurus      |
|  |                  |

|  | Tyrannosaurus mcraeensis |
|  |                          |
|  | Tyrannosaurus rex        |
|  |                          |

|  | Zhuchengtyrannus |
|  |                  |
|  | Tarbosaurus      |
|  |                  |

|  | Tyrannosaurus mcraeensis |
|  |                          |
|  | Tyrannosaurus rex        |
|  |                          |

|  | Zhuchengtyrannus |
|  |                  |
|  | Tarbosaurus      |
|  |                  |

|  | Tyrannosaurus mcraeensis |
|  |                          |
|  | Tyrannosaurus rex        |
|  |                          |

|  | Zhuchengtyrannus |
|  |                  |
|  | Tarbosaurus      |
|  |                  |

|  | Tyrannosaurus mcraeensis |
|  |                          |
|  | Tyrannosaurus rex        |
|  |                          |

|  | Zhuchengtyrannus |
|  |                  |
|  | Tarbosaurus      |
|  |                  |

|  | Tyrannosaurus mcraeensis |
|  |                          |
|  | Tyrannosaurus rex        |
|  |                          |

|  | Zhuchengtyrannus |
|  |                  |
|  | Tarbosaurus      |
|  |                  |

|  | Tyrannosaurus mcraeensis |
|  |                          |
|  | Tyrannosaurus rex        |
|  |                          |

|  | Zhuchengtyrannus |
|  |                  |
|  | Tarbosaurus      |
|  |                  |

|  | Tyrannosaurus mcraeensis |
|  |                          |
|  | Tyrannosaurus rex        |
|  |                          |

|  | Zhuchengtyrannus |
|  |                  |
|  | Tarbosaurus      |
|  |                  |

|  | Tyrannosaurus mcraeensis |
|  |                          |
|  | Tyrannosaurus rex        |
|  |                          |

|  | Zhuchengtyrannus |
|  |                  |
|  | Tarbosaurus      |
|  |                  |

|  | Tyrannosaurus mcraeensis |
|  |                          |
|  | Tyrannosaurus rex        |
|  |                          |

|  | Zhuchengtyrannus |
|  |                  |
|  | Tarbosaurus      |
|  |                  |

|  | Tyrannosaurus mcraeensis |
|  |                          |
|  | Tyrannosaurus rex        |
|  |                          |

|  | Zhuchengtyrannus |
|  |                  |
|  | Tarbosaurus      |
|  |                  |

|  | Tyrannosaurus mcraeensis |
|  |                          |
|  | Tyrannosaurus rex        |
|  |                          |

|  | Zhuchengtyrannus |
|  |                  |
|  | Tarbosaurus      |
|  |                  |

|  | Tyrannosaurus mcraeensis |
|  |                          |
|  | Tyrannosaurus rex        |
|  |                          |

|  | Zhuchengtyrannus |
|  |                  |
|  | Tarbosaurus      |
|  |                  |

|  | Tyrannosaurus mcraeensis |
|  |                          |
|  | Tyrannosaurus rex        |
|  |                          |

|  | Zhuchengtyrannus |
|  |                  |
|  | Tarbosaurus      |
|  |                  |

|  | Daspletosaurus horneri |
|  |                        |
|  | Thanatotheristes       |
|  |                        |

|  | Daspletosaurus torosus |
|  |                        |
|  | Daspletosaurus wilsoni |
|  |                        |

|  | Daspletosaurus horneri |
|  |                        |
|  | Thanatotheristes       |
|  |                        |

|  | Daspletosaurus torosus |
|  |                        |
|  | Daspletosaurus wilsoni |
|  |                        |

|  | Tyrannosaurus mcraeensis |
|  |                          |
|  | Tyrannosaurus rex        |
|  |                          |

|  | Zhuchengtyrannus |
|  |                  |
|  | Tarbosaurus      |
|  |                  |

|  | Tyrannosaurus mcraeensis |
|  |                          |
|  | Tyrannosaurus rex        |
|  |                          |

|  | Zhuchengtyrannus |
|  |                  |
|  | Tarbosaurus      |
|  |                  |

|  | Tyrannosaurus mcraeensis |
|  |                          |
|  | Tyrannosaurus rex        |
|  |                          |

|  | Zhuchengtyrannus |
|  |                  |
|  | Tarbosaurus      |
|  |                  |

|  | Tyrannosaurus mcraeensis |
|  |                          |
|  | Tyrannosaurus rex        |
|  |                          |

|  | Zhuchengtyrannus |
|  |                  |
|  | Tarbosaurus      |
|  |                  |

|  | Tyrannosaurus mcraeensis |
|  |                          |
|  | Tyrannosaurus rex        |
|  |                          |

|  | Zhuchengtyrannus |
|  |                  |
|  | Tarbosaurus      |
|  |                  |

|  | Tyrannosaurus mcraeensis |
|  |                          |
|  | Tyrannosaurus rex        |
|  |                          |

|  | Zhuchengtyrannus |
|  |                  |
|  | Tarbosaurus      |
|  |                  |

|  | Tyrannosaurus mcraeensis |
|  |                          |
|  | Tyrannosaurus rex        |
|  |                          |

|  | Zhuchengtyrannus |
|  |                  |
|  | Tarbosaurus      |
|  |                  |

|  | Tyrannosaurus mcraeensis |
|  |                          |
|  | Tyrannosaurus rex        |
|  |                          |

|  | Zhuchengtyrannus |
|  |                  |
|  | Tarbosaurus      |
|  |                  |

|  | Tyrannosaurus mcraeensis |
|  |                          |
|  | Tyrannosaurus rex        |
|  |                          |

|  | Zhuchengtyrannus |
|  |                  |
|  | Tarbosaurus      |
|  |                  |

|  | Tyrannosaurus mcraeensis |
|  |                          |
|  | Tyrannosaurus rex        |
|  |                          |

|  | Zhuchengtyrannus |
|  |                  |
|  | Tarbosaurus      |
|  |                  |

|  | Tyrannosaurus mcraeensis |
|  |                          |
|  | Tyrannosaurus rex        |
|  |                          |

|  | Zhuchengtyrannus |
|  |                  |
|  | Tarbosaurus      |
|  |                  |

|  | Tyrannosaurus mcraeensis |
|  |                          |
|  | Tyrannosaurus rex        |
|  |                          |

|  | Zhuchengtyrannus |
|  |                  |
|  | Tarbosaurus      |
|  |                  |

|  | Tyrannosaurus mcraeensis |
|  |                          |
|  | Tyrannosaurus rex        |
|  |                          |

|  | Zhuchengtyrannus |
|  |                  |
|  | Tarbosaurus      |
|  |                  |

|  | Tyrannosaurus mcraeensis |
|  |                          |
|  | Tyrannosaurus rex        |
|  |                          |

|  | Zhuchengtyrannus |
|  |                  |
|  | Tarbosaurus      |
|  |                  |

|  | Tyrannosaurus mcraeensis |
|  |                          |
|  | Tyrannosaurus rex        |
|  |                          |

|  | Zhuchengtyrannus |
|  |                  |
|  | Tarbosaurus      |
|  |                  |

|  | Tyrannosaurus mcraeensis |
|  |                          |
|  | Tyrannosaurus rex        |
|  |                          |

|  | Zhuchengtyrannus |
|  |                  |
|  | Tarbosaurus      |
|  |                  |

|  | Tyrannosaurus mcraeensis |
|  |                          |
|  | Tyrannosaurus rex        |
|  |                          |

|  | Zhuchengtyrannus |
|  |                  |
|  | Tarbosaurus      |
|  |                  |

|  | Tyrannosaurus mcraeensis |
|  |                          |
|  | Tyrannosaurus rex        |
|  |                          |

|  | Zhuchengtyrannus |
|  |                  |
|  | Tarbosaurus      |
|  |                  |

|  | Tyrannosaurus mcraeensis |
|  |                          |
|  | Tyrannosaurus rex        |
|  |                          |

|  | Zhuchengtyrannus |
|  |                  |
|  | Tarbosaurus      |
|  |                  |

|  | Tyrannosaurus mcraeensis |
|  |                          |
|  | Tyrannosaurus rex        |
|  |                          |

|  | Zhuchengtyrannus |
|  |                  |
|  | Tarbosaurus      |
|  |                  |

|  | Tyrannosaurus mcraeensis |
|  |                          |
|  | Tyrannosaurus rex        |
|  |                          |

|  | Zhuchengtyrannus |
|  |                  |
|  | Tarbosaurus      |
|  |                  |

|  | Tyrannosaurus mcraeensis |
|  |                          |
|  | Tyrannosaurus rex        |
|  |                          |

|  | Zhuchengtyrannus |
|  |                  |
|  | Tarbosaurus      |
|  |                  |

|  | Tyrannosaurus mcraeensis |
|  |                          |
|  | Tyrannosaurus rex        |
|  |                          |

|  | Zhuchengtyrannus |
|  |                  |
|  | Tarbosaurus      |
|  |                  |

|  | Tyrannosaurus mcraeensis |
|  |                          |
|  | Tyrannosaurus rex        |
|  |                          |

|  | Zhuchengtyrannus |
|  |                  |
|  | Tarbosaurus      |
|  |                  |

|  | Tyrannosaurus mcraeensis |
|  |                          |
|  | Tyrannosaurus rex        |
|  |                          |

|  | Zhuchengtyrannus |
|  |                  |
|  | Tarbosaurus      |
|  |                  |

|  | Tyrannosaurus mcraeensis |
|  |                          |
|  | Tyrannosaurus rex        |
|  |                          |

|  | Zhuchengtyrannus |
|  |                  |
|  | Tarbosaurus      |
|  |                  |

|  | Tyrannosaurus mcraeensis |
|  |                          |
|  | Tyrannosaurus rex        |
|  |                          |

|  | Zhuchengtyrannus |
|  |                  |
|  | Tarbosaurus      |
|  |                  |

|  | Tyrannosaurus mcraeensis |
|  |                          |
|  | Tyrannosaurus rex        |
|  |                          |

|  | Zhuchengtyrannus |
|  |                  |
|  | Tarbosaurus      |
|  |                  |

|  | Tyrannosaurus mcraeensis |
|  |                          |
|  | Tyrannosaurus rex        |
|  |                          |

|  | Zhuchengtyrannus |
|  |                  |
|  | Tarbosaurus      |
|  |                  |

|  | Tyrannosaurus mcraeensis |
|  |                          |
|  | Tyrannosaurus rex        |
|  |                          |

|  | Zhuchengtyrannus |
|  |                  |
|  | Tarbosaurus      |
|  |                  |

|  | Tyrannosaurus mcraeensis |
|  |                          |
|  | Tyrannosaurus rex        |
|  |                          |

|  | Zhuchengtyrannus |
|  |                  |
|  | Tarbosaurus      |
|  |                  |

|  | Tyrannosaurus mcraeensis |
|  |                          |
|  | Tyrannosaurus rex        |
|  |                          |

|  | Zhuchengtyrannus |
|  |                  |
|  | Tarbosaurus      |
|  |                  |

### Altre specie

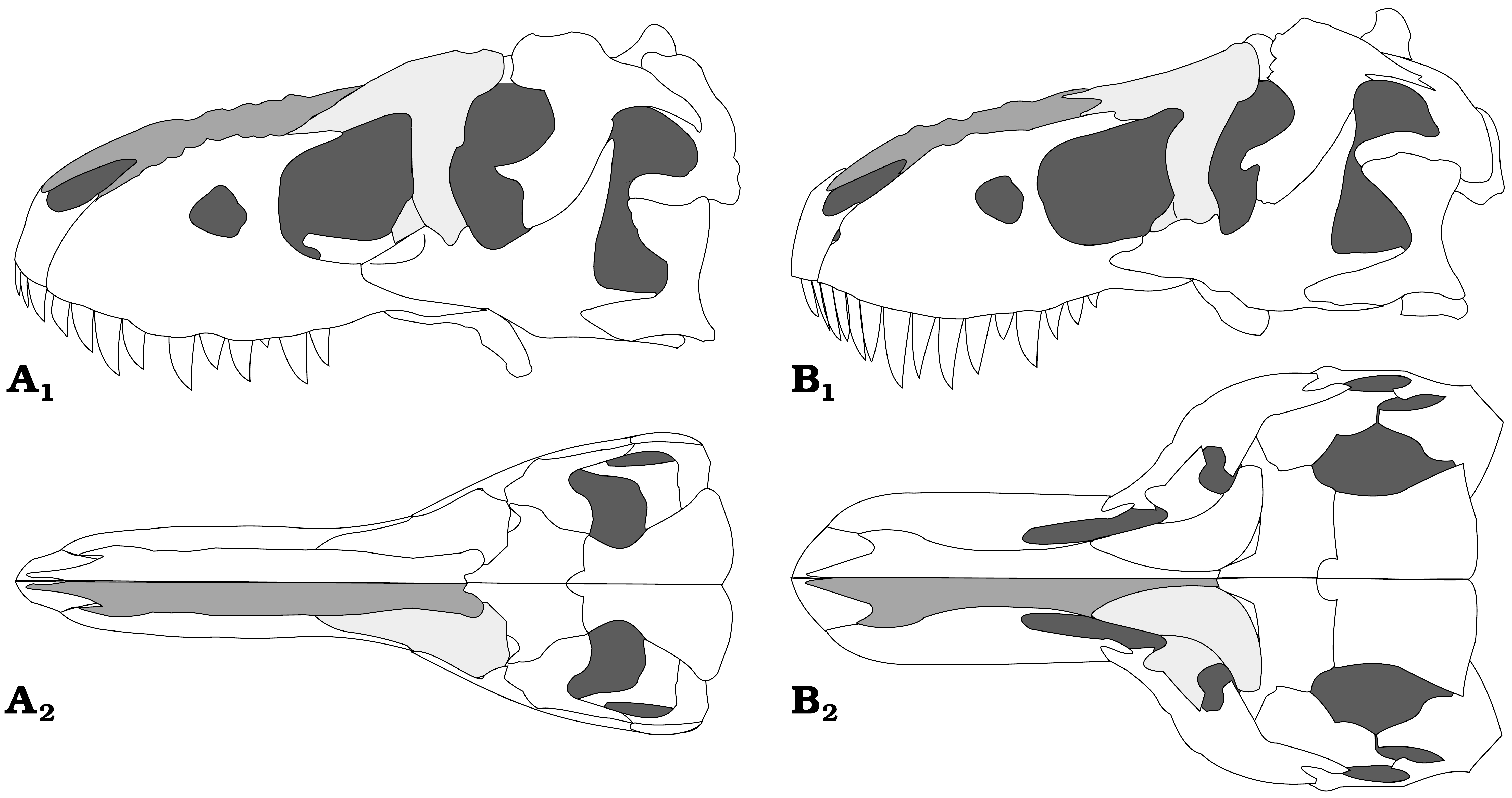
Diagramma che mostra le differenze tra il cranio di Tarbosaurus (A) e Tyrannosaurus rex (B)

Nel 1955, il paleontologo sovietico Evgeny Maleev descrisse una nuova specie scoperta in Mongolia, chiamandola Tyrannosaurus bataar. Nel 1965, questa fu rinominata Tarbosaurus bataar. La maggior parte dei paleontologi considera Tarbosaurus e Tyrannosaurus come generi distinti, ma alcuni studiosi, tra cui Thomas Holtz, Kenneth Carpenter e Thomas Carr, hanno proposto che le due specie siano abbastanza simili da appartenere allo stesso genere, il che modificherebbe il nome in Tyrannosaurus bataar.
Nel 2001, alcuni denti e un metatarso rinvenuti a Zhucheng, in Cina, furono attribuiti dal paleontologo Hu Chengzhi alla nuova specie Tyrannosaurus zhuchengensis. Tuttavia, in un sito vicino furono poi scoperti un mascellare destro e una mandibola sinistra, successivamente attribuiti al genere Zhuchengtyrannus, descritto nel 2011. È possibile che T. zhuchengensis sia un sinonimo di Zhuchengtyrannus, ma l'olotipo non presenta caratteristiche diagnostiche sufficienti e oggi è considerato un nomen dubium.
Nel 2022, Gregory S. Paul e colleghi proposero che Tyrannosaurus rex fosse in realtà un complesso di tre specie distinte: la specie tipo Tyrannosaurus rex e due nuove specie, T. imperator ("lucertola tiranna imperatore") e T. regina ("lucertola tiranna regina"). L'olotipo di T. imperator sarebbe rappresentato dall'esemplare "Sue", mentre quello di T. regina dal "Wankel rex". Questa suddivisione si basava su una marcata variabilità nelle proporzioni scheletriche, in particolare nel femore, mai riscontrata con tale intensità in altre specie di teropodi.
A supporto dell'ipotesi furono citate anche differenze nel numero e nella forma dei denti anteriori del dentario e la presenza di esemplari più robusti o più gracili. Secondo lo studio:
- T. rex sarebbe caratterizzato da corporatura robusta, femore di proporzioni intermedie e un singolo dente incisivo sottile;
- T. imperator sarebbe ancora più massiccio, con femore più tozzo e due denti sottili;
- T. regina, al contrario, avrebbe una corporatura più slanciata, femore più allungato e un solo dente sottile.

Gli autori interpretarono la crescente divergenza morfologica negli esemplari più recenti come segno di speciazione, con T. imperator come forma ancestrale da cui derivarono T. rex e T. regina.
La proposta fu però accolta con forte scetticismo da parte di molti paleontologi, tra cui Stephen Brusatte, Thomas Carr, Thomas Holtz, David Hone, Jingmai O'Connor e Lindsay Zanno, che criticarono lo studio in dichiarazioni pubbliche e in un successivo documento tecnico ufficiale. Holtz e Zanno sottolinearono che, sebbene l’esistenza di più specie di Tyrannosaurus non sia da escludere, le prove presentate non fossero sufficienti. Holtz aggiunse che, se T. imperator fosse davvero una specie distinta, potrebbe coincidere con Nanotyrannus lancensis, e quindi dovrebbe essere rinominato Tyrannosaurus lancensis. O'Connor, curatrice del Field Museum dove è esposto "Sue", si oppose alla modifica del nome dell’esemplare, ritenendo le evidenze troppo deboli. Carr e O’Connor criticarono inoltre l’incapacità dello studio di assegnare con chiarezza gli esemplari noti alle tre specie proposte. Philip J. Currie, inizialmente coautore dello studio, si ritirò dal progetto, non volendo essere coinvolto nella denominazione.
Gregory Paul ha respinto le critiche, sostenendo che i paleontologi contrari all’ipotesi non sarebbero disposti a considerare una diversificazione specifica all’interno di Tyrannosaurus. In un articolo successivo (ancora in attesa di pubblicazione), Paul ha ribadito la validità della tripartizione, sostenendo che molte critiche si sono concentrate solo su due caratteri (numero di denti e proporzioni del femore), mentre lo studio originale prendeva in considerazione anche variazioni nella robustezza di altre ossa, come mascella, dentario, omero, ileo e metatarsi. Ha inoltre suggerito che ulteriori differenze potrebbero emergere osservando la forma delle bozze postorbitali dietro gli occhi. Infine, ha ricordato che molte specie di dinosauri in passato sono state istituite sulla base di differenze minori rispetto a quelle proposte per T. imperator e T. regina.

### Tyrannosaurus mcraeensis

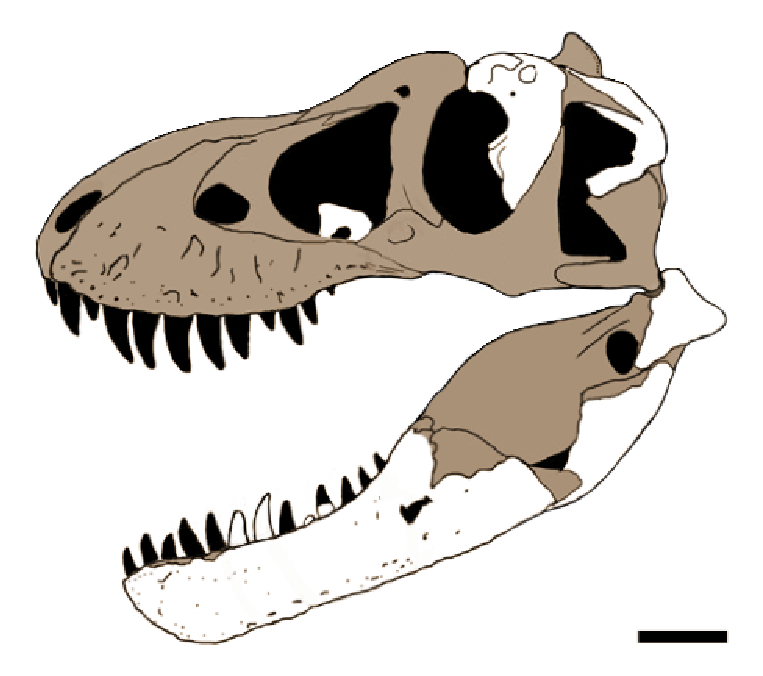
Illustrazione del cranio di T. mcraeensis. Elementi conosciuti in bianco.

Nel 2024, Sebastian G. Dalman, Mark A. Loewen, R. Alexander Pyron, Steven E. Jasinski, D. Edward Malinzak, Spencer G. Lucas, Anthony R. Fiorillo, Philip J. Currie e Nicholas R. Longrich descrissero i resti di un tirannosauro scoperto nel 1983 nella Formazione Hall Lake, risalente al tardo Campaniano-Maastrichtiano inferiore del Nuovo Messico. Ricollocato presso il Museo di Storia Naturale e Scienza del Nuovo Messico, l'esemplare fossile (NMMNH P-3698) comprende il postorbitale destro, lo squamosale destro, il palatino sinistro e una mandibola incompleta dal cranio; un dentario sinistro, lo spleniale destro, il prearticolare, l'angolare e l'articolare destri dalla mandibola; oltre a vari denti isolati e uno chevron. Alcune di queste ossa erano già state menzionate nel 1984 come attribuite a T. rex, e descritte in modo preliminare nel 1986.

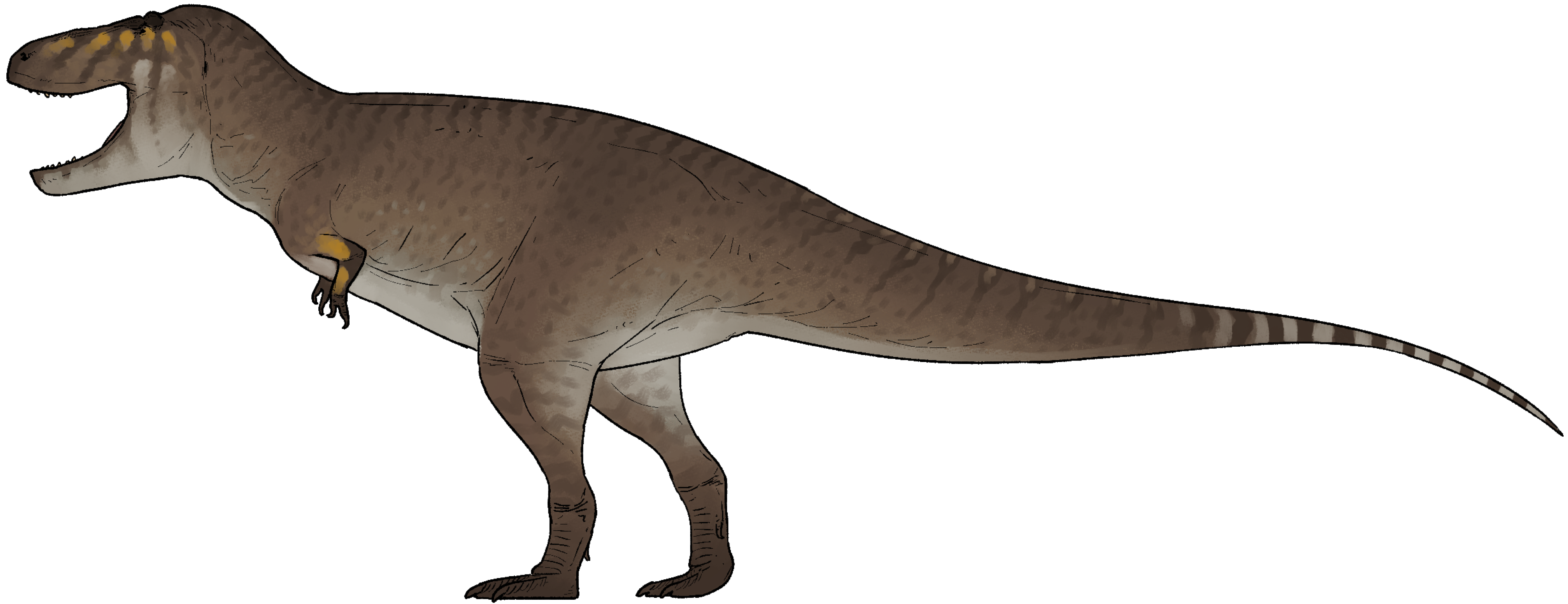
Ricostruzione di T. mcraeensis

Dalman et al. (2024) proposero per l'olotipo il nome Tyrannosaurus mcraeensis. L'epiteto specifico fa riferimento al Gruppo McRae, l'unità geologica che comprende la Formazione Hall Lake. Gli strati rocciosi da cui proviene l'esemplare sono datati a circa 72,7-70,9 milioni di anni fa, tra la fine del Campaniano e l'inizio del Maastrichtiano, anticipando così di circa 5-7 milioni di anni i più antichi esemplari noti di T. rex, che visse nella parte finale del Maastrichtiano.
Le dimensioni stimate di T. mcraeensis sono paragonabili a quelle di T. rex, con una lunghezza complessiva di circa 12 metri. Tuttavia, le due specie presentano differenze anatomiche significative, in particolare a livello cranico. Il dentario di T. mcraeensis è proporzionalmente più lungo e dotato di un mento meno prononunciato; inoltre, la mandibola è meno profonda rispetto a quella di T. rex, il che suggerirebbe un morso relativamente meno potente. I denti appaiono più smussati e compressi lateralmente, e le creste postorbitali risultano meno sviluppate. Anche l'anatomia generale mostra tratti condivisi con Tarbosaurus e Zhuchengtyrannus, rafforzando l'idea di un legame filogenetico tra questi taxa asiatici e T. mcraeensis.
Nel 2025, Morrison e colleghi hanno evidenziato l'incertezza nella precedente datazione di Tyrannosaurus mcraeensis. Gli autori hanno sostenuto che l'inclusione del fossile di un titanosauro (Alamosaurus) come marcatore biostratigrafico della fauna della Hall Lake Formation rende problematica la datazione, a causa della grande variabilità nei tassi di sedimentazione ipotizzati per il fossile. Lo studio ha inoltre sottolineato l'incertezza nel determinare se la morfologia dell’olotipo di T. mcraeensis si collochi effettivamente al di fuori della variazione nota per T. rex. Indipendentemente dall’età e dalla validità di T. mcraeensis, gli autori hanno concluso che il genere Tyrannosaurus si è con ogni probabilità originato in Laramidia e che i suoi antenati potrebbero essere migrati dall'Asia. Più tardi, nello stesso anno, Voris e colleghi hanno considerato T. mcraeensis un sinonimo junior di T. rex, concordando sull’inadeguatezza dei dati stratigrafici e ritenendo che tutti i caratteri diagnostici proposti per T. mcraeensis rientrino nella gamma di variazione nota degli esemplari di T. rex.

### Nanotyrannus

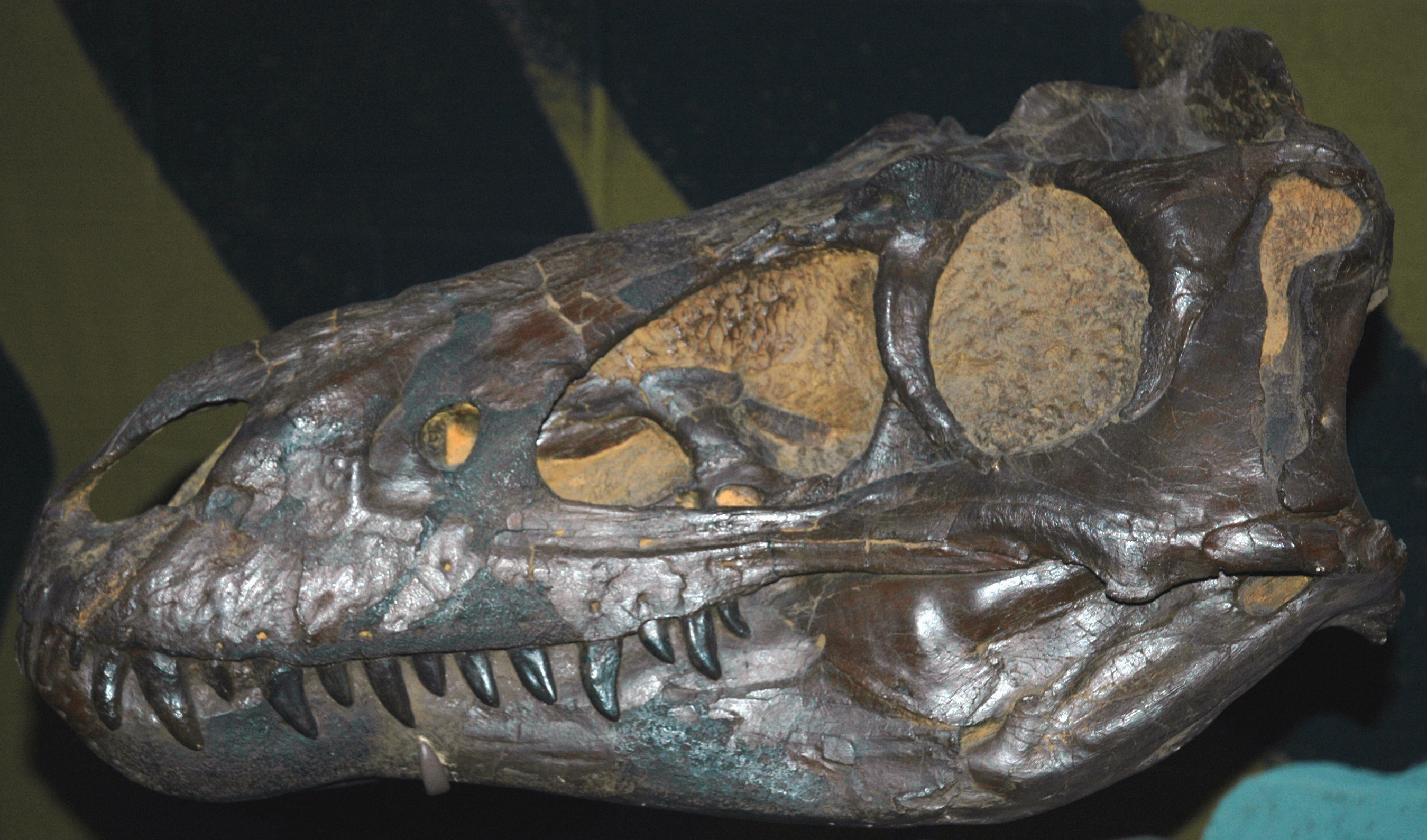
Olotipo di Nanotyrannus lancensis, ora interpretato come un giovane Tyrannosaurus

Altri tirannosauridi scoperti nelle stesse formazioni di T. rex furono inizialmente classificati come specie distinte, come Aublysodon e Albertosaurus megagracilis, quest'ultimo rinominato Dinotyrannus megagracilis nel 1995. Oggi, però, questi fossili sono considerati esemplari giovanili di Tyrannosaurus.
Un'eccezione potenziale è rappresentata da un piccolo cranio quasi completo trovato in Montana, lungo circa 60 cm. L'esemplare (CMNH 7541) fu inizialmente attribuito a Gorgosaurus lancensis da Charles W. Gilmore nel 1946. Nel 1988, Robert Bakker, Phil Currie e Michael Williams lo ridescrissero, osservando che le ossa sembravano fuse, tipiche di un animale adulto. Proposero quindi un nuovo genere: Nanotyrannus lancensis, stimando per l’animale una lunghezza di circa 5,2 metri.

Nel 1999, però, Thomas Carr pubblicò uno studio dettagliato che suggeriva come CMNH 7541 fosse in realtà un giovane T. rex, ipotesi sostenuta poi dalla maggior parte dei paleontologi. Nel 2001 fu scoperto un esemplare giovanile più completo, soprannominato "Jane", che mostrava caratteristiche molto simili a CMNH 7541. Questo portò, nel 2005, a una conferenza dedicata al tema, durante la quale molti studiosi – compresi Currie e Williams – conclusero che Nanotyrannus fosse in realtà un giovane Tyrannosaurus.

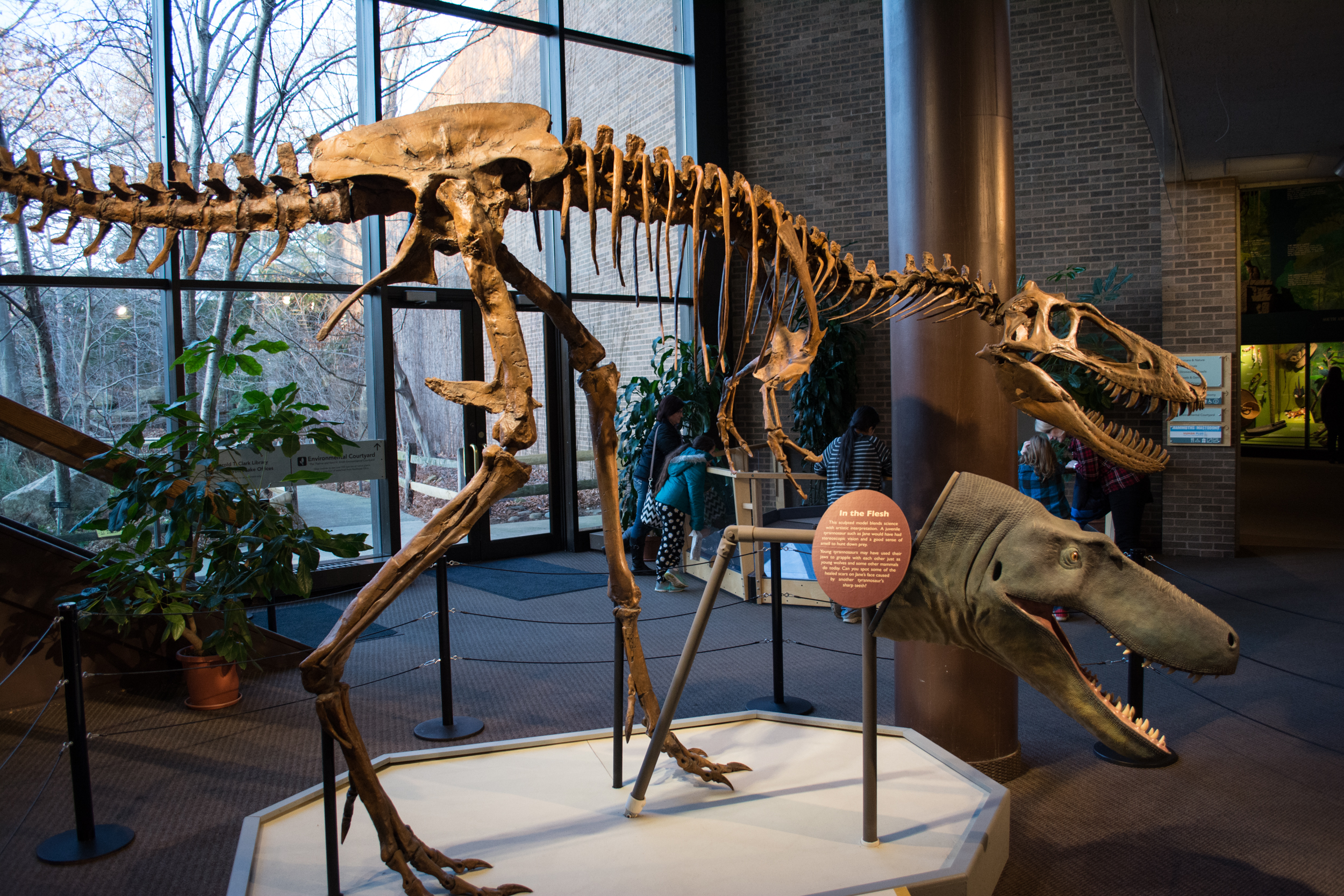
Scheletro ricostruito di "Jane", al Cleveland Museum of Natural History

Nonostante ciò, Peter Larson continuò a sostenere l'esistenza di Nanotyrannus come specie distinta, citando alcune differenze anatomiche, come un numero maggiore di denti, mani più grandi e una diversa conformazione dello sterno e della furcula. Larson suggerì anche che Stygivenator, solitamente considerato un giovane T. rex, potesse essere invece un Nanotyrannus molto giovane.
Successivi studi mostrarono che molti tirannosauridi, come Gorgosaurus, riducevano il numero dei denti con la crescita, e che le presunte differenze dentarie potevano essere semplici variazioni individuali. Nel 2013, Carr sottolineò che tutte le presunte differenze morfologiche potevano essere spiegate da variabilità individuale, dallo stadio di crescita o da deformazioni post-mortem dei fossili.

Nel 2016, uno studio sulle proporzioni degli arti suggerì che Nanotyrannus potesse avere caratteristiche da corridore, ma altri studiosi considerarono i dati insufficienti. Nello stesso anno, Joshua Schmerge sostenne di nuovo la validità del genere, basandosi su un particolare solco dentale osservato in "Jane", ma Carr ribatté che questa caratteristica era comune e non sufficiente per distinguerlo da T. rex.

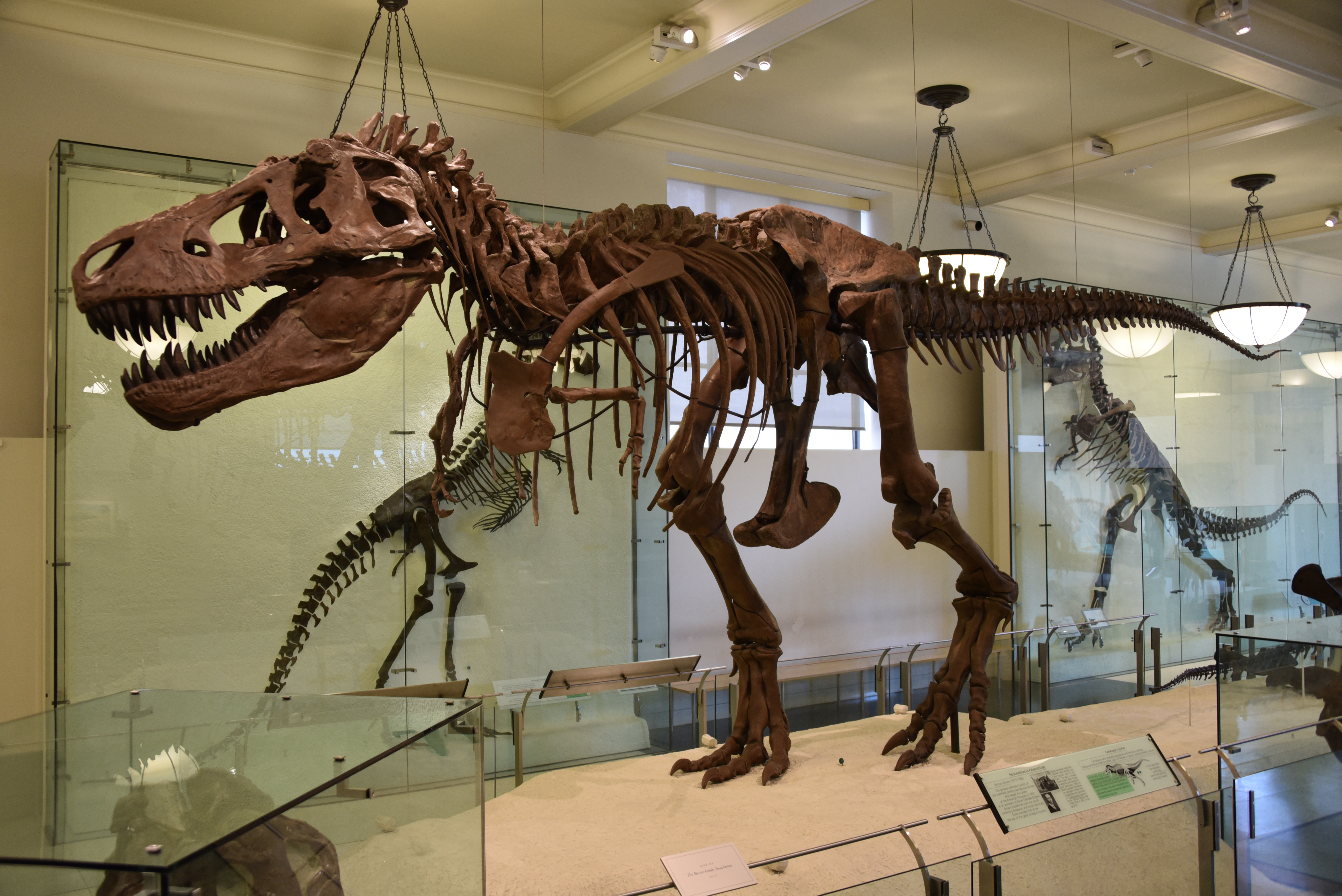
Esemplare adulto di T. rex (esemplare AMNH 5027), al American Museum of Natural History.

Uno studio del 2020 condotto da Holly Woodward concluse che tutti gli esemplari attribuiti a Nanotyrannus erano giovani individui di T. rex. Lo stesso anno, Carr pubblicò una grande analisi comparativa su 44 esemplari, dimostrando che CMNH 7541 era un giovane T. rex di circa 13 anni e che non esistevano gruppi morfologicamente distinti. Gli esemplari attribuiti a Nanotyrannus sarebbero semplicemente parte della normale crescita del tirannosauro, caratterizzata da un passaggio da un cranio lungo e stretto nei giovani a uno più robusto negli adulti.
Tuttavia, nel 2024, Nick Longrich e Evan Thomas Saitta hanno riaperto il dibattito. Riesaminando CMNH 7541 e altri esemplari, hanno individuato differenze che, secondo loro, giustificherebbero il riconoscimento di Nanotyrannus come taxon valido e distinto da T. rex. Hanno persino ipotizzato che Nanotyrannus potrebbe non appartenere neppure alla famiglia dei tirannosauridi, aprendo nuovi scenari sulla sua posizione evolutiva.

### Sinonimi
Sinonimi del Genere:
- Dinotyrannus 
Olshevsky, 1995
- Dynamosaurus 
Osborn, 1905
- Manospondylus 
Cope, 1892
- Nanotyrannus 
Bakker, Williams & Currie, 1988
- Stygivenator 
Olshevsky, 1995
- Tarbosaurus? 
Maleev, 1955b

Sinonimi della Specie:
- Aublysodon amplus? 
Marsh, 1892
- Deinodon amplus? 
(Marsh, 1892) Hay, 1902
- Manospondylus amplus? 
(Marsh, 1892) Olshevsky, 1978
- Stygivenator amplus? 
(Marsh, 1892) Olshevsky, 1995
- Tyrannosaurus amplus? 
(Marsh, 1892) Hay, 1930
- Aublysodon cristatus? 
Marsh, 1892
- Deinodon cristatus? 
(Marsh, 1892) Hay, 1902
- Stygivenator cristatus? 
(Marsh, 1892) Olshevsky, 1995
- Manospondylus gigas 
Cope, 1892
- Dynamosaurus imperiosus 
Osborn, 1905
- Tyrannosaurus imperiosus 
(Osborn, 1905) Swinton, 1970
- Gorgosaurus lancensis 
Gilmore, 1946
- Albertosaurus lancensis 
(Gilmore, 1946) Russell, 1970
- Deinodon lancensis 
(Gilmore, 1946) Kuhn, 1965
- Aublysodon lancensis 
(Gilmore, 1946) Charig in Appleby, Charig, Cox, Kermack & Tarlo, 1967
- Nanotyrannus lancensis 
(Gilmore, 1946) Bakker, Williams & Currie, 1988
- Albertosaurus "megagracilis" 
Paul, 1988a (nomen nudum)
- Dinotyrannus megagracilis 
Olshevsky, 1995
- Aublysodon molnaris 
Paul, 1988a
- Aublysodon molnari 
Paul, 1988a emend Paul, 1990
- Stygivenator molnari 
(Paul, 1988a emend Paul, 1990) Olshevsky, 1995

## Storia della scoperta

### I primi ritrovamenti

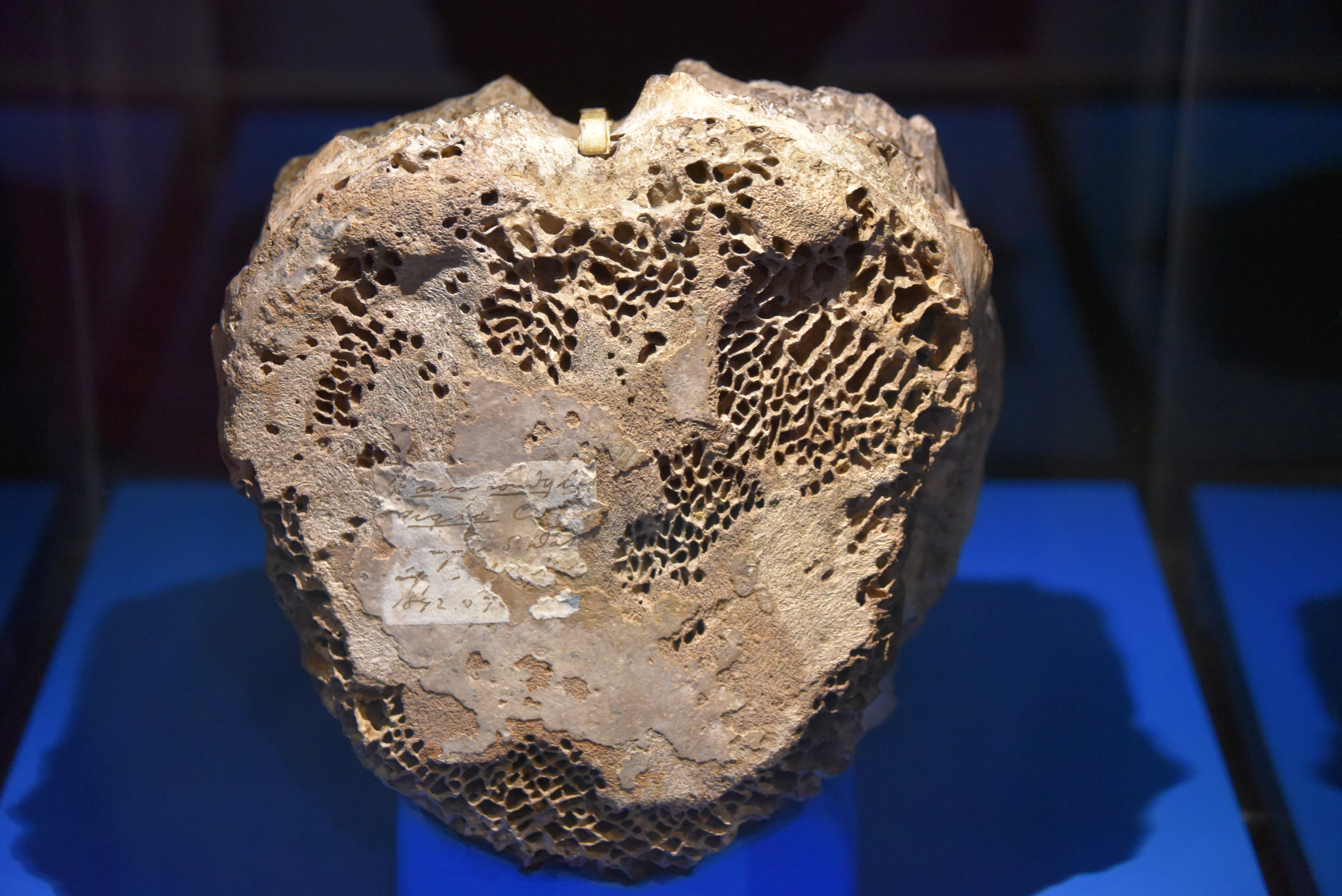
Esemplare tipo (AMNH 3982) di Manospondylus gigas

I denti di quello che ora è documentato come Tyrannosaurus rex furono ritrovati nel 1874 da Arthur Lakes vicino a Golden, Colorado. All'inizio del 1890, John Bell Hatcher raccolse alcuni elementi postcranici nel Wyoming orientale. All'epoca si credeva che questi fossili appartenessero alla grande specie Ornithomimus grandis (ora Deinodon), ma ora sono considerati resti di Tyrannosaurus.
Nel 1892, Edward Drinker Cope trovò due frammenti vertebrali di un grande dinosauro. Cope credeva che i frammenti appartenessero a un dinosauro "agathaumide" (ceratopside) e li nominò Manospondylus gigas, che significa "vertebra porosa gigante", in riferimento alle numerose aperture per i vasi sanguigni che trovò nelle ossa. I resti di M. gigas furono, nel 1907, identificati da Hatcher come quelli di un teropode piuttosto che di un ceratopside.
Henry Fairfield Osborn riconobbe la somiglianza tra Manospondylus gigas e T. rex già nel 1917, quando ormai la seconda vertebra era andata perduta. A causa della natura frammentaria delle vertebre di Manospondylus, Osborn non sinonimizzò i due generi, considerando invece indeterminato il genere più antico. Nel giugno 2000, il Black Hills Institute trovò circa il 10% di uno scheletro di Tyrannosaurus (l'esemplare BHI 6248) in un sito che potrebbe essere la località originale di M. gigas.

### Scheletri e denominazione

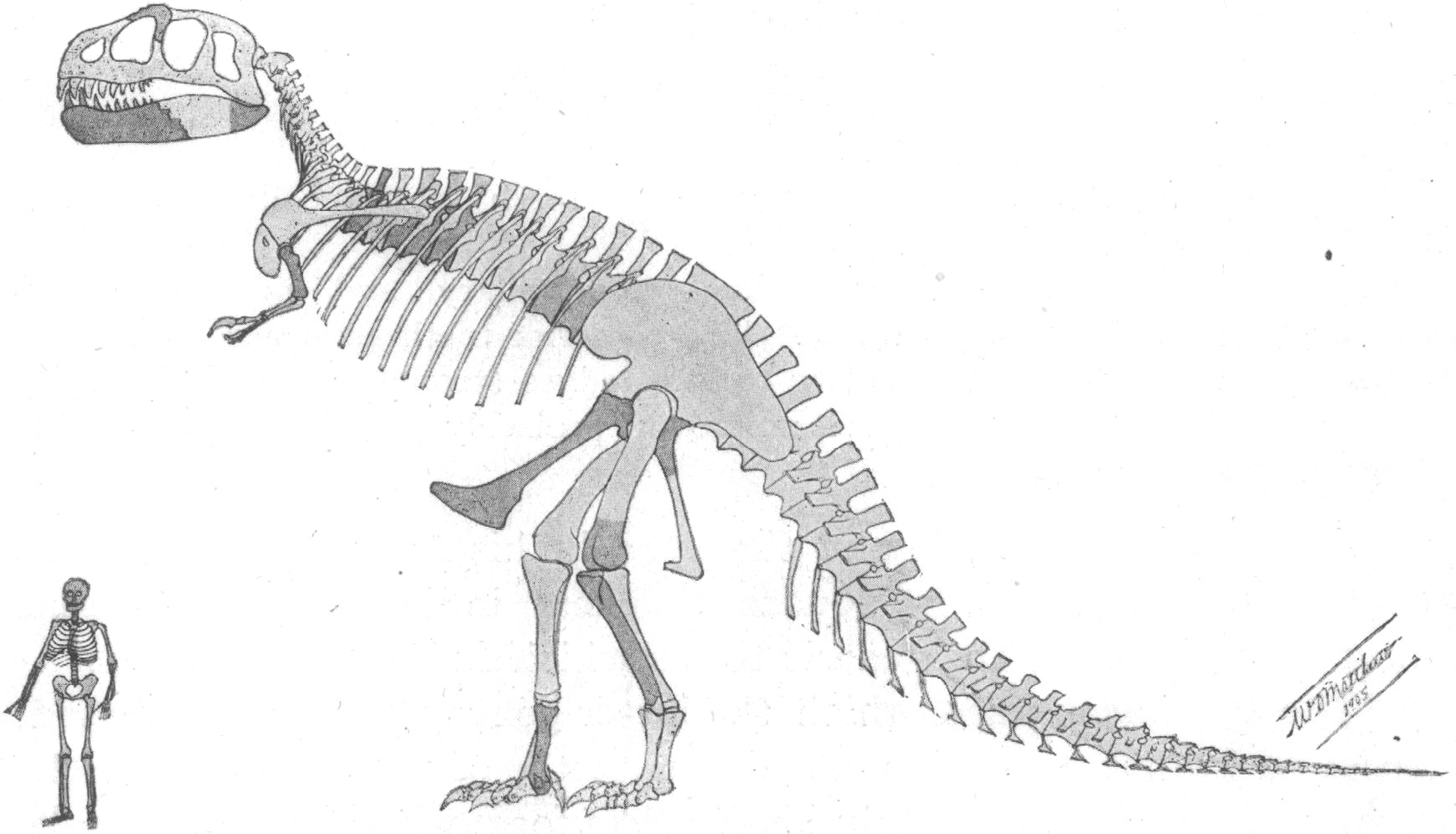
Ricostruzione scheletrica di William D. Matthew del 1905, pubblicato insieme al documento descrittivo di Osborn

Barnum Brown, assistente curatore dell'American Museum of Natural History, trovò il primo scheletro parziale di T. rex nel Wyoming orientale nel 1900. Brown trovò un altro scheletro parziale nella formazione Hell Creek nel Montana nel 1902, comprendente circa 34 ossa fossilizzate. Scrivendo all'epoca Brown disse: "La cava n. 1 contiene il femore, il pube, l'omero, tre vertebre e due ossa indeterminate di un grande dinosauro carnivoro non descritto da Marsh .... Non ho mai visto niente di simile dal Cretaceo." Henry Fairfield Osborn, presidente dell'American Museum of Natural History, nominò il secondo scheletro Tyrannosaurus rex nel 1905. Il nome del genere, Tyrannosaurus, deriva dalle parole greche τύραννος/tyrannos che significa "tiranno", e σαῦρος/sauros che significa "lucertola". Osborn usò la parola latina rex, che significa "re", per il nome specifico. Il binomio completo si traduce quindi in "re lucertola tiranno" o "lucertola tiranno re", sottolineando le dimensioni dell'animale e la presunta dominanza sulle altre specie dell'epoca.

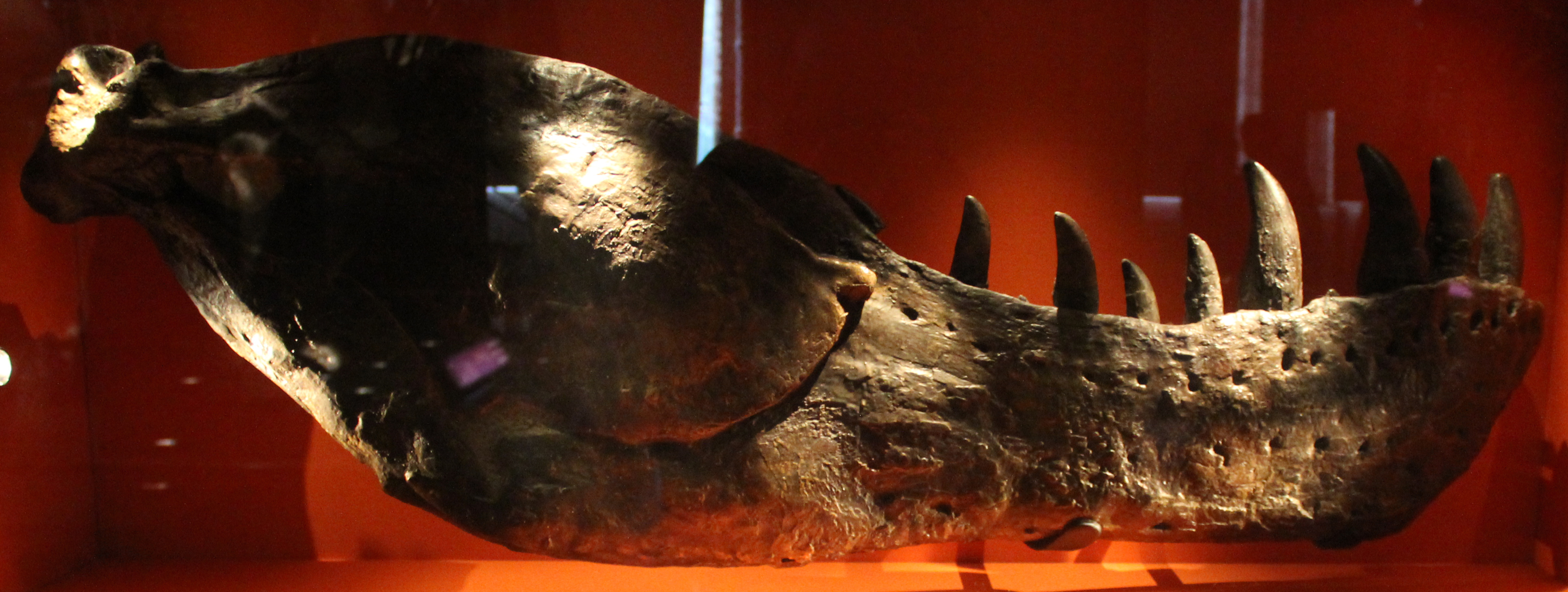
Olotipo di Dynamosaurus imperiosus, Museo di Storia Naturale di Londra

Il primo esemplare, invece, venne nominato da Osborn come Dynamosaurus imperiosus in un articolo del 1905. Tuttavia, nel 1906, Osborn riconobbe che i due scheletri appartenevano alla stessa specie e scelse Tyrannosaurus come nome preferito. Il materiale originale di Dynamosaurus risiede nelle collezioni del Museo di storia naturale di Londra. Nel 1941, l'esemplare tipo di T. rex fu venduto al Museo di Storia Naturale Carnegie di Pittsburgh, Pennsylvania, per $ 7.000. Il nome Dynamosaurus sarebbe stato successivamente onorato dalla descrizione di un'altra specie di tirannosauride da parte di Andrew McDonald e colleghi, Dynamoterror dynastes, nel 2018. Il nome venne scelto in quanto Dynamosaurus fu uno dei nomi "preferiti d'infanzia" di McDonald's.
Dagli anni '10 fino alla fine degli anni '50, le scoperte di Barnum rimasero gli unici esemplari conosciuti di Tyrannosaurus, in quanto la Grande Depressione e le guerre tennero molti paleontologi fuori dal campo.

### Interesse risorgente

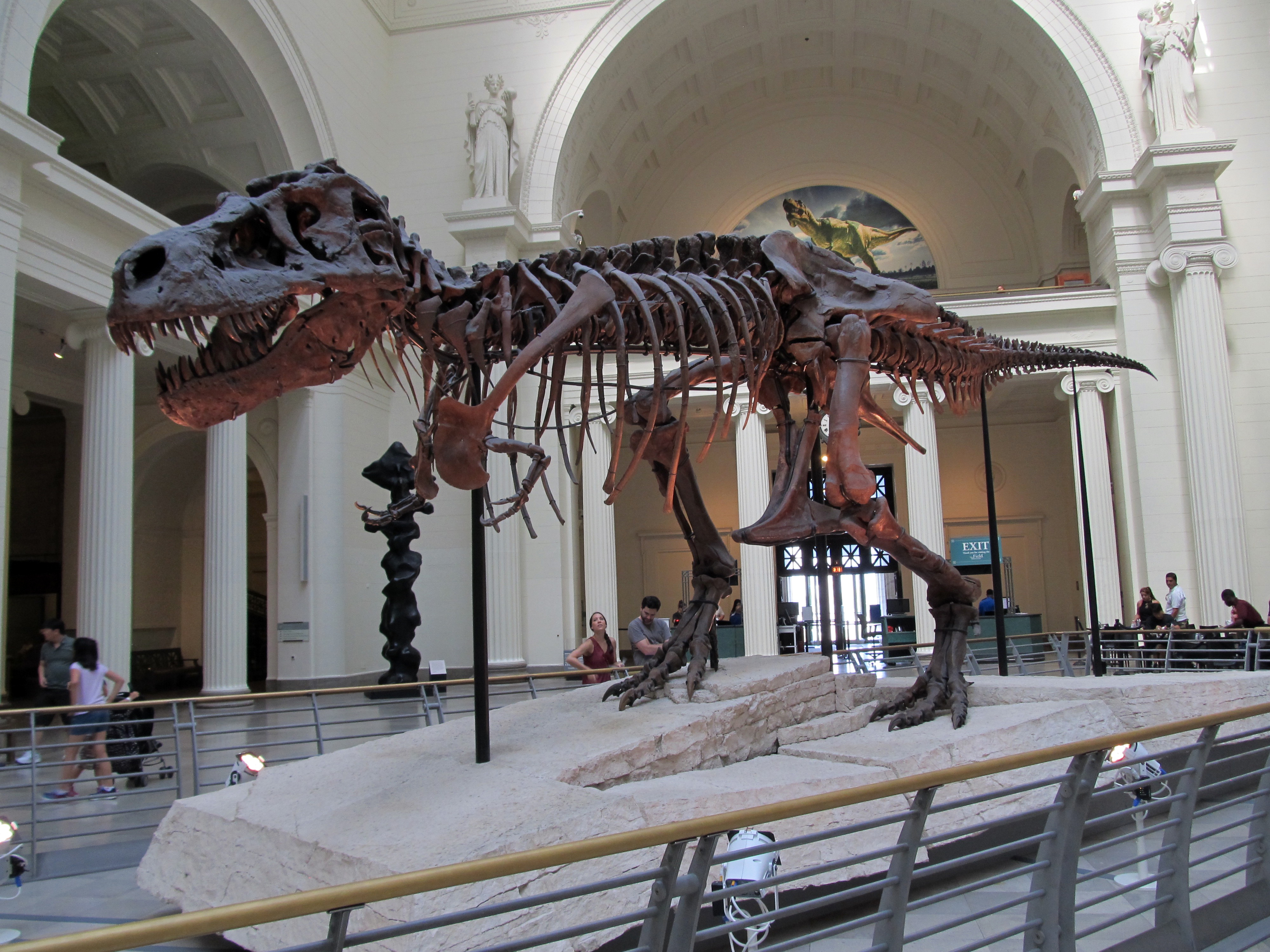
Esemplare "Sue", al Field Museum of Natural History, prima del restauro

A partire dagli anni '60, ci fu un rinnovato interesse verso Tyrannosaurus, con il conseguente recupero di 42 scheletri (5-80% completi secondo il conteggio delle ossa) dal Nord America occidentale. Nel 1967, il dottor William MacMannis individuò e recuperò lo scheletro denominato "MOR 008", il quale è completo al 15% dal conteggio delle ossa e ha un cranio ricostruito esposto al Museo delle Montagne Rocciose. Gli anni '90 hanno visto numerose scoperte, con quasi il doppio dei reperti rispetto a tutti gli anni precedenti, inclusi due degli scheletri più completi trovati fino ad oggi: Sue e Stan.
Sue Hendrickson, una paleontologa dilettante, scoprì lo scheletro di Tyrannosaurus più grande e completo (circa l'85%) nella formazione Hell Creek il 12 agosto 1990. L'esemplare soprannominato Sue (prendendo il nome del suo scopritore), fu oggetto di una battaglia legale per la proprietà. Nel 1997, il contenzioso fu risolto a favore di Maurice Williams, il proprietario originario del terreno. La collezione di fossili venne acquistata dal Field Museum of Natural History all'asta per 7,6 milioni di dollari, rendendolo lo scheletro di dinosauro più costoso, fino alla vendita di Stan per 31,8 milioni di dollari nel 2020. Dal 1998 al 1999, lo staff del Field Museum of Natural History trascorse oltre 25.000 ore a preparare l'esemplare, togliendo le ossa dalla roccia. Le ossa furono poi spedite nel New Jersey dove vennero costruiti i calchi e la montatura in ferro per lo scheletro, quindi rispedite a Chicago per l'assemblaggio finale. L'esposizione che mostra lo scheletro montato venne aperta al pubblico il 17 maggio 2000, al Field Museum of Natural History. Uno studio sulle ossa fossilizzate di questo esemplare ha mostrato che Sue raggiunse le sue dimensioni adulte all'età di 19 anni e morì all'età di 28 anni, la vita stimata più lunga di qualsiasi Tyrannosaurus conosciuto.

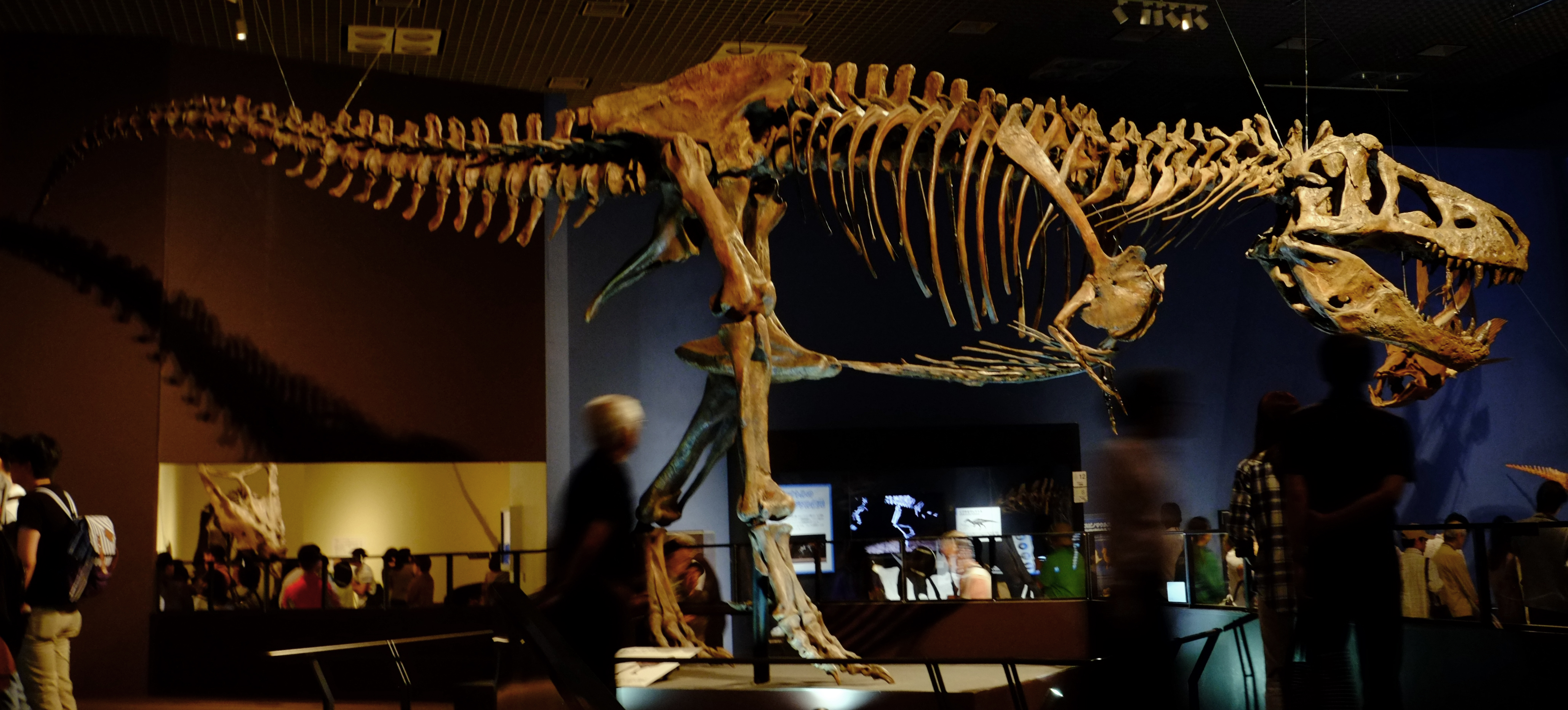
"Scotty", il più grande esemplare di Tyrannosaurus conosciuto, esposto in Giappone

Un altro esemplare di Tyrannosaurus, soprannominato Stan (BHI 3033), in onore del paleontologo dilettante Stan Sacrison, fu recuperato dalla formazione Hell Creek, nel 1992. Stan è il secondo scheletro più completo ritrovato, con 199 ossa recuperate che rappresentano il 70% dello scheletro totale. Questo esemplare presenta anche diverse patologie ossee, tra cui costole rotte e guarite, un collo rotto (e guarito) e un foro sostanziale nella parte posteriore della testa, delle dimensioni di un dente di Tyrannosaurus.
Nel 1998, Bucky Derflinger notò un dito di T. rex sporgere dal terreno, rendendo Derflinger, che all'epoca aveva 20 anni, la persona più giovane a scoprire un fossile di Tyrannosaurus. L'esemplare, soprannominato Bucky in onore del suo scopritore, era un giovane adulto, alto 3 metri e lungo 11 metri. Bucky è il primo esemplare di Tyrannosaurus rinvenuto con furcula, o forcella, conservata. Bucky è permanentemente esposto al Museo dei bambini di Indianapolis.

Gli esemplari "Sue", AMNH 5027, "Stan" e "Jane", in scala

Nell'estate del 2000, le spedizioni organizzate da Jack Horner scoprirono cinque scheletri di Tyrannosaurus vicino al bacino idrico di Fort Peck. Nel 2001, uno scheletro completo al 50% di un giovane Tyrannosaurus è stato scoperto nella formazione Hell Creek da una spedizione del Burpee Museum of Natural History. Soprannominato "Jane" (BMRP 2002.4.1), si pensava che il ritrovamento fosse il primo scheletro conosciuto di un tirannosauride pigmeo, Nanotyrannus, ma ricerche successive hanno rivelato che si tratta più probabilmente di un Tyrannosaurus giovanile, rappresentando pertanto l'esemplare giovanile di Tyrannosaurus più completo conosciuto; Jane è esposta al Burpee Museum of Natural History. Nel 2002 venne scoperto un altro scheletro piuttosto completo, soprannominato Wyrex, scoperto dai collezionisti dilettanti Dan Wells e Don Wyrick. L'esemplare contava 114 ossa ed era completo al 38%. Lo scavo si concluse in 3 settimane nel 2004, portato a termine dal Black Hills Institute passando alla storia come il primo scavo in diretta online di un Tyrannosaurus fornendo rapporti giornalieri, foto e video.
Nel 2006, il Montana State University ha rivelato di possedere il più grande cranio di Tyrannosaurus mai scoperto (da un esemplare catalogato come MOR 008), che misurava 152 centimentri di lunghezza. Confronti successivi hanno indicato che il cranio più lungo era di 136,5 centimetri (dell'esemplare LACM 23844), ed il cranio più largo era di 90,2 centimetri (dall'esemplare Sue).

### Impronte

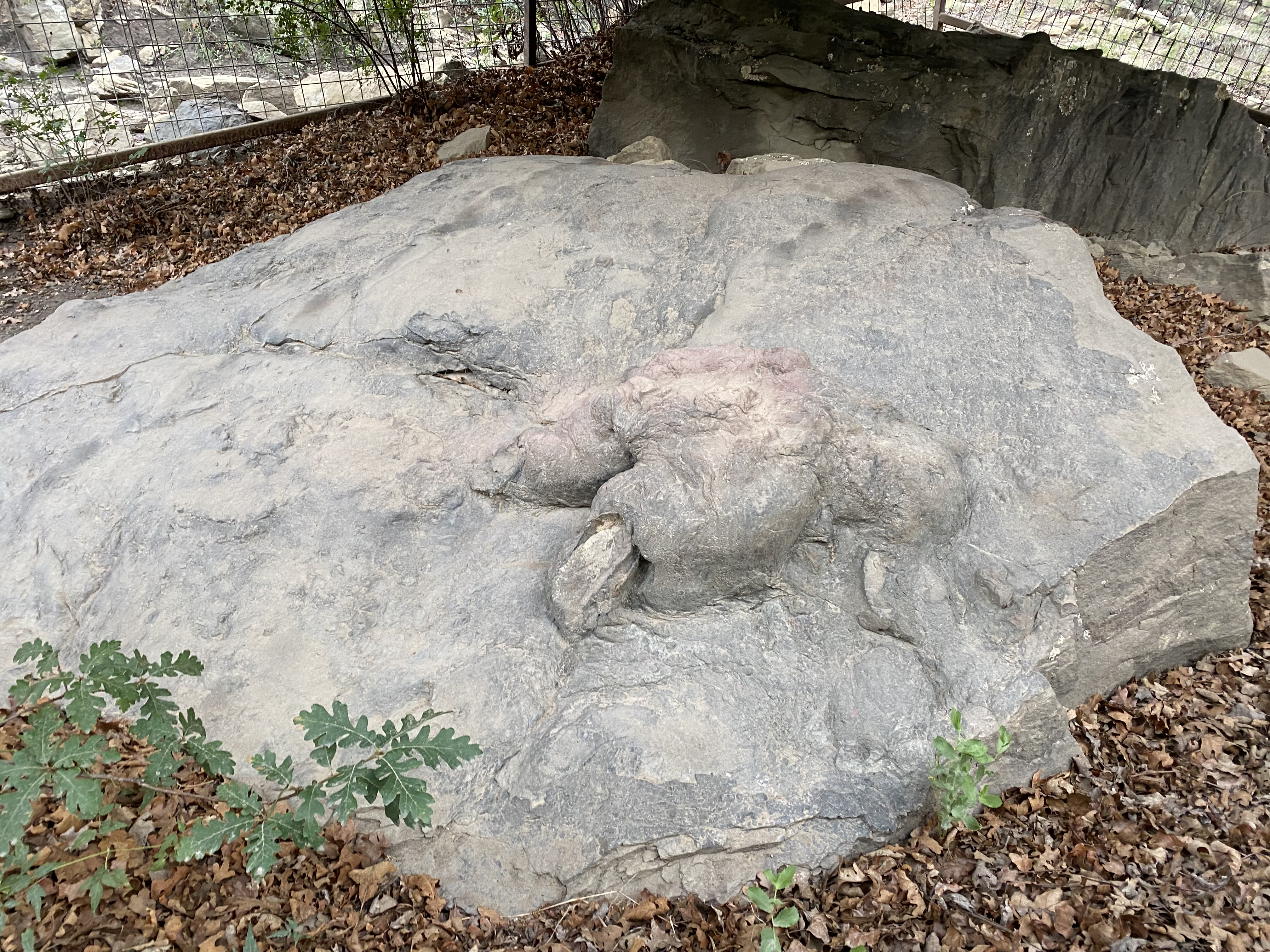
Probabile impronta dal Nuovo Messico

Due impronte fossili isolate sono state provvisoriamente assegnate a T. rex. La prima fu scoperto al Philmont Scout Ranch, nel Nuovo Messico, nel 1983 dal geologo americano Charles Pillmore. Originariamente identificata come l'impronta di un hadrosauride, l'esame dell'impronta ha rivelato la presenza di un grande "tallone" assente nelle tracce dei dinosauri ornitopodi e tracce di quello che potrebbe essere stato un alluce, il quarto dito simile a uno sperone sul piede di Tyrannosaurus. L'impronta è stata pubblicata come l'ichnogenere Tyrannosauripus pillmorei nel 1994, da Martin Lockley e Adrian Hunt. Lockley e Hunt suggerirono che molto probabilmente la traccia fosse stata lasciata da un T. rex, il che la renderebbe la prima impronta conosciuta di questa specie. La pista è stata realizzata in quella che una volta era una zona fangosa con vegetazione. L'impronta misura 83 centimetri di lunghezza e 71 centimetri di larghezza.
Una seconda impronta che potrebbe essere stata lasciata da un Tyrannosaurus è stata segnalata per la prima volta nel 2007 dal paleontologo britannico Phil Manning, della formazione Hell Creek del Montana. Questa seconda traccia misura 72 centimetri di lunghezza, più corta della traccia descritta da Lockley e Hunt. Non è chiaro se l'impronta sia stata tracciata o meno da un Tyrannosaurus, sebbene Tyrannosaurus sia l'unico grande teropode noto dalla Formazione Hell Creek.
Una serie di impronte a Glenrock, nel Wyoming, risalenti allo stadio Maastrichtiano del Cretaceo superiore e provenienti dalla Formazione Lance, sono state descritte da Scott Persons, Phil Currie e colleghi nel 2016 e si ritiene che appartengano a un giovane T. rex o al dubbio tirannosauride Nanotyrannus lancensis. Dalle misurazioni e in base alla posizione delle impronte, si crede che l'animale viaggiasse a una velocità di camminata compresa tra i 2,8 e le 5 miglia all'ora circa, e si stima che avesse un'altezza dell'anca compresa tra i 1,56 e i 2,06 metri. Un documento follow-up è apparso nel 2017, aumentando le stime di velocità del 50-80%.

## Paleobiologia

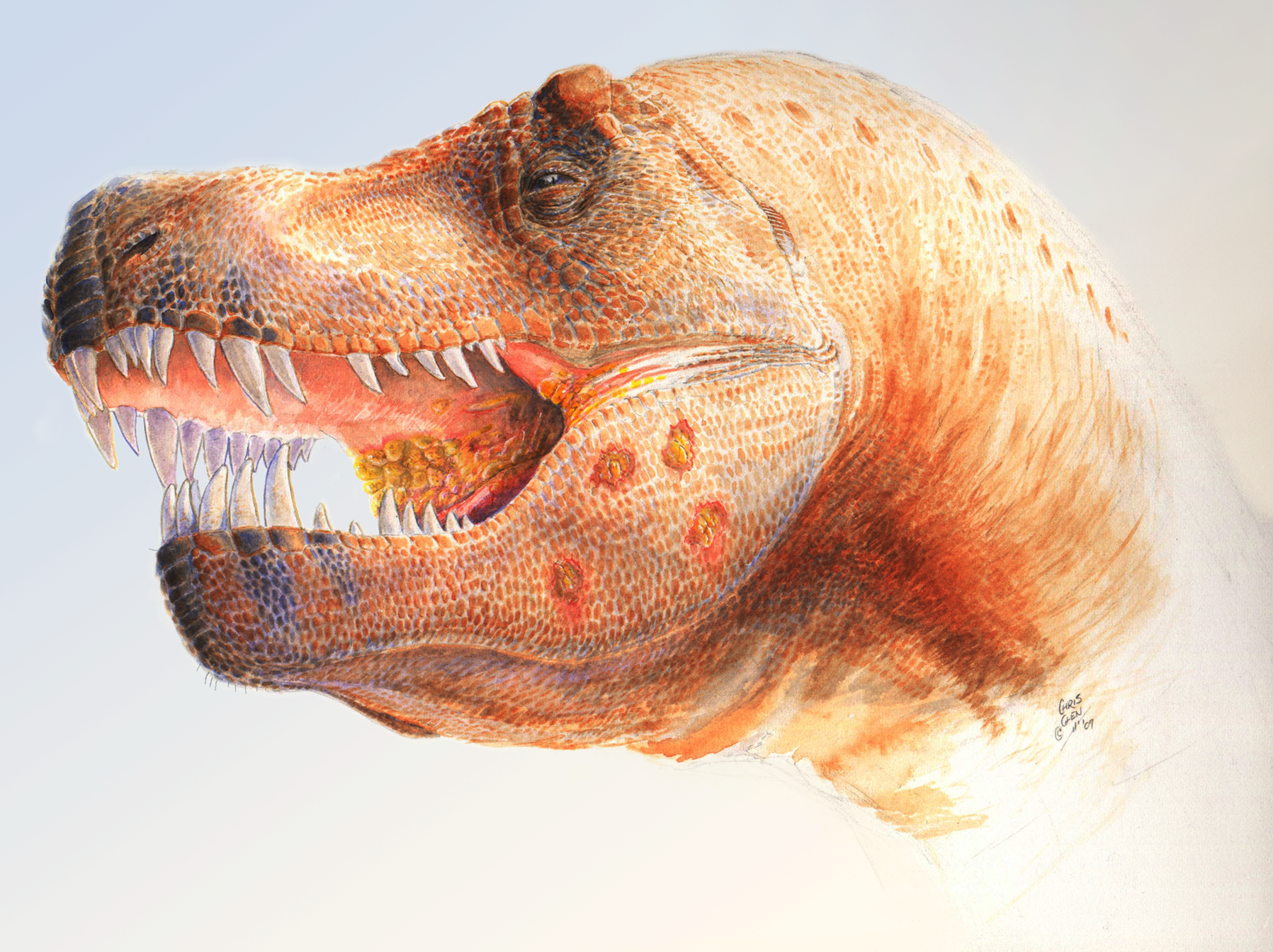
Ricostruzione, fatta da Chris Glen (University of Queensland) delle condizioni del capo dell'esemplare MOR 980 con le condizioni patologiche al momento della morte. La ricostruzione è basata su ipotizzate analogie con fotografie di esemplari di uccelli vivi e morti colpiti da Trichomoniasi aviaria.

Il T. rex aveva un ciclo di crescita rapido, simile a quello degli uccelli moderni. Raggiungeva la maturità sessuale attorno ai 15-18 anni. Dopo i 18 anni, la crescita rallentava, e pochi individui arrivavano ai 30 anni. L'esemplare "Sue", uno degli esemplari più famosi, aveva circa 28 anni al momento della morte.
Non era completamente a sangue freddo come i rettili moderni, né totalmente a sangue caldo come i mammiferi. Gli studi suggeriscono un metabolismo intermedio, chiamato mesotermia. Simile a quello degli uccelli primitivi o di animali moderni come il tonno e alcuni squali. Questo metabolismo parzialmente endotermico avrebbe permesso al T. rex di mantenere una temperatura corporea abbastanza stabile e un livello energetico elevato per sostenere crescita e attività.
Sul comportamento alimentare del T. rex esiste ancora dibattito: cranio e i denti erano progettati per schiacciare e frantumare ossa (fenomeno chiamato osteofagia). Il morso era potentissimo: circa 35.000-60.000 Newton, uno dei più forti tra i vertebrati terrestri. La vista binoculare e l'olfatto sviluppato supportano l'idea di un predatore attivo. Alcuni paleontologi, come Jack Horner, proposero che fosse prevalentemente spazzino, sfruttando il suo grande olfatto per trovare carcasse. Oggi si pensa che fosse un predatore opportunista, capace sia di cacciare prede vive che di rubare o consumare carcasse. Prove fossili (come segni di morsi cicatrizzati su scheletri di adrosauri) indicano che effettivamente attaccava prede vive.

## Paleoecologia

Fauna di Hell Creek (Tyrannosaurus in rosso scuro, a sinistra)

Tyrannosaurus visse durante quello che viene definito lo stadio faunistico Lanciano (durante il Maastrichtiano) alla fine del Cretaceo superiore. Il suo areale geografico si estendeva dal Canada a nord fino al Nuovo Messico a sud di Laramidia. Durante questo periodo Triceratops era l'erbivoro dominante nella parte settentrionale del suo areale, mentre il sauropode titanosauro Alamosaurus dominava il suo areale meridionale. I resti di Tyeannosaurus sono stati scoperti in diversi ecosistemi, comprese pianure subtropicali interne, costiere e semi-aride.

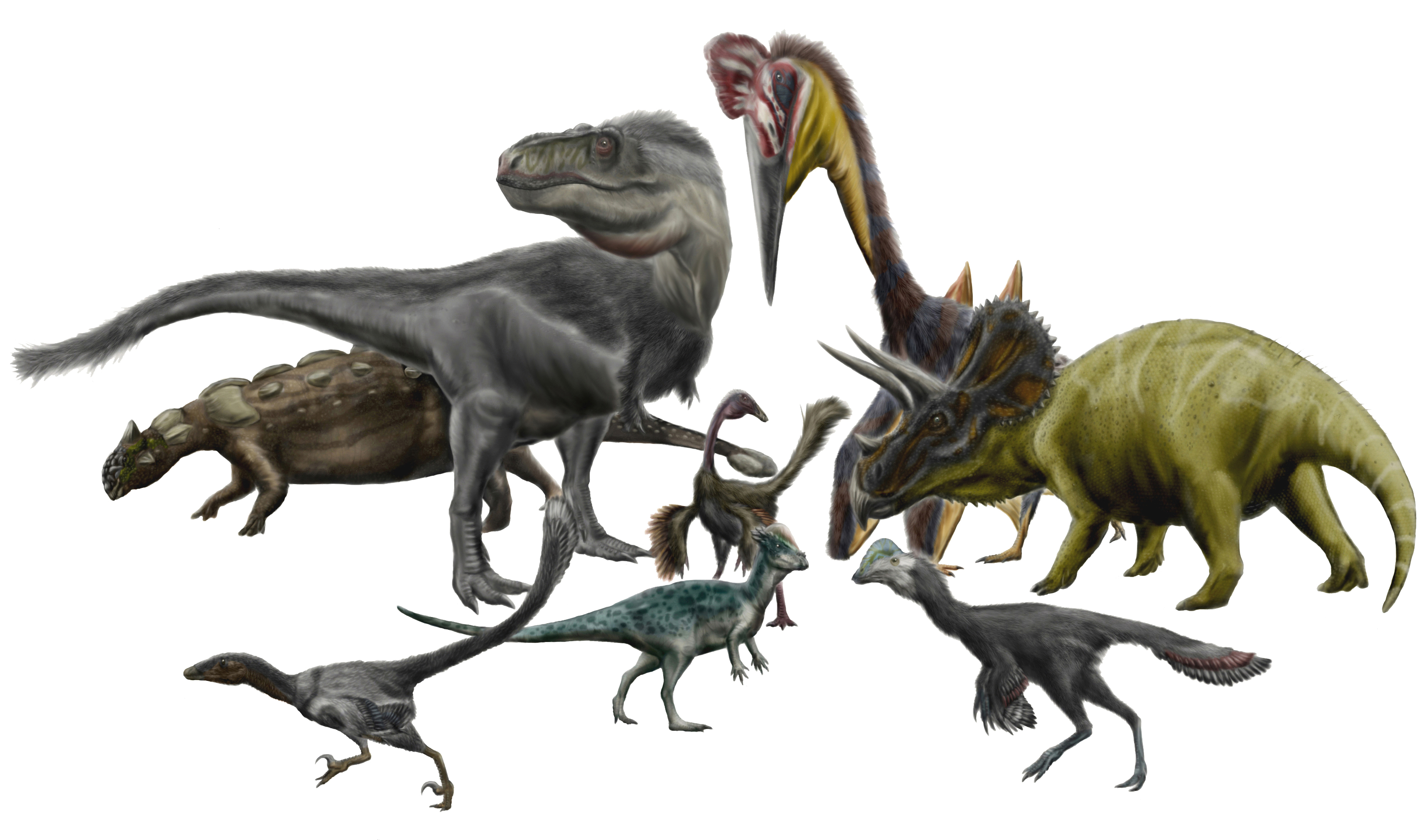
Tyrannosaurus e altri animali della formazione Hell Creek

Diversi resti importanti di Tyrannosaurus sono stati ritrovati all'interno della formazione Hell Creek. Durante il Maastrichtiano quest'area era subtropicale, con un clima caldo e umido. La flora era costituita principalmente da angiosperme, ma comprendeva anche alberi come sequoie (Metasequoia) e Araucaria. Tyrannosaurus condivideva questo ecosistema con diversi altri dinosauri, come i ceratopsi Leptoceratops, Torosaurus e Triceratops, l'hadrosauride Edmontosaurus annectens, il parksosauride Thescelosaurus, gli ankylosauri Ankylosaurus e Denversaurus, i pachycephalosauri Pachycephalosaurus e Sphaerotholus e con i teropodi Ornithomimus, Struthiomimus, Acheroraptor, Pectinodon e Anzu.
Un'altra formazione ricca di resti di Tyrannosaurus è la Formazione Lance del Wyoming. Questa formazione è stata interpretata come un ambiente bayou simile all'odierna costa del Golfo. La fauna era molto simile a quella di Hell Creek, ma con Struthiomimus che sostituiva il suo parente Ornithomimus come ornithomimosauro dominante. Nella zona viveva anche il piccolo ceratopsiano Leptoceratops.
Nel suo areale meridionale Tyrannosaurus visse accanto al titanosauro Alamosaurus, ai ceratopsiani Torosaurus, Bravoceratops e Ojoceratops, gli hadrosauri Edmontosaurus, Kritosaurus e una possibile specie di Gryposaurus, il nodosauro Glyptodontopelta, l'oviraptoride Ojoraptosaurus, possibili specie dei teropodi Troodon e Richardoestesia, e il gigantesco pterosauro Quetzalcoatlus. Si pensa che la regione fosse dominata da pianure interne semi-aride, in seguito al probabile ritiro del Mare Interno Occidentale con l'abbassamento globale del livello del mare.
Tyrannosaurus potrebbe essere vissuto anche nella formazione messicana di Lomas Coloradas in Sonora. Sebbene manchino prove scheletriche, sei denti caduti e rotti recuperati in un letto fossile sono stati accuratamente confrontati con altri generi di teropodi e sembrano essere identici a quelli di Tyrannosaurus. Se ciò fosse vero, ciò indicherebbe che l'areale geografico del Tyrannosaurus fosse molto più esteso di quanto si credesse in precedenza. È possibile che i tirannosauri fossero originariamente specie asiatiche, che migrarono nel Nord America prima della fine del periodo Cretaceo.

### Stime sulla popolazione

Grafico del censimento medio nel tempo di dinosauri di grandi dimensioni dell'intera formazione Hell Creek nell'area di studio

Secondo studi pubblicati nel 2021 da Charles Marshall et al., la popolazione totale di Tyrannosaurus adulti in un dato momento sarebbe stata di 20.000 individui, con stime computerizzate che suggeriscono anche una popolazione totale non inferiore a 1.300 e non superiore a 328.000. Gli stessi autori suggeriscono che la stima di 20.000 individui è probabilmente inferiore a quanto ci si dovrebbe aspettare, soprattutto se si tiene conto del fatto che le pandemie potrebbero facilmente spazzare via una popolazione così piccola. Si stima che nell'arco dell'esistenza del genere ci siano state circa 127.000 generazioni e che questo abbia sommato un totale di circa 2,5 miliardi di animali fino alla loro estinzione.
Nello stesso articolo, si suggerisce che in una popolazione di Tyrannosaurus adulti pari a 20.000, il numero di individui che vivono in un'area delle dimensioni della California potrebbe arrivare fino a 3.800 animali, mentre un'area delle dimensioni di Washington DC potrebbe supportare una popolazione di soli due Tyrannosaurus adulti. Lo studio non tiene conto del numero di animali giovani del genere presenti in questa stima della popolazione in quanto occupavano una nicchia ecologica diversa rispetto agli adulti, pertanto è probabile che la popolazione totale fosse molto più elevata tenendo conto di questo fattore. Allo stesso tempo, gli studi sui carnivori viventi suggeriscono che alcune popolazioni di predatori hanno una densità maggiore rispetto ad altre di peso simile (come i giaguari e le iene, che sono simili in peso ma hanno densità di popolazione molto diverse). Infine, lo studio suggerisce che nella maggior parte dei casi, solo un Tyrannosaurus su 80 milioni si fossilizzerebbe, mentre la probabilità che accadesse in aree con popolazioni più dense era probabilmente di una su 16.000.
Nel 2022, Meiri mise in dubbio l'affidabilità di queste stime, citando l'incertezza nel tasso metabolico, nelle dimensioni corporee, nei tassi di sopravvivenza specifici per sesso ed età, nei requisiti dell'habitat e nella variabilità delle dimensioni come carenze che lo studio di Marshall et al. non ha preso in considerazione. Gli autori della pubblicazione originale hanno risposto che, pur concordando sul fatto che le incertezze riportate erano probabilmente troppo piccole, il loro quadro è abbastanza flessibile da accogliere l'incertezza in fisiologia e che i loro calcoli non dipendono da cambiamenti a breve termine nella densità di popolazione e distribuzione geografica, ma piuttosto sulle loro medie a lungo termine. Infine, sottolineano di aver stimato intervalli di curve di sopravvivenza ragionevoli e di aver incluso l’incertezza nel momento dell’inizio della maturità sessuale e nella curva di crescita incorporando l’incertezza nella massa corporea massima.

## Nella cultura di massa

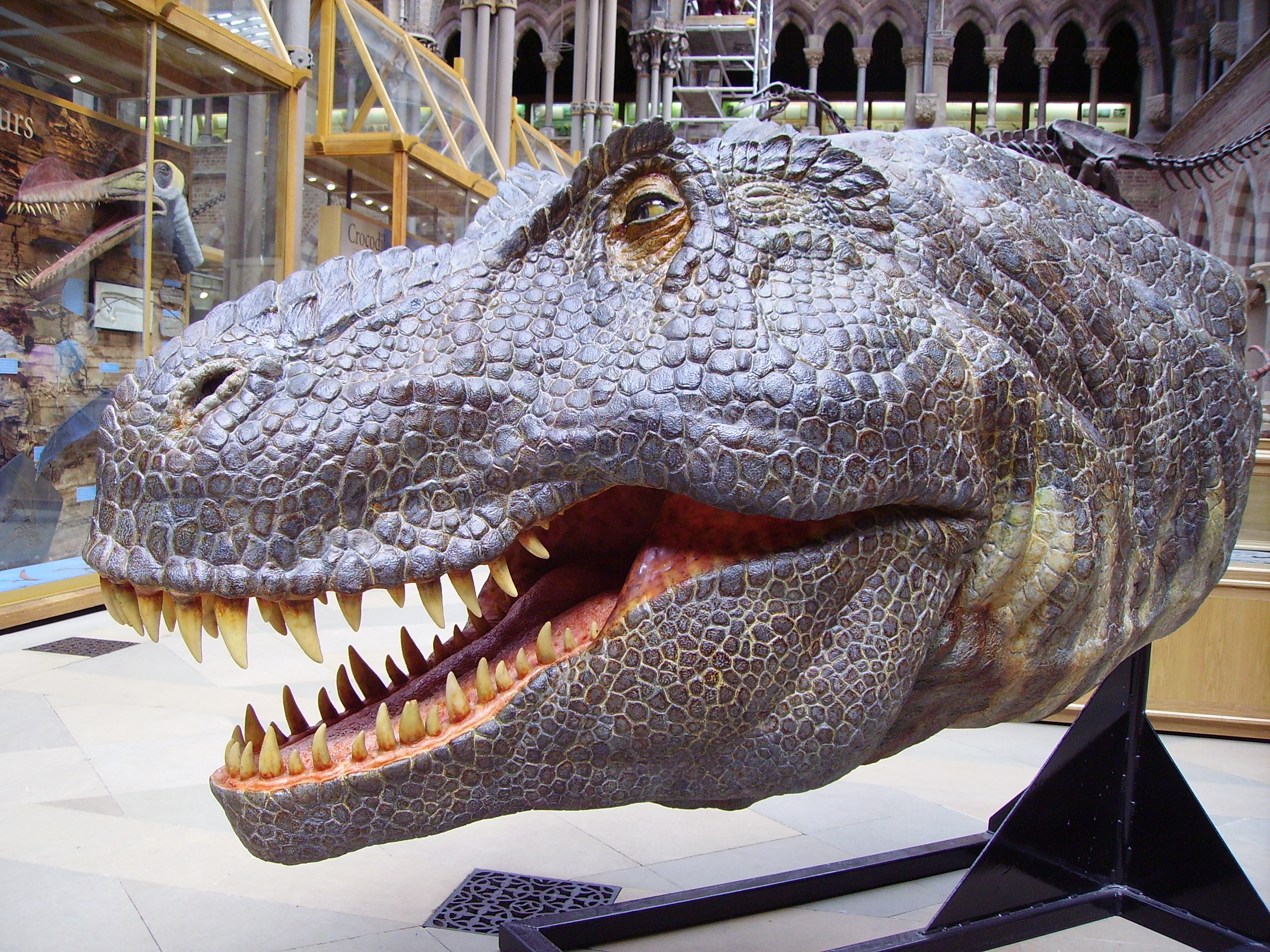
Modello della testa del tirannosauro utilizzato per la serie Nel mondo dei dinosauri

Il tirannosauro è nell'immaginario popolare il carnivoro grande, feroce e inarrestabile per eccellenza ed è forse addirittura il dinosauro più famoso di tutti i tempi, tanto che sin dalla sua scoperta fino ad oggi è definito da molti il Re dei Dinosauri. È inoltre uno dei pochi (se non addirittura l'unico) dinosauro di cui il pubblico conosca il nome scientifico completo nonché il sinonimo del dinosauro per eccellenza.
Dalla sua scoperta, il tirannosauro è apparso in numerosi media audiovisivi: nelle sue prime raffigurazioni più famose come nei film Il mondo perduto (1925), King Kong (1933) o il film d'animazione Fantasia (1940), veniva ritratto in posa eretta come un canguro, e in alcuni casi con tre dita anziché due. A seguito delle nuove scoperte sulla sua posa è stato riadattato nel franchise di Jurassic Park, con il primo film del 1993, che ha conferito ulteriore fama all'animale. Nonostante negli ultimi quarant'anni molte nuove scoperte hanno portato l'aspetto del T. rex a cambiare, come la presenza di labbra invece di denti scoperti o la presenza di piume. Molte raffigurazioni continuano a raffigurarlo in modo obsoleto, come l'emoji uscita nel 2017 che lo raffigura con la postura del canguro e privo di piume.